# 刀劍神域角色列表
本列表是列舉日本作家川原礫的輕小說作品《刀劍神域》及其衍生漫畫、動畫和遊戲作品的登場人物。名字表示順序為「遊戲角色名／真實姓名（日語原文）」。

## 主要人物

### 主角
桐人／桐谷和人（Kirito／Kirigaya Kazuto，聲：松岡禎丞（日本）；宋昱璁（台灣））
本作男主角。原名為鳴坂和人（Narusaka Kazuto）。直葉的哥哥（實際上為表哥），與亞絲娜屬於情侶關係，結衣的養父。生日為2008年10月7日，開始玩SAO時（2022年11月）是14歲，2年後（2024年10月）的故事本篇是16歲，現在（2026年10月）目前是18歲。在2026年6月末至7月上旬間，為治療腦部創傷而長時間潛行Underworld，在搖光加速的影響下使其心靈年齡超越了肉體大約2年。
亞絲娜／結城明日奈（Asuna／Yuuki Asuna，聲：戶松遙）
本作女主角。與桐人屬於情侶關係，結衣的養母。父親是大型電子用品製造商「RECT」前CEO，母親是某所大學中的教授。生日為2007年9月30日，開始玩SAO時（2022年11月）是15歲，2年後（2024年10月）的故事本篇是17歲，現在（2026年10月）目前是19歲。

### 次要人物
結衣（Yui，聲：伊藤加奈惠）
生日是2022年8月1日。桐人和亞絲娜的養女。倒在桐人和亞絲娜過新婚生活的艾恩葛朗特22層森林裡的小女孩。除了記憶錯亂，身邊還有許多不可解的Bug現象。
真正身分是SAO的「MHCP」，負責維護玩家精神健康的諮詢用AI，擁有強大的資料搜索及計算能力。雖然只是AI，卻擁有不輸給人類的豐富感情（本人卻表示那只是透過模仿及學習的結果），個性有如孩子般天真無邪，把桐人和亞絲娜當成真正的「爸爸」和「媽媽」般仰慕。取回身為AI的記憶後，變成會用正式的語調講話。
於ALO事件後定居在和人房間的電腦主機中，在現實世界中會透過手機來對話。擁有任何檢索達人也比不上的情報收集能力，而和人等人經常倚賴結衣的幫忙完成學校作業。
曾為了方便在現實世界中的交流，要求和人為她開發視聽覺雙向通信探測器，後來有紀的使用數據讓和人能完成該系統。但因「Augma」的面世，使其無需使用該系統，便能與現實中的和人等人交流。
在艾恩葛朗特篇中，當遊戲變質為死亡遊戲時被剝奪了主動接觸玩家的權限，在有義務卻沒權力執行的矛盾累積下，AI出現錯誤並遺失部分記憶，遊蕩到發出強烈正面情感的桐人和亞絲娜附近並被發現和收養。在前往第1層黑鐵宮時重新接觸安置在那裡的緊急管理界面，記憶被修復並對桐人和亞絲娜道出自己的真正身份，但也因此被Cardinal系統發現，在遭到系統刪除前被桐人以道具狀態保留下來的程式儲存在桐人的NerveGear中。
在PSP/Vita遊戲原創劇情裡，因系統錯誤時的漏洞而再度實體化以幫助桐人。
在妖精之舞篇中，在延用SAO系統的ALO中，以「導航妖精」的身分復活，輔助桐人尋找亞絲娜。
在幽靈子彈篇中，與夥伴們在ALO內觀看GGO「第3屆BoB大賽」實況轉播時，發現死槍是前SAO公會「微笑棺木」的生還者後，搜尋關於GGO和死槍的情報。
在聖劍篇中，跟隨著桐人、亞絲娜等人攻略聖劍任務。
在Alicization篇中，與明日奈等人一起尋找失蹤的和人。之後，駭入美國加州理工學院的電腦系統，替換神代凜子助手的照片，讓明日奈能順利潛入Ocean Turtle。
在Alicization Underworld大戰篇中，發現美國傭兵部隊以欺騙手段招募美國玩家潛行Underworld後立即聯絡直葉和詩乃，把情況告知她們並指示兩人到RATH六本木分部，其後在ALO中把情況告知西莉卡、莉茲貝特、克萊因和艾基爾等人。
愛麗絲在桐谷家住宿時，協助和人與愛麗絲解開傳給愛麗絲的私人網路訊息，而得到了連結UW入口座標點（IPv4網路位址），其後調查出座標點連結至冰島伺服器但防火牆堅固而無法深究，但傳送給愛麗絲的電子郵件來自美國網路，和人擔心過度深入會為結衣帶來危險，而要求中止調查。
在Unital Ring 篇中，以玩家身份被強制轉移到UR。由於能正式參與遊戲之中，故對此感到高興。習得劍技、弓箭和火魔法的技能，並獲得莉茲貝特製作的防具和劍。期間還向愛麗絲學習劍術。
莉法／桐谷直葉（Leafa／Kirigaya Suguha，聲：竹達彩奈）
「妖精之舞篇」的女主角，外傳《刀劍神域 女孩任務》的主角之一。
和人的妹妹，實際上真實身份為表妹，被和人暱稱「小直」。2009年4月19日出生，初登場（2024年）時15歲，現在（2026年）17歲。外表看起來運動神經發達，但在現實世界或虛擬世界都不懂游泳和在水上或水中進行的活動。擅長劍道，從小毫不間斷地揮舞了8年竹刀的努力女孩。是在國中時擠進全國前8名，僅僅高一就獲選參加全國大賽的好手。
小時候與和人的感情很好，因為和人的緣故開始學習劍道。在和人想放棄劍道而被祖父責罵時，哭喊着自己會連哥哥的份一起努力而持續劍道至今。但在和人放棄劍道而迷上電腦後，兄與妹之間漸漸不太講話。
和人被關在SAO後，開始對兩人之間的冷漠關係感到後悔。聽到和人正在SAO最前線奮戰的消息而燃起希望，盡心盡力的照顧他的身體。為了更瞭解和人，開始踏入自己討厭的虛擬世界。SAO事件發生後，得知和人不是自己的親哥哥而是表哥，在懂事前因姨父、姨母車禍死亡而被自己家收為養子。
在ALO中的角色為風精靈「莉法」，是族內排名前五名的實力玩家。戰鬥風格以單手長劍技能與雙手劍技能為主，且會結合現實中的劍術，其身手較愛麗絲靈活。在ALO中還會使用魔法和飛行能力，並持有混種劍；在UW中能使用超級帳號03「地母神提拉利亞」的權限「無限制自動回復（天命）」和神器「青翠靈魄」。
在妖精之舞篇中，遭火精靈集團獵殺時被桐人搭救，在雙方都沒有發現對方真正身分的情況下，莉法教導還是ALO新手的桐人基礎知識與自力飛行的訣竅，並自告奮勇擔任桐人前往世界樹的導遊。遊戲內不斷被一起冒險的桐人吸引，在現實世界也有如潰堤般發覺自己對和人的心意。了解到和人和明日奈的羈絆與「桐人」就是「和人」後，非常消沉與自責。受到同班同學長田鼓勵後才鼓起勇氣重新面對和人，和桐人再次挑戰世界樹。
在PSP/Vita遊戲原創劇情裡，使用NerveGear並使用ALO的帳號登入SAO，然後與桐人和亞絲娜相遇。
在幽靈子彈篇中，與夥伴們在ALO內觀看GGO「第3屆BoB大賽」實況轉播時，得知死槍是前SAO公會「微笑棺木」的生還者。
在聖劍篇中，跟隨著桐人、亞絲娜、克萊因、西莉卡、莉茲貝特、詩楠等人攻略聖劍任務。
在劇場版《序列爭戰》中，熱衷於「Augma」的AR遊戲OS和相關活動，還以OS的優惠使用健身房的服務。之後，因學校劍道部的合宿活動而無法參與OS的活動。其後桐人為了奪回明日奈等人的記憶而拼命地提升OS排名，決定把自己練習劍術的影片供給桐人參考。後來在結衣幫助下，登入SAO中參與100層Boss的攻略。
在Alicization篇中，與明日奈等人一起尋找失蹤的和人。
在Alicization Underworld大戰篇中，從結衣口中得知Ocean Turtle遭受美國傭兵部隊襲擊一事，且傭兵誘騙美國玩家介入 Underworld中人界與暗黑界之間大型戰爭的計劃。之後在結衣的指示下，與詩乃趕到RATH六本木分部與菊岡取得聯絡，其後使用STL六號機與菊岡所給予的超級帳號03「地母神提拉利亞」潛行UW以參與大戰，但因六號機為剛完成的新型機（動畫版改為未完成）且有點問題，而於潛行後與詩乃失散並被傳送至闇之國軍隊附近。其實力被半獸人族譽為足以殺死闇之國皇帝。異界戰爭後，被謝達與闇之國軍隊稱為「綠之劍士」。
桐人在與加百列的交戰中使用「夜空之劍」的記憶解放術時，傳達自己的心念力量給桐人支援他對抗加百列。後來因衛星線路無法跟上極限加速的速度而被強制登出。
和人出院後因他仍無法接受尤吉歐的去世而放聲大哭時，不但安慰和人，並聆聽他於UW中約兩年間的經歷。
愛麗絲在桐谷家住宿時，與家人招待愛麗絲。

詩 ／朝田詩乃（Sinon／Asada Shino，聲：澤城美雪）
「幽靈子彈篇」的女主角。
Gun Gale Online（GGO）的少女玩家，2009年8月21日出生，初次登場（2025年）時為16歲，現在（2026年）為17歲，被明日奈暱稱「詩」。
相較於同年齡的女性顯得更為成熟與自立，有時則會說出非常辛辣的吐槽發言（尤其是針對和人）。
小學5年級時，被捲入強盜事件，錯亂中槍殺了威脅母親的搶匪而留下心靈創傷。患有強烈的槍械恐懼症，在學校也被同學視為殺人兇手而遭人霸凌。為克服心理創傷而在朋友新川恭二介紹下遊玩槍戰遊戲GGO，成為了可排入5名之內的狙擊手，曾於第2屆BoB中得到第23名，相當信賴曾數次幫助自己的恭二。
在GGO中使用自己暱稱為「黑卡蒂II」的狙擊槍「PGM Ultima Ratio HecateII（動畫版未獲得黑卡蒂II前使用FR-F2狙擊步槍）」及「HK MP7衝鋒槍（動畫版改為Glock18C手槍）」；在ALO中，不顧遊戲特色、只因視野最遠就選擇種族貓妖，並使用因有魔法而乏人問津的長弓，且活用著在GGO使用狙擊槍的經驗，射擊的距離與精準度都高得讓人畏懼，能在比魔法還遠的射程外開始攻擊，讓敵人在接近到劍技範圍前就被射成豪豬。
在幽靈子彈篇中，遇見桐人時曾誤會對方為女性，但得悉事實後十分生氣，之後因見識到他的強大而希望打敗他以克服心理創傷。起初還對桐人從有敵意和競爭心態，但後來態度因桐人的表現而有所變化。在回想起微笑棺木而動搖的桐人身上看到自己過去的影子，推測桐人有與自己相似的過去。
在第3屆BoB決賽時，與桐人同時目睹死槍的作為，從桐人口中得知真相後兩人暫時聯手對付死槍。在過程中自己遭到死槍偷襲，因死槍所用的「五四式黑星」引發了過去的創傷，陷入恐慌狀態而喪失戰意，同時桐人使用槍士X的狙擊步槍和煙霧彈，趁在煙霧彈爆炸的時候狙擊死槍，而死槍把黑星·五四式手槍收起來，換成他的L115A3狙擊槍狙擊桐人。
詩乃脫險後情緒依舊沒有平復，甚至陷入自暴自棄的狀態，後在桐人懷裡放聲大哭。重新振作後繼續與桐人對付死槍，成功破壞死槍的「L115A3」（但黑卡蒂的狙擊鏡也被對方擊毀），並利用彈道預測線為桐人製造機會，使桐人能夠擊倒死槍。最後與桐人以手榴弹自爆，共同獲得第3屆BoB大賽冠軍。之後，恭二親自跑來詩乃家中祝賀BoB大賽獲勝，而實際上是不想讓詩乃被別人搶走而欲殺害她，但被及時趕來的和人阻止而失敗，事後恭二被警方逮捕。
於死槍事件結束後，經和人介紹下認識明日奈與里香，並在和人刻意安排下見到當年事件因她而獲救的女性與她的女兒，心中的傷口像被一隻溫暖的小手溫柔的撫平。
後來在亞絲娜等人的介紹下於ALO建立帳號。
偶然在外傳《刀劍神域 女孩任務》客串。
在聖劍篇中，跟隨著桐人、亞絲娜、克萊因、西莉卡、莉茲貝特、莉法和結衣攻略聖劍任務。當桐人為團隊生還而拋棄聖劍時，詩楠用弓箭附屬技能將聖劍取回給桐人，要求桐人每次拔出聖劍時必定要想起她。
在劇場版《序列爭戰》中，與桐人一起討伐出現在OS的SAO頭目。在OS中，她也是使用狙击步枪。
死槍事件後儘管解開心靈創傷，但仍有玩GGO，並獲得第4屆BoB大賽亞軍，且還暗中練習以光劍砍斷子彈，但其技術仍遜色於桐人。
在Alicization篇中，為對抗加百列與其下屬組成的專業隊伍，而邀请桐人、亞絲娜、克萊因、西莉卡和莉茲貝特於GGO中組隊（當中只有桐人和亞絲娜使用光劍）。之後在現實中與和人跟明日奈會面，並邀請兩人一起參加第5屆BoB大賽及替她助攻，期間從和人口中得知RATH、STL和Underworld的存在。後來因和人出事而作罷，並跟隨著明日奈等人一起尋找失蹤的和人。
在Alicization Underworld大戰篇中，從結衣口中得知Ocean Turtle遭受美國傭兵部隊襲擊一事，且傭兵誘騙美國玩家介入 Underworld中人界與暗黑界之間大型戰爭的計劃。之後在結衣的指示下，與直葉趕到RATH六本木分部與菊岡取得聯絡，其後使用STL一號機與菊岡所給予的超級帳號02「太陽神索魯斯」潛行UW以支援亞絲娜等人。剛登入UW便被傳送到桐人身處的人界遊擊部隊附近，還消滅了約2萬名剛潛行的美國玩家並與亞絲娜會合。與亞絲娜交流情報並跟桐人會面後，獨自追擊抓住愛麗絲的貝庫達，但到達時貝庫達已因貝爾庫利的捨身攻擊而被強制登出。把目前情況告知愛麗絲後，自願為愛麗絲殿後以拖延時間。美國傭兵軍官加百列因無法再次使用貝庫達的帳號而轉移了GGO帳號再次潛行到UW，在發現對方就是於第4屆BoB大賽中擊敗自己的Satorizer後感到驚訝。雙方開戰後雖不敵落敗且無法飛行，但仍成功重創了加百列。
桐人在與加百列的交戰中使用「夜空之劍」的記憶解放術時，傳達自己的心念力量給桐人支援他對抗加百列。後來因衛星線路無法跟上極限加速的速度而被強制登出。
在Unital Ring 篇中，GGO帳號被強制轉移至UR，僅保留「黑卡蒂II」和副武器MP7，並回收身邊已被刪除帳號的玩家用品，改為使用較符合等級的裝備。
在PSP/Vita遊戲原創劇情裡，使用醫療用的Medicuboid時被混線而進入SAO中，在SAO中能使用獨有技能裡的射擊技能（弓箭）。
在GGO外傳裡，提及她曾告知SJ參賽小隊之一的SHINC關於稀有槍械的情報。
有紀／紺野木綿季（Yuuki／Konno Yuuki，聲：悠木碧）
「聖母聖詠篇」和「Sisters' Prayer」的女主角。
生日為2011年5月23日，初登場時（2026年1月）為15歲。第一人稱「ボク」，喜歡的食物為可麗餅，與雙胞胎姐姐藍子有著絕佳的默契。
從其他VRMMO轉移來新生ALO的玩家，闇精靈，使用武器為單手劍。少數使用現實世界本名當做角色名的玩家。在新生艾恩葛朗特第24層的大樹下，以自己的11連擊OSS為賭注和其他玩家進行路邊決鬥，因為創下在對決包含未使用二刀流的桐人在內超過60人以上連勝無敗的紀錄而有「絕對最強的劍士」、簡稱「絕劍（Zekken）」的稱號，那壓倒性的強悍令亞絲娜等SAO生還者們也覺得驚訝，被桐人認為如果她也在SAO中，習得二刀流的人不是自己而是她。
現實世界中是一位從小就病魔纏身的少女。在出生時因被輸血用的血液製劑感染了HIV病毒，雙親和雙胞胎姐姐都因愛滋病而先後去世。小學時，服用特效藥控制病情而能夠繼續上學，雖然努力保持在學年第一的優秀成績，但被發現是愛滋病帶原者後受到歧視而被迫轉校。其後病情復發而入院，在倉橋醫生的建議下，成為參與Medicuboid實驗的患者，首次進入VR世界是在SAO事件發生的3個月前，此後3年絕大部分時間都在虛擬世界中渡過。
在末期患者網路社群（靜謐花園）裡因皇家特裡同鍬形蟲而與梅利達發生邂逅，抉擇後決定把鍬形蟲送給梅利達，並將鍬形蟲命名為「羅伊」。在梅利達的邀請下與姐姐蘭一起進入VRMMO「飛鳥帝國」（Asuka Empire），選擇了劍士的職業，且花了5天就轉職為上級職業武士，而在轉職任務上連續10次以上破解Boss的大招，據梅利達所說沒有一個頂尖玩家能夠做到。
在靜謐花園認識了跟自己同樣因絕症而苦惱的同伴，與姐姐及梅利達一起創立了公會「沉睡騎士」，在雙胞胎姐姐藍子（第1任會長）死後成為了公會的第2任會長。
路邊決鬥的目的是想尋找一位和自己實力相近的玩家組隊，以單一隊伍（7人）挑戰新生艾恩葛朗特的樓層頭目並在起始之鎮的黑鐵宮劍士之碑上留下7人的ID，創造美好的回憶。與亞絲娜戰鬥承認了她的實力，選定她為第7位隊員（因為認為桐人看穿其秘密而不列入人選）。
攻略了頭目後，因覺得亞絲娜的形象漸漸跟姐姐重疊起來，而與亞絲娜斷絕來往。後來告訴了追到醫院來的明日奈想再次上學的想法後，使用和人正在研發的視聽覺雙向通信探測器和明日奈共同上學。後來，因攻略了新生艾恩葛朗特第29層頭目和在第4屆統一決鬥大會中以漂亮的劍技再次打敗只使用一刀的桐人取勝而在ALO中成名。然而，在3月末京都旅行後的某個日子裏，有紀再次陷入命危狀態，在ALO中以最後的力氣把自創劍技11連擊的OSS《聖母聖詠》（Mother's Rosario）秘笈交給亞絲娜後，在沉睡騎士和ALO眾玩家的包圍中，安詳地在亞絲娜的懷裡逝去。在4月4日葬禮中，因有數百名ALO玩家出場致意而使得木綿季的親戚錯愕不已。木綿季生前長達三年的使用數據使Medicuboid能於國內的醫療機構進入實用階段，甚至有助於STL的開發。
在劇場版《序列爭戰》中，在亞絲娜使用劍技《聖母聖詠》時以亞絲娜的想像狀態與亞絲娜一同握著細劍攻擊SAO的100層頭目。
在Alicization Underworld大戰篇中，亞絲娜與PoH交戰時處於劣勢，其在關鍵時刻中以聲音給亞絲娜鼓勵，使亞絲娜在Underworld 使出了本來在此世界不存在的劍技「聖母聖詠」11連擊，奇蹟似的重創了PoH（網路版中有紀沒有岀場）。
PSV版遊戲劇情裡因不明原因而被傳送到艾恩葛朗特（在遊戲劇情裡作為100層的隱藏Boss登場，打倒她後在下一週目會以同伴身份出現在76層）。
愛麗絲·辛賽西斯·薩提／愛麗絲·滋貝魯庫（Alice Synthesis Thirty／Alice Zuberg，聲：茅野愛衣（日本）；李昀晴（台灣））
「Alicization篇」和「Alicization Underworld大戰篇」的女主角。
自律學習型人工智慧「A.L.I.C.E.」之一，盧利特村村長的女兒，尤吉歐與桐人的童年玩伴，後來被改造成整合騎士。生日為人界曆361年4月9日。上位整合騎士，編號為「30」（網路版為「50」），地位為整合騎士團中的第3位。被桐人稱作「最強的騎士」，異界戰爭後被UW居民稱為「金木樨之騎士」。整合騎士團第一代團長貝爾庫利的徒弟。
戰鬥風格主要以單發劍技為主，其劍技紮實、強而有力、快速和標準甚至能破解連續劍技，雖在ALO中習得各種劍技，但本人仍喜歡使用單發劍技。在UW中持有神器「金木樨之劍」和會使用神聖術與心念；在ALO中種族為貓妖，會馴服飛龍，武器為單手長劍和盾。
儘管本人因「合成祕儀」而喪失記憶，但仍殘留部分重要記憶，如曾經以心念暫時把自己的服裝變成小時候的模樣；而且本人還會抗拒進入山洞和天然洞窟等地方。
自幼便有著村內最高的神聖術天賦，且本人也具備劍術天賦。經常與尤吉歐和桐人一起玩耍並會時常為他們準備午餐，但三人11歲時於北方洞穴的探險中讓她誤觸禁忌目錄而被整合騎士押往中央聖堂，其後被任命為見習修女學習神聖術。兩年後因其系統操作權限達至高階級別而被最高祭司亞多米尼史特蕾達以「合成祕儀」改造而喪失記憶，並被任命為「見習整合騎士」，期間還習得貝爾庫利數百年來的劍術精髓，實力得到貝爾庫利的認同，18歲時（人界曆379年）被任命為正式的整合騎士。
桐人和尤吉歐違反禁忌目錄後，以整合騎士身分再次出現在兩人面前並逮捕他們。把兩人關進監獄後，命令徒弟艾爾多利耶在附近埋伏以防兩人越獄。之後在第80層「雲上庭園」與桐人和尤吉歐兩人交戰，但於戰鬥中卻與桐人意外掉落塔外。為返回塔內而與桐人暫時休戰，期間桐人不小心說出賽魯卡的名字而質問他，其後被他告知自身過去、公理教會與整合騎士的真相，在聽到妹妹賽魯卡的名字後想起部分記憶。為了與家人再次見面，和糾正公理教會的錯誤，使人界能組織軍隊抵抗暗黑界侵略，因而突破「右眼的封印」的控制而變成RATH所追求的「A.L.I.C.E.」。與桐人合作時兩人發現貝爾庫利被石化和元老院的真相。與最高祭司的交戰中，得知桐人來自外面世界（現實世界），以及最高祭司企圖犧牲近半人界居民以量產巨劍魔像的計劃。桐人喪失戰意時捨身保護他，但被重新振作的桐人救下後因精疲力盡而昏倒。回過神來，最高祭司和元老長早已殞命，不但感覺到戰鬥的過程與結果，且偶然聽見桐人使用「第一系統控制台」與現實中的菊岡等人對話的內容，並目睹桐人突然昏倒（桐人的搖光被電流通過而昏倒）。
愛麗絲的原有記憶碎片於最高祭司殞命後伴隨着去世的尤吉歐一起消逝。
在Alicization Underworld大戰篇中，雖把最高祭司的所作所為和目前的情況都告知貝爾庫利，但卻隱瞞關於外面世界（現實世界）和世界盡頭的祭壇的情報。與整合騎士團著手整頓人界防衛事宜時，因公理教會內部有人提倡要處決一直昏迷不醒的桐人，且自己也因知道公理教會的黑暗面而感到迷惘。之後，她暗地裡帶著桐人離開公理教會，並隱藏整合騎士的身份在盧利特村附近的森林隱居，期間大部分村民讓她與桐人遭受不公平的對待，使愛麗絲的迷惘加深。曾治療心神喪失的桐人但不果，且無法回復他的右臂。
桐人以「黑色劍士」使用「二刀流」的姿態對抗最高祭司時，愛麗絲感到了前所未有的震撼，心裡就只有「竟然有如此堅強，但又哀切到讓人覺得心痛的模樣」的想法，該感情一直都保留在心中，但本人認為作為戰鬥人偶而存在的自己沒有資格抱有戰意以外的感情，所以選擇忽視該感情，後來與靈魂受損的桐人同居半年照顧他，在相處的過程中漸漸發現自己已經對桐人產生了戀慕之心。
村子遭受暗黑界軍隊襲擊時，被桐人的舉動所打動而自願代替他出戰，其後發現村民因《禁忌目錄》限制，必須服從侍衛長吉克的指示留守村子而無法逃命。明白到公理教會長期的和平統治使人民喪失獨立思考的機會後，公開自身整合騎士的身份，並命令村民逃離村子避難，其後獨自一人擊退軍隊。
成功突破「右眼的封印」後，一直以右眼失明的狀態活動，當闇之國的軍隊襲擊盧利特村時，愛麗絲出戰的決心使她無意發動心意技恢復右眼，同時還發現使用心念的訣竅。
把北之洞窟冰封後，為保護人界和探索治療桐人的方法，而帶著桐人前往東之大門。與人界軍會合後，艾爾多利耶因認為心神喪失的桐人會成為愛麗絲的累贅而與她發生了爭論，但在貝爾庫利的調停下才得以平息。之後偶遇羅妮耶和緹潔，告知她們桐人和尤吉歐的狀況後安慰兩人。其後與貝爾庫利交流時，被他告知桐人擁有異常的實戰經驗而感到驚訝和不解。
開戰前，拜託羅妮耶和緹潔兩人於戰爭期間保護桐人。在東之大門的防衛戰中，騎著飛龍藏身在上空收集戰場上的空間資源以獨創的術式殲滅了敵軍近半兵力。在得知「闇神貝庫達」和「光之巫女」的情報後，把情報告知貝爾庫利並自告奮勇擔任誘餌，且還打算前往世界盡頭的祭壇以尋求治療桐人的可能。但貝爾庫利為增加作戰的成功率和保護愛麗絲，而親自率領部分兵力組成以愛麗絲為首的誘餌部隊。
部隊出征時遭到暗黑術師的攻擊，但部隊因艾爾多利耶的自我犧牲而逃過一劫。為了替徒弟報仇而親自重創大部分暗黑術師，並在敵軍面前自稱為「光之巫女」，吸引敵軍的注意。
之後部隊為了應對拳鬥士們而於南方的森林進行埋伏，但準備期間後方遭受瓦沙克所率領暗黑騎士部隊偷襲而趕去支援。雖然部隊被剛潛行Underworld的亞絲娜救下，但因亞絲娜擅自接近桐人而被愛麗絲誤會為敵人，兩人交戰時被貝爾庫利所勸阻。之後，在會議中得知自己正是貝庫達的目標，並向部隊的騎士和將領們說明「右眼的封印」的存在。會議結束後，為了更瞭解桐人而與亞絲娜等人交換與桐人的情報。
在偷襲暗黑界軍隊時，討伐突然出現的約3萬名美國玩家，期間因獨自行動而被貝庫達以趁火打劫的方式抓走，還被對方以心念強制昏睡。回過神來，貝爾庫利已犧牲自己的生命擊敗貝庫達，但被剛趕到的詩乃告知貝庫達在現實世界中仍生存的事實和目前的情況後，騎著飛龍趕去世界盡頭的祭壇，打算前往現實世界殺死貝庫達。
在世界盡頭的祭壇，其飛龍雨緣與滝刳都被加百列的心念所重創，但桐人以心念把飛龍減少天命上限變回蛋型交給愛麗絲。桐人與加百列交戰時，與亞絲娜趕去「第三系統控制台」，期間將自己的心念力量傳達給正使用「夜空之劍」記憶解放術的桐人，支援他對抗加百列，並在極限加速啟動前被亞絲娜成功送到現實世界，其Light Cube 由神代凜子接收。
之後在現實世界中以第3台EMOM活動，其外觀跟於UW中的身體一樣。得知和人與明日奈兩人的狀態後，願意等待兩人的甦醒，並以三週時間便適應現實世界的生活和科技，且還會學習英語和德語、有時會於ALO中與莉法等人交流，但比較抗拒遊戲中的PK和狩獵文化。
為了AI人權的認同而接受2026年8月1日的媒體直播專訪，中途得知和人與明日奈兩人將會醒來而擅自離場，趕到RATH六本木分部，被剛醒來的和人告知妹妹賽魯卡自願以石化的狀態等待她回歸UW。
由於想私下與出院後的和人會面，但又不想麻煩神代凜子和RATH，而把自己郵寄到桐谷家中，該手法使和人與神代凜子感到驚訝。之後，質問和人當初對她隱瞞極限加速的理由，而和人表示愛麗絲是UW世界的希望。
從神代凜子獲得能在桐谷家中借宿一宵的許可後，與和人在劍道場中比試，雖然雙方竹刀交擊產生斷裂，但愛麗絲以頭槌取勝。之後結識了和人的家人，且得知和人對將來的決定，並對和人將來於海洋資源探勘機構（RATH）就職的打算感到高興。
深夜時收到了私人網路訊息，在與和人和結衣一起解開訊息的暗號後，得到了能再次回到UW的線路（IPv4網路位址）。與和人到達RATH六本木分部後，與明日奈決議重啟競爭意識。
之後，與桐人和亞絲娜潛行兩百年後（星界曆582年）的UW中，三人在宇宙中偶遇神話級宇宙獸「深淵之恐懼」後合力將其擊殺，同時拯救了被深淵之恐懼所追擊的絲緹卡·休特里涅與羅蘭涅·阿拉貝魯兩人。三人被招待到阿拉貝魯家中做客直至登出，並從羅蘭涅與絲緹卡兩人那得知二百年間UW的變化。
在Unital Ring 篇中，在ALO中把神代凜子的口訊傳達給桐人，其後與桐人等人一起被強制轉移至UR，其帳號遭到系統重置，僅剩下單手長劍技能、裝備中的服裝、劍和盾，後來使用的武器為莉茲貝特製作的「巴斯塔德劍」。
之後，與桐人和亞絲娜潛行UW，調查曾經入侵UW的入侵者。三人在阿拉貝魯家中遇到費魯西，並被他告知UW於二百年間的部分歷史。其後桐人因其心念引起了風波而被逮捕。在桐人被捕前，按照他的指示保管「藍薔薇之劍」，並與亞絲娜登出。登出UW後，與明日奈一起勸阻情緒激動的和人。
雨緣
整合騎士愛麗絲的所屬飛龍，徒弟艾爾多利耶的飛龍「滝刳」是雙胞胎兄長，已故的母親名為「雪狩」。愛麗絲和桐人在盧利特村隱居時，被愛麗絲釋放而回復自由，但仍選擇追隨她。在天命耗盡前，與滝刳一起被桐人變回龍蛋。
尤吉歐·辛賽西斯·薩提滋／尤吉歐（Eugeo Synthesis Thirty-two／Eugeo，聲：島崎信長（日本）；江志倫（台灣））
「Alicization篇」的主要角色。
自律學習型人工智慧「A.L.I.C.E.」之一，桐人的摯友兼拍擋。生日為人界曆361年4月10日。桐人在Underworld中最先遇到的居民，天職為負責砍斷惡魔之樹「基加斯西達」。桐人過去在測試時以童年玩伴的身分與其和愛麗絲三人經常一同玩耍，而現今與桐人再會時卻沒有他的記憶。
持有神器「藍薔薇之劍」。戰鬥風格與只使用一刀流的桐人相似，主要會使用單手長劍劍技、體術與神聖術，還會使用瓦爾提歐流的雙手劍劍技。論實力不遜於桐人，後者甚至認為其潛在資質遠在自己之上。桐人在未獲得夜空之劍前，一直向他借用藍薔薇之劍。
自幼便缺乏家人的關愛，且因其出身於貧窮家庭而受到大部分村民的鄙視，唯獨與愛麗絲和桐人一起相處的時光才感到快樂。儘管家人對其「伐木手」的天職感到不滿，但尤吉歐的薪水為家中主要的收入來源。
自從愛麗絲被帶走後深感自責，幾乎不再露出笑容，也經常迴避愛麗絲的妹妹賽魯卡。與桐人尋找前往盡頭山脈的賽魯卡時，發現賽魯卡被哥布林困往，戰鬥中被哥布林重創，後以賽魯卡的高等神聖術救回。在第二天發現平常慣用的斧頭「龍骨之斧」比平時還要輕然後看見桐人使出劍技，認為是劍術而向他學習「艾恩葛朗特流」。在學習劍術的過程中成功砍斷「基加斯西達」，因完成了自己的天職而得以自己選擇成為劍士之路，與桐人離開盧利特村踏上旅程。
兩人在薩卡利亞劍術大會中獲勝而加入薩卡利亞衛兵隊並成功入讀帝立修劍學院。在初等練士時，尤吉歐被上級修劍士哥魯哥羅索指定為他的近侍練士。哥魯哥羅索等前輩畢業後，成為了學院內12名上級修劍士中的第5名，並指定了學妹緹潔作為自己的近侍練士。之後因羅妮耶和緹潔差點被常常找自己和桐人麻煩的貴族（萊歐斯、溫貝爾）強暴而突破「右眼的封印」（因而變成RATH所追求的「A.L.I.C.E.」）並砍斷溫貝爾的左臂，但在差點被萊歐斯斬殺時被趕到的桐人救下；萊歐斯被桐人砍斷雙手後因禁忌目錄限制，陷入靈魂崩壞而死。之後與桐人一起被整合騎士愛麗絲逮捕，兩人越獄並打敗騎士艾爾多利耶後在卡迪娜爾的帮助下和桐人一起前往中央聖堂上層。
桐人與愛麗絲雙雙掉落塔外後，獨自繼續前進並在第90層「大浴場」以捨身攻擊成功擊敗騎士長貝爾庫利，但被元老長所逮捕至頂層接受亞多米尼史特蕾達的诱惑被改造成整合騎士32號並與桐人交战。跟桐人打成平手後打算單挑亞多米尼史特蕾達但失敗，與趕到的桐人和愛麗絲會合，打敗元老長後桐人和愛麗絲被「巨劍魔像」所傷。儘管被卡迪娜爾所救，但仍身處劣勢，而在卡迪娜爾臨死前請求她把自己變成劍，而與「藍薔薇之劍」和愛麗絲的記憶碎片合成大劍。雖打敗「巨劍魔像」和砍下了亞多米尼史特蕾達的右臂，但同時卻被攔腰斬斷，其身體和佩劍「藍薔薇之劍」都斷成了兩截，其後以自身的血凝結成「紅薔薇之劍」的劍身，讓桐人能以二刀流打敗亞多米尼史特蕾達。之後因失血過多且空間資源短缺而不治，臨終前不但安慰桐人並表示「這是最好的結果」。為桐人的黑劍取名為「夜空之劍」後，伴隨着愛麗絲的記憶碎片一起消逝，得年19歲。（網路版中曾被亞多米尼史特蕾達诱惑并拒绝，但不敌而战死。）
在Alicization Underworld大戰篇中，尤吉歐去世後其搖光記憶仍殘留在「藍薔薇之劍」中，曾先後安慰得知自己死訊的緹潔、鼓勵缺乏自信的連利和提醒自暴自棄的艾爾多利耶。之後，比嘉在現實中也把主視覺化引擎連結至桐人的STL，使尤吉歐的搖光記憶能與亞絲娜、莉法與詩乃三人的搖光一起連結至桐人的搖光成功將其喚醒。其後與桐人一起發動藍薔薇之劍的武裝完全支配術凍結剩餘的3萬名中韓玩家，阻擋持有吸收大量生命（空間資源）的殺友菜刀的PoH的惡念控制，讓亞絲娜等人有機會逃過一劫。桐人與PoH交戰時協助身體虛弱的桐人將PoH推開。
桐人與加百列交戰時，尤吉歐的搖光記憶控制藍薔薇之劍阻擋加百列的致命一擊，並提醒桐人渴求靈魂的加百列實際上是畏懼靈魂，並為桐人爭取時間使其能以吸收了十幾萬人心念力量的夜空之劍灌輸進加百列體內，使加百列被UW世界集體的十幾萬人心念滲透而亡（被強制登出，在現實中其搖光因受到大量資訊衝擊而受損，於精神彌留之際見到被他殺害之人前來索命，心生強烈恐懼隨即靈魂崩壞而死）。
西莉卡／綾野珪子（Silica／Ayano Keiko，聲：日高里菜）
生日為2010年10月4日，剛登入SAO（2022年）時年僅12歲，現在（2026年）為16歲。在現實中是獨生女，故將幫助自己的桐人當成兄長般仰慕。
她的父親根據祖父的習慣使用元素週期表為其命名，但由於第104號元素為鑪，名字不好聽，所以就使用14號元素硅命名為珪子，西莉卡的名字也是和珪子有關。
在艾恩葛朗特篇中，稀有的「馴獸師」少女，被中層玩家稱為「龍使·西莉卡」而備受歡迎的偶像級玩家。使用短劍技能，使魔「羽翼龍」（Feathered Little Dragon）的名字為「畢娜」。
曾被橙色公會「泰坦之手」列為目標。後來被泰坦之手圍攻時，當時是LV78的桐人以力量、血量及「戰鬥回復技能」等技能打敗泰坦之手，並用迴廊水晶把泰坦之手全員送入監獄而獲救。
像她這樣敢踏出安全圈外的算是例外中的例外，沒有在SAO中一起跟桐人加入前線有些後悔，因此在後來ALO在的時間就比較多。
在PSP/Vita遊戲原創劇情裡，因為系統錯誤而與攻略組一起被困在76層，但也實現了在前線作戰的願望。
在妖精之舞篇中，在新生ALO營運後將帳號轉移至ALO，種族設定為貓妖。
在幽靈子彈篇中，與夥伴們在ALO內觀看GGO「第3屆BoB大賽」實況轉播時，發現死槍是前SAO「微笑棺木」公會的生還者。
在聖劍篇中，跟隨著桐人、亞絲娜、莉法、克萊因、莉茲貝特、詩楠等人攻略聖劍任務。

在Alicization篇中，跟隨著明日奈等人一起尋找失蹤的和人。
在Alicization Underworld大戰篇中，透過結衣得知Underworld即將發生人界與闇之國大戰的預兆。
為了鼓动日本ALO玩家參戰，與莉茲貝特共同舉辦一場演講卻導致大多數玩家的反彈，經過一番論戰後，終於取得兩千多名玩家的支援。
桐人在與加百列的交戰中使用「夜空之劍」的記憶解放術時，傳達自己的心念力量給桐人支援他對抗加百列。後來因衛星線路無法跟上極限加速的速度而被強制登出。
在Unital Ring篇中，帳戶被強制轉移到UR，僅剩下短劍技能、畢娜和短刀「伊蘇斯雷達」。
與莉法（桐谷直葉）、莉茲貝特（篠崎里香）、露科絲／黑（柏坂日和）同為外傳《刀劍神域 女孩任務》的主角。
畢娜（Pina，聲：井澤詩織）
西莉卡的使魔，名字的由來是現實世界中西莉卡養的家貓。在偶然的情況下被她收服，因此讓西莉卡成為話題人物。
戰鬥能力不高，不過具有怪物偵測、迷幻，以及回復血量等珍貴的輔助技能。尤其是回復血量的技能是SAO僅有的不靠道具而能回復血量的珍貴能力。
在一次戰鬥中為保護西莉卡而受攻擊死亡，其後因桐人的協助取得復甦道具——靈魂之花而復活。
在ALO和UR中亦為西莉卡的使魔，並繼承了SAO時期的資料，能夠發動令怪物技能中斷的眩惑魔法，並能增幅西莉卡的飛行距離等等。
雖說是西莉卡的使魔，並只有在她下命令時才能100%成功執行，不過常有趴在於ALO中午睡的桐人肚子上的場景出現。
在劇場版《序列爭戰》中，其原型出現在OS的其中一次活動中，化身SAO原本第91層的Boss。
莉茲貝特／篠崎里香（Lisbeth／Shinozaki Rika，聲：高垣彩陽）
在艾恩葛朗特篇中，居住於艾恩葛朗特的48層「琳達司」，經營冶鍊商店的少女，2007年5月18日出生，初登場（2024年）時為17歲，現在（2026年）為19歲，與亞絲娜十分友好，打造出亞絲娜的細劍「閃爍之光（Lambent Light）」和桐人雙劍之一的「逐闇者（Dark Repulser）」後來侗類把劍的之二可以整武器遂閻使 Suiyanshi|スイヤンシ ドンの剣の2番目丨Don no ken no 2-banme。喜歡桐人（在SAO 遊戲中告白），但得知桐人與亞絲娜的關係後決定退讓，不過曾言回到現實後要進行第二回合。
在完成桐人的「逐闇者」後，曾詢問他持有兩把能力相似的劍的理由，而桐人以「二刀流」的秘密作為報酬，讓莉茲成為除了有管理者權限的希茲克利夫之外最早得知桐人能使用「二刀流」的人。
在PSP/Vita遊戲原創劇情裡，因為系統錯誤而與攻略組一起被困在76層。
在妖精之舞篇中，在ALO事件後與和人於現實中見面，得知亞絲娜在ALO事件中的遭遇，決議暫時壓下競爭意識，並與同樣喜歡和人的綾野珪子（西莉卡）一起定下一個月內不對和人出手的約定。
之後與和人、等SAO生還者們共同就讀於SAO生還者學校，並與同樣年紀的明日奈同處於高中部，因此常被珪子揶揄為「大姐姐」，兩人也常一起行動。
新生ALO營運後，將帳號轉移至ALO，種族設定為小矮妖，在世界樹城市中經營武器店，現今桐人等人的武器幾乎皆出於她之手。
在幽靈子彈篇中，與夥伴們在ALO內觀看GGO「第3屆BoB大賽」實況轉播時，發現死槍是前SAO「微笑棺木」公會的生還者。
在聖劍篇中，跟隨著桐人、亞絲娜、莉法、克萊因、西莉卡、詩楠等人攻略聖劍任務。

在Alicization篇中，跟隨著明日奈等人一起尋找失蹤的和人。
在Alicization Underworld大戰篇中透過結衣得知Underworld即將發生人界與闇之國大戰的預兆。
為了鼓动日本ALO玩家參戰，與西莉卡共同舉辦一場演講卻導致大多數玩家的反彈，經過一番論戰後，終於取得兩千多名玩家的支援。
桐人在與加百列的交戰中使用「夜空之劍」的記憶解放術時，傳達自己的心念力量給桐人支援他對抗加百列。後來因衛星線路無法跟上極限加速的速度而被強制登出。
在Unital Ring 篇中，帳戶被強制轉移到UR，剩下鍛鍊技能和錘矛。
與莉法（桐谷直葉）、西莉卡（綾野珪子）、露科絲／黑（柏坂日和）同為外傳《刀劍神域 女孩任務》的主角。
／壺井遼太郎（Klein／Tsuboi Ryoutarou，聲：平田廣明）
桐人在SAO正式營運後所認識的首位玩家，雖然不太有女人緣，卻是十分重義氣的好夥伴。現實世界中為小型運輸公司資深員工，在SAO事件的兩年間由社長關照，康復後也立即復職。
生日為1999年11月28日，在和亞絲娜第一次認識時（2024年10月19日）說出了自己的年齡是24歲，現在（2026年）時為26歲。
在艾恩葛朗特篇中，在SAO中為太刀使，末期的佩刀為「黑炎丸」，攻略組成員之一，公會「風林火山」的會長。
SAO死亡遊戲化後，桐人說要在其他人之前去下一個城鎮獲得資源時本想一起去，但因為自己不想再受桐人的恩惠和要去找本身在現實就認識的朋友，在第1層的第一個城市和桐人分開。桐人一直對此事耿耿於懷，但祈因本人倒是毫不在意。
在PSP/Vita遊戲原創劇情裡，因為系統錯誤而被困在76層。
在妖精之舞篇中，在新生ALO營運後，將帳號轉移至ALO，種族設定為火精靈，基於嗜好而自各地收集各種酒，並放置在桐人與亞絲娜共租的玩家住宅中。基於武士的堅持，配點上完全不選任何與魔法有關的技能，十分討厭弱化魔法。使用的仍是自SAO時期就愛用的刀，相較於愛用重劍而著重強化筋力的桐人，本身的能力則偏向於注重技巧的敏捷強化類型。
在幽靈子彈篇中，與夥伴們在ALO內觀看GGO「第3屆BoB大賽」實況轉播時，發現死槍是前SAO「微笑棺木」公會的生還者。
在聖劍篇中，跟隨著桐人、亞絲娜、莉法、西莉卡、莉茲貝特、詩楠等人攻略聖劍任務，最後成為「雷槌妙爾尼爾」的持有者。
在劇場版《序列爭戰》中，跟公會「風林火山」的成員一起參與OS的活動，但在某次活動中被瑛二襲擊打傷而失去了SAO時期的記憶，其後住院。
在Alicization篇中，跟隨著明日奈等人一起尋找失蹤的和人。
在Alicization Underworld大戰篇中，為了參與Underworld人界與闇之國的大戰而以ALO的帳號潛行UW。桐人在與加百列的交戰中使用「夜空之劍」的記憶解放術時，傳達自己的心念力量給桐人支援他對抗加百列。後來因衛星線路無法跟上極限加速的速度而被強制登出。
在Unital Ring 篇中，帳戶被強制轉移到UR，並保留「追蹤」技能和常用武器「太刀」。
艾基爾／安德魯·基爾博德·密魯茲（Agil／Andrew Gilbert Mills，聲：安元洋貴）
生日為1995年3月9日。
因為本名很長的緣故，所以在現實世界中仍被稱為「艾基爾」。為非裔美國人，身材壯碩。在現實中也經營一家咖啡廳兼酒吧的店，為和人等人於現實中的聚會地點。有一位漂亮的妻子特里什，稱他為安迪(Agil)，在艾基爾被困SAO時獨自將店撐下去，但本身亦是《Insecsite》的玩家。
在艾恩葛朗特篇中，桐人相熟的商人，巨斧戰士，定居於艾恩葛朗特50層都市，「阿爾格特」道具屋的老闆，雖是精打細算的商人，但私底下對培育中層玩家貢獻許多心力，本身亦有足以匹敵攻略組的實力。
在PSP/Vita遊戲原創劇情裡，因為系統錯誤而被困在76層。
在妖精之舞篇中，在SAO事件結束後的兩個月，將「有人於ALO之中，拍攝到疑似亞絲娜身影」的情報告訴和人，衷心希望和人帶回亞絲娜以將SAO事件「完全結束」。
在新生ALO營運後，將帳號轉移至ALO，種族設定為大地精靈，並受到桐人等人的資助而在遊戲內重新開店。

在Alicization Underworld大戰篇中，為了參與Underworld人界與闇之國的大戰而潛行UW。桐人在與加百列的交戰中使用「夜空之劍」的記憶解放術時，傳達自己的心念力量給桐人支援他對抗加百列。後來因衛星線路無法跟上極限加速的速度而被強制登出。
在Unital Ring 篇中，自己和妻子的帳戶都被強制轉移到UR。
希茲克利夫／茅場晶彥（Heathcliff／Kayaba Akihiko，聲：大川透【希茲】／山寺宏一【茅場】）
為NerveGear和遊戲「SAO」的設計者。西元1979年出生（動畫版為1992年）。SAO事件發生時（2022年11月）為43歲（動畫版為30歲），初登場時（2024年）為45歲。以量子物理學者兼天才遊戲設計師而聞名於世但很少在媒體上露臉是和人曾經景仰的對象，本作登場的VR技術幾乎全部是以他的理論為基礎發展而來。在SAO正式營運的首日綁架了1萬名玩家（網路版為5萬名）成為NerveGear的囚犯並宣布SAO死亡遊戲化目的是想實現「真正的異世界」。
在艾恩葛朗特篇中，將SAO死亡遊戲化後以GM身份向全體玩家進行說明，其後偽裝成一般玩家監視遊戲，並以團長的身分培育出最強的公會「血盟騎士團」來引導遊戲攻略的進行。其使用的遊戲角色「希茲克利夫」除了是使用十字盾的高手外，還擁有第一個被確認到的獨有技能「神聖劍」，具有在50層頭目戰單獨撐住前線十分鐘，至75層前HP從沒掉到過黃色區域的壓倒性防禦力。但被桐人看穿其高防禦力的真相是系統上的不死，並進一步識破真正身份。
作為給予桐人的獎勵，將原本預定在100層舉行的最終決戰提早，和桐人進行超低血量的一對一決鬥，雖然成功殺死亞絲娜和桐人，但被遊戲系統內已死亡但腦部尚未被燒燬的桐人擊中而同歸於盡。之後，照約定讓所有仍然生存的玩家登出SAO，並讓遊戲舞臺自動崩壞，並在崩壞的同時與桐人和亞絲娜談論關於SAO與異世界的想法。在SAO崩壞後對自己進行會燒燬腦部的高效率掃瞄，將自己的記憶和人格數位化後保留在網際網路內而死亡，享年45歲（動畫版為32歲）。在PSP遊戲《無限瞬間》及PSV遊戲《虛空斷章》中，在與桐人決鬥時發生系統錯誤而消失於眾人面前，遊戲以此為開端進入遊戲版的原創故事。
在妖精之舞篇中，桐人和亞絲娜被須鄉伸之以系統權限壓制時，模擬茅場思考的程式不但鼓勵桐人並讓他以「希茲克利夫」的GM帳號登入ALO，事後將程式「The Seed」託付給桐人後消失。
在劇場版《序列爭戰》中，模擬茅場思考的程式短暫與重村教授交流關於完全潛行開發時期SAO的「基數系統」與OS的「序數系統」構想，並告訴自己的老師「以前的他可能是有相同的想法，但現在的他認為有些力量甚至能超越系統」。
在Alicization Underworld大戰篇中，為了保護Underworld及身在Ocean Turtle的桐人、亞絲娜和凜子，而以人工搖光的形式附身在Light Cube搭載用機器人「二衛門」上，將美國傭兵部隊在撤退時裝載於Ocean Turtle的黃色炸藥拆除。雖受到留在船上的傭兵襲擊而停止運作，但在凜子的鼓勵下突破了自身極限，順利拆除炸彈，其後以「二衛門」的身體帶著連結Ocean Turtle的纜線離開，在海底透過機器螃蟹進入網路後，便再度下落不明。
在Unital Ring 篇中，在網路世界中與星王桐人的人工搖光進行交流，兩人都因預料程式「The Seed」可能會進入統一階段而決定以旁觀者的身份觀看事態的發展。
在遊戲《加速世界VS刀劍神域 千年的黃昏》中再次登場。
在《小刀劍神域》中，因為獨有技能「神聖劍」過度中二，再加上被桐人發現以前的遊戲暱稱叫「我超強先生」被桐人等人認定是中二病來吐槽。
克里斯海特 / 菊岡誠二郎（Kikuoka Seijirou，聲：森川智之）
生日為1989年12月9日，初登場時（2025年）為36歲，現在（2026年）為37歲，所屬單位為總務省綜合通信基盤局高度通信網振興課第二個室，省內名稱是通信網路內假想空間管理課，簡稱「假想課」的公務員，前SAO事件對策組的組長。不輕易將內心想法表現出來，十分喜愛吃甜食。
在ALO中則是化名為「克里斯海特（Chrysheight）」的水之妖精。曾幫助和人找到明日奈的住院地點，同時也是委託和人調查「死槍」事件的人。和人曾因認為他的身分另有內幕而進行跟蹤但卻失敗，發現其之身分恐不單純。
在劇場版《序列爭戰》中，在和人的委託下安排他與Augma設計者重村徹大會面，並告知和人關於重村悠那的情報。在OS事件中逮捕了重村教授，但將本應要逕行提審的重村教授帶到RATH中，讓他見識自律學習型人工智慧的發展。
真實身分為日本陸上自衛隊二等陸佐（相當於「陸軍中校」），想藉由開發出高適應性人工智慧來製造無人兵器，使日本能減少美國軍事科技的依賴。比嘉曾推測菊岡還希望STL技術能成為日本軍方獨門技術。
在NerveGear面世後發現虛擬實境在軍事上的發展性，而在SAO事件爆發後主動進入「假想課」，並暗中以自衛隊和國內工程師的年輕世代為中心成立RATH和制定出Alicization計劃。然而，由於Underworld內部的人工搖光絕對服從法律或命令，導致Alicization計劃受阻。
在Alicization篇中，為找出人工搖光絕對服從法律或命令的理由，而安排對虛擬實境適應性極佳的桐人在封閉記憶的狀態下潛行UW。桐人登出後，發現能突破限制的「愛麗絲·滋貝魯庫」而感到驚訝，但被公理教會捷足先登而喪失寶貴的樣本，也因而判斷桐人是實現Alicization計劃的必要人物之一。金本敦襲擊和人後，為了Alicization計劃和讓和人進行神經復原，而暗中安排同夥將和人帶入RATH總部「Ocean Turtle」，讓他以STL再次潛行UW。Ocean Turtle遭受襲擊時，與比嘉封鎖主控制室控制台的控制權限，但同時桐人UW內使用「第一（內部）系統控制台」跟現實世界聯絡，而拜託桐人將愛麗絲帶去世界盡頭的祭壇使她能離開UW，後來由於桐人搖光受損而失敗。
在Alicization Underworld大戰篇中，與比嘉安排亞絲娜等人以STL與超級帳號潛行UW，Ocean Turtle襲擊事件結束後，由於Alicization計劃曝光而發佈自己死亡的消息，成為表面上的犧牲者，藉此施加輿論壓力給反RATH勢力及防止人身安全遭遇來自美國軍工業黑暗面的潛在危機，而後致力於保全政府管制擱置下的Underworld，但和人卻認為菊岡可能仍未放棄AI無人兵器的計劃。其本人也繼續讓RATH開發能小型化的STLP，以及裝備AI的無人機械人和機械貓，自稱為替RATH增加收入。
在Unital Ring 篇中，因發現有不明人士曾經入侵UW的痕跡，而委託桐人等人登入UW調查。透過比嘉入侵官方戶籍，偽造一個雙胞胎弟弟「菊岡禮三郎」的假身份在外行動。
在《小刀劍神域》中，因為長的太像須鄉，而被桐人稱為「偽須鄉」吐槽。

## SAO（Sword Art Online）

### 月夜黑貓團（Moonlit Black Cats）
幸（Sachi，聲：早見沙織）
生日是2007年2月11日。
桐人過去參加的公會「月夜黑貓團」的一點紅，長槍使。在桐人加入後十分依賴桐人。對冒險有著抗拒，曾對桐人表示希望和他一起逃離公會。在偶然的情況下得知了桐人的真實等級，但一直沒說出來。在第27層通關時和其他公會成員被殺害，曾預感到自己可能無法存活到最後，在可定時播放的錄音道具中偷偷留下在平安夜播出的遺言，鼓勵桐人繼續活下去。
PS Vita《虛空斷章》中以「虛空資料」的身分再度與桐人相遇。
手機遊戲《關鍵鬥士》中與月夜黑貓團的隊員們存活下來並成功突破第100層，在爬至第100層期間 (第一章) 以及後續仍在SAO的故事 (第二章) 期間學習克服內心的膽小與恐懼，並成功獨當一面。
在新生ALO中也有以思念體出場，透過在ID中與桐人結婚的亞絲娜，向桐人傳遞她很幸福的心聲，讓桐人放下心傷。
啟太（Keita，聲：豐永利行）
公會「月夜黑貓團」的會長，其公會成員全是高中同社團的朋友。在迷宮偶然被路過的桐人幫助後，不知道桐人真正的等級而邀請桐人加入公會。因離隊購買「公會小屋」而沒被捲進公會全員死亡的水晶陷阱，聽桐人說完事情的經過後，怒罵桐人這種封弊者無資格加入他們，並衝到艾恩葛朗特外圍跳下自殺。自殺前的話語深深刻在桐人心裡，讓整個事件成為桐人的心理創傷。
鐵雄（Tetsuo，聲：赤羽根健治）
公會「月夜黑貓團」的會員，前鋒，錘使。在第27層通關時和其他公會成員被殺害。
笹丸（Sasamaru，聲：代永翼）
公會「月夜黑貓團」的會員，短刀使。在第27層通關時和其他公會成員被殺害。
德加（Ducker，聲：江口拓也）
公會「月夜黑貓團」的會員，長槍使。在第27層通關時和其他公會成員被殺害。

### 血盟騎士團（Knights of the blood）
簡稱「KoB」。
希茲克利夫／茅場晶彥（Heathcliff／Kayaba Akihiko）
「血盟騎士團」團長，為NerveGear的基礎和遊戲SAO的設計者，參照主要人物「茅場晶彥」。
亞絲娜（Asuna）
「血盟騎士團」副團長，參照主角「亞絲娜」。
哥德夫利（Godfree，聲：江原正士）
「血盟騎士團」前線指揮。人物形象在原作與動畫版稍有差異，原作中對名聲不怎麼好的桐人有些看不起，動畫版則看起來有些豪爽。為了讓原是獨行玩家的桐人盡快融入公會而在第55層的迷宮區前進行訓練，並帶著克拉帝爾一起行動希望讓兩人和解，於休息時被克拉帝爾殺害。
克拉帝爾（Kuradeel，聲：遊佐浩二）
「血盟騎士團」成員，亞絲娜的護衛。妒忌桐人和亞絲娜親近，之後在2024年10月18日中在「第74層·康姆迪特」要求和桐人決鬥，輸掉後對桐人更加懷恨在心。雖然不曾正式加入微笑棺木，但思想受到該組織影響并在自己身上刻了和微笑棺材成員一樣的紋身，有在近萬的SAO玩家中成為唯一生還者并破關的妄想。設計除了自己以外夥伴全滅的「意外」來殺害桐人，後來在「第55層·迷宮區前」實行這個計劃，但被飛奔而至的亞絲娜擊敗，詐降想偷襲亞絲娜時，被桐人所殺（Web版裡是被亞絲娜所殺）。
大善（Daizen）
「血盟騎士團」成員，負責公會的財務管理。
鸚鵡螺／後澤銳二（Nautilus／Nochizawa Eiji）
「血盟騎士團」成員，參照劇場版登場人物「瑛二」。
桑薩
在《刀劍神域 Hopeful chant》登場的成員，和鸚鵡螺是剛加入的六名成員之一，是血盟騎士團一軍B隊的槍使，武器是十字槍。
塞古羅
在《刀劍神域 Hopeful chant》登場的成員，是血盟騎士團一軍B隊的成員。
穆爾達爾
在《刀劍神域 Hopeful chant》登場的成員，是血盟騎士團一軍B隊的成員。
弗羅茨
在《刀劍神域 Hopeful chant》登場的成員，是血盟騎士團一軍B隊的錘使。
薩拉
在《刀劍神域 Hopeful chant》登場的成員，是血盟騎士團一軍C隊隊長，闊劍使。

### 微笑棺木（Laughing Coffin）
PoH／瓦沙克·卡薩魯斯（PoH／Vassago Casals）
「微笑棺木」會長，參照微笑棺木「瓦沙克·卡薩魯斯」。
沙薩／新川昌一（XaXa／Shinkawa Shouichi）
「微笑棺木」幹部，被稱為「赤眼的沙薩（Red-eyed XaXa）」，後來成為GGO的「死槍（Death Gun）」之一，與其弟弟恭二及好友金本敦三人皆為死槍，參照「新川昌一」。
強尼·布萊克／金本敦（Johnny Black／Kanamoto Atsushi）
「微笑棺木」幹部，擅用塗有毒的小刀，與沙薩聯手殺害不少玩家，後來成為GGO的「死槍（Death Gun）」之一，參照「金本敦」。

### MMO Today
簡稱「MTD」，是由原「MMO Today」——SAO開始時日本最大的網路游戲綜合情報站的管理者辛卡組織的公會，最初地目的是盡量均分情報、食物等資源給更多的玩家。后因組織過於龐大導致領導者慢慢失去了領導力，此時牙王提出加强體制，改公會名稱爲「艾恩葛朗特解放軍」。
辛卡（Thinker，聲：水島大宙）
牙王（Kibaou，聲：關智一）
參照「艾恩葛朗特解放軍」。

### 艾恩葛朗特解放軍（Aincrad Liberation Force）
名稱「艾恩葛朗特解放軍」，簡稱「ALF」，外號「軍隊」。
辛卡（Thinker，聲：水島大宙）
公會「ALF（軍隊）」的團長，也是日本最大的網路遊戲綜合情報站「MMOTODAY」的管理者。個性不擅長爭鬥，因此將ALF的方針定為穩健發展。但就是因為這樣的個性導致ALF內部派閥鬥爭四起，而逐漸喪失對ALF的控制力。在艾恩葛朗特中被副團長「牙王」欺騙陷害而被困在黑鐵宮地下的迷宮深處。在得到桐人救助脫離迷宮後將牙王一派的人驅逐出公會，並解散軍隊，將其轉型為玩家的互助組織。在SAO事件結束後和由莉耶兒在現實世界結為夫婦，並重新經營起「MMOTODAY」。新生ALO營運後，將帳號轉移至ALO中，種族設定為水精靈。
由莉耶兒（Yulier，聲：白石涼子）
公會「ALF（軍隊）」的幹部之一，與紗夏熟識。外型是銀色長馬尾，職業是長鞭使。曾經請求過桐人與亞絲娜救出ALF的團長辛卡。在SAO事件結束後和辛卡在現實世界結為夫婦。新生ALO營運後，將帳號轉移至ALO中，種族設定為水精靈。
牙王（Kibaou，聲：關智一）
生日为1997年7月25日，曾經參與第1層的頭目攻略戰的玩家，口音為關西腔。對參加過封測的玩家存有偏見，第1層頭目攻略戰結束後對桐人加以譴責而令他背負上「封弊者」惡名，不過私底下對桐人願意背負起惡名之事感到欽佩。因為在第25層頭目攻略戰中，其所率領的艾恩葛朗特解放隊（ALS）受到重創而從攻略組中退下，因此率領麾下殘餘成員與辛卡的《MTD》合併成為ALF，為了增加公會收入與增加自身權勢而主張強勢發展，在2年後成為ALF（軍隊）的副團長。對辛卡消極的作風不滿，企圖控制軍隊。派遣一支精銳隊伍前往第74層攻略頭目，意圖提高自己的聲勢。計劃失敗後，在被追究責任前將團長辛卡用迴廊水晶困在迷宮深處，最後在辛卡獲救後與同派系成員一起被驅逐出ALF。動畫版14集成功登出SAO，為生還者之一。
PS Vita《虛空斷章》中以「虛空資料」的身分再度與桐人相遇。
柯巴茲（Kovats，聲：稻田徹）
公會「ALF（軍隊）」的成員，職位為中校。個性頑固且不懂變通，即使士兵精疲力盡亦會要求他們繼續行程。於74層的迷宮中要求桐人交出迷宮地圖資料後，與一眾軍隊的士兵離去。其後攻略74層的頭目，因士兵精疲力盡且與攻略組玩家比起來實戰經驗不足，最後被頭目攻擊而死亡。

### 艾恩葛朗特解放隊（Aincrad Liberation Squad）
牙王（Kibaou，聲：關智一）
喬（Joe，聲：逢坂良太）
在《Progressive》登場，在第1層頭目被打敗後說桐人是「封弊者」的玩家，實際就是後來微笑棺木的成員“強尼·布萊克”，煽動牙王走向負面化的元兇之一。參照「金本敦」。
莉庭（Liten，聲：本渡楓）
在《Progressive》登場的玩家。
歐柯唐（Okotan）
在《Progressive》登場的玩家，ALS成員，武器是雙手斧槍。

### 黃金蘋果（Golden Apple）
葛莉賽達／優子（Griselda／Yuuko）
公會「黃金蘋果」的會長，敏捷型的劍士。與葛利牧羅克為系統上的夫妻，在現實中亦為夫妻。
原本對葛利牧羅克十分順從，但隨著在SAO的冒險變得越來越自主，不顧丈夫反對成立「金蘋果」並鍛鍊自己，希望有朝一日能加入攻略組，為能早日破解SAO而努力。即便依舊深愛丈夫，但是被葛利牧羅克认为她已改變而不再爱他，遭到丈夫谋杀。被埋在她墓中的戒指中儲存了部份屬於她殘留的形象數據，推測她死亡時可能沒有太多恐惧心理。
於「圈內事件」的半年前，前往前線城鎮販賣稀有戒指後一去不回，直到其餘公會成員前往黑鐵宮查看生命之碑才知已莫名身亡。
葛利牧羅克（Grimlock，聲：成田劍）
公會「黃金蘋果」的副會長，鍛造師。與葛莉賽達為系統上的夫妻，在現實中亦為夫妻。
當年事件的始作俑者，害怕越來越自主的妻子總有一天會拋棄自己，於是策劃了兇殺妻子計畫。表面上接受凱因茲及夜子的計畫幫忙製作武器，卻暗中聯絡微笑棺木的三巨頭，企圖殺害凱因茲等人以隱瞞真相。認為自己是為保住快要失去的愛情，但被亞絲娜評為只是占有欲而已。最後被修密特三人押去接受制裁。
夜子（Yolko，聲：山本希望）
「圈內事件」的目擊者，當初反對賣出戒指的三人之一。與凱因茲曾為戀人。非常仰慕葛莉賽達，因此對她的死難以釋懷，與凱因茲共同計畫「圈內事件」以逼兇手現形。巧妙的引誘追查圈內事件真相的桐人與亞絲娜去找修密特，並利用與凱因茲同樣的手法讓自己成為第二個「受害者」。
之後於葛莉賽達的墓前假扮幽靈從修密特那問出證言，後遭到微笑棺木的幹部三人組襲擊，在將要被殺時為趕來的桐人所救，並從他那得知了真相。在葛利牧羅克辯解時想起戒指的事，並將其挖出作為決定性的證據讓葛利牧羅克無法辯駁，因此被桐人認為回到現實的話也許可以去擔任律師或檢察官。
動畫版與凱因茲一同出席了在艾基爾的店內舉辦的SAO攻略完成慶祝會。
凱因茲（Caynz，聲：川島得愛）
「圈內事件」的第一個「受害者」，當初反對賣出戒指的三人之一。利用東西的耐久值與轉移水晶的巧妙手法來詐死，讓「圈內事件」難以看出破綻，不過還是被桐人發現。從修密特那問出證言後遭到「微笑棺木」的幹部三人組襲擊，在將要被殺時為趕來的桐人所救，並從他那得知了真相。
修密特（Schmitt，聲：加藤將之）
原「黃金蘋果」成員，現為攻略組「聖龍聯合」重裝盾戰士隊隊長。當初反對賣出戒指的三人之一。因為受到金錢誘惑而成為共犯，卻沒料到兇手會將葛莉賽達殺死。事後獲得將戒指賣出的一半金額，並利用那些錢強化裝備以加入「聖龍聯合」，但內心對這是害死葛莉賽達而換來的物品而心生愧疚。雖然個性略顯膽小，不過也有看重同伴安危的一面，在被微笑棺木幹部襲擊時還心想「這也許就是自己害死葛莉賽達的報應，但努力追查犯人的凱因茲和夜子不該跟著死去」。
圈內事件發生後陷入恐慌狀態，並去了葛莉賽達的墓前將自己所知的一切全盤托出，之後與在場的凱因茲、夜子等人一同被微笑棺木的幹部三人組襲擊，於將要被殺時為趕來的桐人所救，並從他那得知了真相。之後表示會讓葛利牧羅克接受應有的懲罰，然後與凱因茲等人一同將其帶走。
動畫版中是「微笑棺木討伐戰」的團隊領袖，之後也參加了第75層頭目的攻略會議與頭目攻略戰，最後無事從SAO中生還。

### 風林火山（Wind Woods Fire Mountain）
／壺井遼太郎（Klein／Tsuboi Ryoutarou）
公會「風林火山」的會長，參照「次要人物」。
Carrou
公會「風林火山」的成員。
Obtra
公會「風林火山」的成員。
Act
公會「風林火山」的成員。
Taurus
公會「風林火山」的成員。
JanWoo
公會「風林火山」的成員。

### 聖龍聯合（Divine Dragons Alliance）
凜德（Lind，聲：大塚剛央）
席娃達（Shivata，聲：永野由祐）
八岐（Yamata，聲：高橋伸也）
哈夫納（Hafner）
修密特（Schmitt）
參看「修密特」。

### 傳說勇者（Legend Braves）
涅茲哈（Nezha）
有著單手武器製作技能的工匠玩家。實為對遠近感覺掌握不佳的潛行遊戲不適合者，因此無法與攻略組同伴們並肩戰鬥，於是利用自己的鍛造技能騙取他人的高價值武器後，將其賣掉換取資金來資助同伴，本人則對此抱有罪惡感。在被桐人看穿其詐騙手法後便不再當工匠，並接受其建議使用圓月輪當武器在第2層頭目攻略戰裡做出貢獻，事後在玩家們面前說出真相表明願意接受制裁，但在同伴們也跟著一起願意同樣接受制裁後被玩家們原諒。
角色名稱的由來是封神演義的哪吒。
奧蘭多（Orlando）、貝武夫（Beowulf）、庫胡林（Cuchulainn）、基加美修（Gilgamesh）、恩奇度（Enkidu）
傳說勇者的成員們。利用涅茲哈詐騙得來的資金強化了裝備參加了第2層頭目攻略戰。在涅茲哈坦承罪行並打算獨自一人承擔處罰時跟著出來謝罪，並賣掉所有裝備賠償受害的玩家們。

### Q渣庫
銀堂
男，公會「Q渣庫」的會長，裝備塔盾。
拉茲麗
女，彎刀使。
提姆歐
男，雙手劍使。
哈伊斯頓
男，槍劍使。

### 其他SAO玩家
阿爾戈／帆坂·卡麗娜·朋（Argo／Hosaka Carina Tomo，聲：井澤詩織）
生日為2008年6月5日，現實中正式名稱為「帆坂·卡麗娜·朋」，推測游戲中「アルゴ」的名字也是來源於本名，帆坂（Hosaka）指船帆座（Vela）、卡麗娜（Carina）指船底座（Carina）、朋（Tomo）指船尾座（Puppis），這三個星座之前合稱爲南船座（Argo），即号（Argo）。
在艾恩葛朗特裡少數擔任情報販子的女性，參加過封測的玩家之一。在封测時找到了学习隐藏技能「体术」的任務并亲自试验，但因沒有完成任務而被教导的NPC在臉上留下类似老鼠鬍鬚的标记，從此成為自己身為情報販子的招牌。能力為敏捷特化型，善用的武器為拳爪。
在正式运营时為維持形象故意畫上一樣的鬍鬚，被通稱为「鼠之阿爾戈」。號稱只要價錢合適，就連關於自身的情報也能賣，唯一絕對不販賣的情報是「原封測玩家的名單」。在遊戲初期曾免費發行以在封測時期得到的情報為準的「阿爾戈攻略本」來協助新手玩家。与桐人十分友好并经常交换情报，其中聖誕頭目的情報就是来自于她。
在SAO解放後，在老家神奈川繼續讀普通學校，並擔任「MMO tomorrow」的撰稿人兼調查員，期間沒有與桐人等朋友聯絡，曾接受過菊岡的委託調查神邑企業。
在Unital Ring篇中，為調查UR而轉學至SAO歸還者學校，與明日奈同級，之後將SAO的帳號轉移至UR。
在遊戲《虛空斷章》裡，為了協助攻略組而跑到76層協助桐人等人。在《失落之歌》中亦有登場，種族設定為貓妖。
迪亞貝爾（Diavel，聲：檜山修之）
於第1層頭目攻略戰中擔任隊長的玩家，以獨特的人格魅力與指揮經驗將本來一盤散沙的玩家們統合起來。與桐人同為封測玩家，但於第1層頭目攻略會議時隱藏了自己封測玩家的身份。作為領袖十分出色，是首個認為SAO玩家需要強力人物加以整合才能更好的攻略各樓層的人。在指揮的同時也想得到BOSS的最後一擊（LA）獎勵，於是希望能透過買到桐人的武器來提升自己的實力以得到LA獎勵。其後於攻略戰中確實地削弱了頭目，但於搶奪LA時因頭目行動方式與封測時不同而葬身於頭目的攻擊之下，臨終前將攻略的責任託付給了桐人。
其遊戲名来源于意大利语。
羅莎莉雅（Rosalia，聲：豐口惠）
橙色公會「泰坦之手」的會長，手持長戟，曾指揮公會殺害銀色旗幟公會成員，其會長到處哭訴尋求將兇手關進第1層的監牢裡，於是被桐人盯上。在企圖搶奪絲莉嘉的「靈魂之花」時，不敵桐人，被送去監牢。在被送去監牢前，曾說「那些被殺的玩家說不定還活著」。登出SAO後成為SAO生還者之一，但因說那句話而被警方列入長期監視名單，而且在生活上一直遭到被殺的玩家的家屬找麻煩，在工作上同僚也與她保持距離。
紗夏（Sasha，聲：藤井京子）
位於底層的教會中的住民，特徵是深藍色短髮和黑框眼鏡（動畫版為啡色短髮）。起初也嚮往進入攻略組而不斷練級，後來發現許多年幼玩家沒人照顧，於是在已攻略樓層搜尋這些年幼玩家，並安置在起始層的教會進行保護和照顧。新生ALO營運後，將帳號轉移至ALO中，種族設定為小矮妖，由於還不太適應飛行而需要搖桿輔助。
西田（Nishida，聲：齋藤志郎）
在網路公司「東都高速線」裡為SAO專線的負責人，年過50的男性。
由于想亲自確認自己管理的產品而潛行正式版SAO，被困在死亡遊戲後基於現實中的興趣而組成了挑戰各層湖泊的釣魚工會。桐人和亞絲娜度蜜月時在第22層與他們相遇，並委託桐人釣起第22層的湖泊之王，從亞絲娜手中得到打倒了湖泊之王後取得的稀有釣竿。為SAO生還者之一。
米特／兔澤深澄（Mito／Tozawa Misumi，聲：水瀨祈）
動畫劇場版《Progressive：無星之夜的詠嘆調》的原創角色。在小說文庫版28卷加入正傳角色。
私立永恆女子學院國中三年級學生，SAO的封測玩家之一。喜歡電玩遊戲的女國中生。邀请自己的同学，也是为数不多可以交心的好友明日奈一起玩SAO。
在SAO死亡遊戲化後，帶領亞絲娜走出起始城鎮，並教會她戰鬥技巧，但在一次危機中因自己無法拯救陷入MKP的亞絲娜，不忍看到她在自己面前死亡而脫隊逃離，期後亞絲娜被桐人所救。之後陷入拋棄朋友的內疚感，不忍確認亞絲娜的生存狀態，直至遇上尤娜及受其鼓勵而重新振作。
在第1層頭目攻略戰中與已經和他人組隊的她重遇。基於亞絲娜理解其心情而原諒她，於第1層頭目攻略戰期間贈送風花劍給亞絲娜，戰鬥結束後再次與亞絲娜分道揚鑣。
由於心裡無法忍受自己將來可能會繼續拋棄隊友的自私行為，之後轉為擔任生產玩家，到處收集材料來製作道具，並學習和繼承阿修雷的裁縫技能。在對方死後，繼承其名號，成為二代「阿修雷」。亞絲娜的公會紅白制服是出自其手的作品。
為SAO生還者之一。
在SAO解放後一直沒有和亞絲娜聯絡，直至UR事件發生後才主動透過阿爾戈把亞絲娜約出來見面。
柯貝爾（Coper）
SAO封測玩家之一，在艾恩葛朗特第1層時假意與桐人合作獵取食人草的胚珠，以換取任務獎勵「韌煉之劍」。在胚珠出現後以MPK（Monster Player Kill）的方式想致桐人於死並奪取胚珠，但因為對隱蔽技能不夠了解，所以最後死在自己引來的怪群之中。
阿修雷（Ashley）
SAO玩家，為艾恩葛朗特裡首個把裁縫技能熟練度練到AAA的超級裁縫師。如果不拿最高級的稀有布料過去，就不會幫忙做衣服。桐人在SAO末期所穿的黑色大衣正是出自其手。少數認識尤娜的玩家。
疑似遭到PoH和微笑公會紅名玩家暗殺身亡，未能活至遊戲通關。其名號由徒弟米特繼承。
小太郎（Kotaru）、伊介（Isuke）
公會「風魔忍軍」成員，是封測玩家。
留費歐爾（Ryufior）
在《Progressive》登場的玩家，被涅茲哈強化詐欺的玩家之一。
韌煉之劍在強化失敗時罵了涅茲哈，最後向涅茲哈道歉，然後在涅茲哈的提議下，將強化試行數耗盡的韌煉之劍用八千珂爾賣給了涅茲哈。
北海鮭魚卵（Hokkaiikura）
在《Progressive》和幽靈子彈篇被提及的玩家，ALS成員，武器是三叉槍。
摩魯特（Morte，聲：小林裕介）
PKer，曾多次試圖殺害桐人和亞絲娜。
香瓜口罩（Melon Musk）
在《Progressive》登場的玩家，ALS成員，武器是彎刀。
Schinken Speck
在《Progressive》登場的玩家，ALS成員，武器是短矛。
渥爾夫岡（Wolfgang，聲：阿座上洋平）
在《Progressive》登場的玩家，艾基爾組成員，武器是雙手劍。
羅巴卡（Robacca，聲：玉井勇輝）
在《Progressive》登場的玩家，艾基爾組成員，武器是雙手斧。
奈伊嘉（Naijan，聲：關幸司）
在《Progressive》登場的玩家，艾基爾組成員，武器是雙手鎚。

### NPC
基滋梅爾（Kizmel，聲：伊藤靜）
任務「精靈戰爭」中黑暗精靈方的NPC，黑暗精靈皇家護衛，桐人和亞絲娜的朋友，在必敗任務中被桐人和亞絲娜救下。
蒂爾妮爾（Tilnel）
基滋梅爾的妹妹，黑暗精靈藥劑師，官方設定在基茲梅爾記憶中的存在，在黑暗精靈下降到第3層時的一場戰鬥中被森林精靈偷襲而死。亞絲娜曾以此名字作為她和桐人在第4層使用的貢多拉名。
雷修雷恩·賽得·約費利斯（Leyshren Zed Yofilis）
第4層約費爾城的城主，黑暗精靈子爵，能夠使用最高階的細劍技能，擁有一雙可以在水上奔跑卻不會下沉的鞋。
梅朗•嘎茲•嘎雷伊翁
第6層嘎雷城的城主，黑暗精靈伯爵。
布乎魯姆（Bouhroum）
黑暗精靈賢者，特殊技能冥想的教授NPC，喜歡吃Fricadelle。
艾鐸（Eddhu）
墮落精靈工頭。
諾爾扎（N'ltzahh）
墮落精靈將軍。
凱伊薩拉（Kysarah）
墮落精靈將副官，在第6層試圖通過綁架Q渣庫的成員迫使會長銀堂對嘎雷城中的靈樹下毒，失敗後在桐人等試圖營救Q渣庫的成員時奪取了鐵鑰匙和四把密鑰。
派伊薩古魯斯（Pythagoras）
第6層主街區前任史塔基翁領主，使用黃金方塊建造了史塔基翁，賽龍因聽說他不會將領主之位輸給自己在一氣之下用黃金方塊將他殺害。
賽龍
第6層主街區史塔基翁領主，因聽說派伊薩古魯斯（畢達哥拉斯）不會將領主之位輸給自己在一氣之下用黃金方塊將他殺害。在桐人和亞絲娜進行任務時被摩魯特一行人殺害。
塞亞諾
賽龍的戀人，米亞的母親。
米亞
塞亞諾的女兒。
妮露妮爾（Nirrnir）
住在第7層窩魯布達大賭場內的高級酒店中的NPC少女，身份為創立沃爾普大賭場的兩大家族的納克托伊家族的當家，擁有能夠馴服怪物的能力。實際上是夜之一族（吸血鬼）。
琪歐（Kio）
服侍妮露妮爾的戰鬥女僕。
蘭德倫
第3層黑暗精靈營地中的鍛冶師，是拉維克的弟弟，鍛造出了亞絲娜的騎士細劍。
拉維克·馮·科爾塔西奧斯（Lavik）
黑暗精靈檀香騎士團前團長，因未知原因被囚禁了三十年，被桐人等救出。
羅摩羅
第4層的船匠，任務「往日的船匠」中的NPC。由於製作船的素材都被第4層的水運公會獨佔，使其被迫「隱退」。
提羅
第6層主街區史塔基翁的園丁。

## ALO（ALfheim Online）
奧伯龍／須鄉伸之（Oberon／Sugou Nobuyuki，聲：子安武人）
ALO開發公司「RECT製造」的員工，負責遊戲的營運，深得明日奈父親結城彰三信賴，並被結城彰三視作乾兒子般看待。平時偽裝成和善的青年，本性是利己主義的野心家，也有強烈的心理變態。學生時代和茅場晶彥、神代凜子屬於同一間實驗室，因為才能不及茅場且愛慕的凜子也對茅場傾心，內心因此對茅場晶彥充滿了嫉妒與憎恨。
在妖精之舞篇中，將從SAO解放，包含明日奈在內的300名玩家的意識囚禁到ALO，進行不合法、不人道的腦部實驗，打算日後用這些實驗資料和RECT投奔至著名的美國企業。並想借明日奈被「軟禁」無法反抗而強行與其結婚，來實現侵佔結城家的行動。
在ALO內的角色是擁有極大系統權限的「精靈王·奧伯龍」，但敗給得到茅場晶彥協助的桐人。之後在現實世界欲刺殺和人洩憤，反被和人制伏並遭警方逮捕。腦部實驗的事曝光後，原想把一切責任推給茅場，但須鄉一名部下被找來作證後才坦白所有事情。（針對此事，在Extra劇情中，桐人表示『管理員權限確實強大，但利用權限來遊玩的都不是真正的能力』，並形容須鄉是罪有應得）
在審判期間提出精神鑑定的要求來證明自己無罪，Alicization篇時則打算如果能保釋出去趁保釋期間逃亡海外，被看破後駁回其申請。
在《小刀劍神域》中，「希茲克利夫／茅場晶彥」告訴桐人須鄉以前的綽號「耍帥山肉腳太郎」後，須鄉馬上感到震驚。

### 各種族領主及幹部

#### 風精靈
雷根／長田慎一（Recon／Nagata Shinichi，聲：村瀨步）
ALO的種族為風精靈，直葉的同班同學，單純地暗戀著直葉。常見的遊戲宅。在直葉詢問下，向不熟悉遊戲的直葉推薦了ALO。在ALO裡常常和莉法一起行動，擅長匿蹤和毒殺技能，還會使用闇屬性的自爆魔法。事後由於舉報西格魯特有功再加上在世界樹之戰中的活躍而被朔夜招入行政部。
在《小刀劍神域》時的ALO中用MPK（怪物PK）對付其他玩家，導致後來被懸賞。
朔夜（Sakuya，聲：矢作紗友里）
風精靈的領主，身材高挑的巨乳美女，穿著類似和式的服裝，武器為一把大太刀。雖是風精靈但習得了聖屬性與水屬性的高位技能「復活魔法」，在桐人攻略世界樹時率領由風精靈的高手組成的部隊襄助。
在Alicization Underworld大戰篇中，為了參與Underworld人界與闇之國的大戰而潛入Underworld。
西格魯特（Sigurd，聲：桐本琢也）
風精靈中實力排名前幾名的高階玩家，族內行政的第二把交椅，莉法參加隊伍的隊長。虛榮心和控制慾很強，聽聞莉法要暫時脫隊就立刻跑來興師問罪。積極的參與族內事務想當上領主，但選舉上始終贏不過高人氣的朔夜。將朔夜和貓妖領主亞麗莎·露秘密會談的地點出賣給火精靈族，遭到朔夜放逐。

#### 火精靈
尤金（Eugene，聲：三宅健太）
火精靈領主－蒙提法的弟弟，在現實世界亦為兄弟。火精靈中的最強戰士。持有傳說級武器「魔劍瓦蘭姆」，被譽為ALO中最強的玩家。率領大軍攻擊風精靈與貓妖的會談地點時與桐人交戰，劍術實力雖與只用一把劍的桐人相近且裝備方面佔了優勢，但還是敗給桐人的二刀流。OSS劍技「火山噴發」（8連擊），為目前除「聖母聖詠」（11連擊）外連擊數最高的劍技。
在Alicization Underworld大戰篇中，為了參與Underworld人界與闇之國的大戰而潛入Underworld。
影宗（Kagemune，聲：真殿光昭）
火精靈玩家，以狩獵風精靈為名。在率隊追殺莉法時遇上桐人，在隊友被桐人殲滅後果斷放棄戰鬥，日後為謝桐人不殺之恩而幫他圓謊。
吉塔克斯（Gtacs，聲：田中一成）
火精靈隊長，在魯古魯迴廊襲擊桐人與莉法。

#### 貓妖
亞麗莎·露（Alicia Rue，聲：齋藤千和）
貓妖的領主，嬌小的美少女，與朔夜是好友，使用鉤爪系武器。在桐人攻略世界樹時率領貓妖的龍騎士部隊襄助。
在Alicization Underworld大戰篇中，為了參與Underworld人界與闇之國的大戰而潛入Underworld。

### 沉睡騎士（Sleeping Knights）
有紀／紺野木綿季（Yuuki／Konno Yuuki）
第2任會長，參照主要角色「有紀」。
蘭／紺野藍子（Ran／Konno Aiko）
有紀的雙胞胎姐姐，生日為2011年5月23日，喜歡的食物為可麗餅和年糕紅豆湯。同樣是HIV患者。在聖母聖詠篇發生前一年已經過世。在醫院裡與同樣罹患絕症的友人們共組了沉睡騎士公會，並擔任第1任會長。
朱涅／安施恩（Siune／An Si-eun，聲：嶋村侑）
沉睡騎士第3任會長，種族為水精靈。現實中罹患急性淋巴白血病，發病三年，曾經用化學療法緩解卻又復發後開始搶救治療，期間因副作用嚴重曾打算放棄，然而其中的實驗藥產生戲劇效果，與有紀告別後的第二天由醫師宣告完全康復，目前已出院返家休養。
在Alicization Underworld大戰篇中，為了參與Underworld人界與闇之國的大戰而潛入UW，曾試著以韓語向韓國玩家等人溝通，但因PoH的手段而失敗。
阿淳（Juni，聲：山下大輝）
沉睡騎士公會成員，種族為火精靈。現實中罹患癌症，目前治療開始出現效果，腫瘤開始逐漸變小。
在Alicization Underworld大戰篇中，為了參與Underworld人界與闇之國的大戰而潛入UW。
提奇（Tecchi，聲：小伏伸之）
沉睡騎士公會成員，種族為大地精靈。
在Alicization Underworld大戰篇中，為了參與Underworld人界與闇之國的大戰而潛入UW。
達爾肯（Talken，聲：田丸篤志）
沉睡騎士公會成員，種族為小矮妖。
在Alicization Underworld大戰篇中，為了參與Underworld人界與闇之國的大戰而潛入UW。
小紀（Nori，聲：田野麻美）
沉睡騎士公會成員，種族為守衛精靈。
在Alicization Underworld大戰篇中，為了參與Underworld人界與闇之國的大戰而潛入UW。
克羅畢斯／矢凪清文（Clovis／Yanagi Kiyofumi）
沉睡騎士公會成員，已經過世，在外傳《Clover's regret》得知有個爺爺名叫矢凪貞一。
梅利達（Merida）
沉睡騎士公會成員，已經過世，是SAO封測玩家，原本想在正式營運時玩SAO，但因為在腦中被查出了腫瘤而被禁止玩SAO，並被沒收了Nerve Gear。

### ALO其他玩家
露可思／柏坂日和（Lux／Kashiwazaka Hiyori，聲：赤崎千夏）
與莉法（桐谷直葉）、西莉卡（綾野珪子）、莉茲貝特（篠崎里香）同為外傳《女孩任務》的主角。ALO的種族設定為風精靈，生日為4月12日。使用兩把單手長劍的玩家。現實世界為SAO的生還者之一，本人透露自己曾被迫加入微笑棺木的一員。另外有個名為「庫洛（Kuro）」的守衛精靈帳號，與「黑色劍士」桐人在SAO時的形象神似。
在遊戲《失落之歌》《加速世界VS刀劍神域 千年的黃昏》亦有登場。
塞芭（Ceba）
在刀劍神域abec畫集附贈小說繽紛色彩登場的人物，是SAO生還者，種族是小矮妖。有隻名為「口水」的寵物。為繪師abec的投射角色。
葛溫／鶴崎芽衣美（Gwen/Tsurusaki Meimi）
於《女孩任務》第3集登場，是SAO生還者，在SAO是微笑棺木下部組織公會的領隊。在SAO內用PvP方式來搶奪他人裝備來籌措公會的資金。在ALO是邪惡蝙蝠公會的成員。在ALO裡遇見西莉卡、莉茲貝特、莉法時，說出了露可思在SAO是微笑棺木的成員。後來與露可思和解。在騷動結束後對受影響的玩家進行賠償並刪除自己的帳號，之後使用繼承自SAO時期的帳號重新登入。在登入後才知道莉法是桐人的妹妹。
孝／廣野孝（Takashi／Hirono Takashi）
登入至Underworld的2千多名ALO玩家之一，在ALO的角色名稱是「威力歐斯（Velios）」。

### NPC
烏爾德（Urd，聲：桑島法子）
在斷鋼神劍篇中登場。北歐神話的人物之一，是守護索列姆海姆之地的諾倫三女神的長女。向桐人他們請求拯救索列姆海姆的危機，任務名為「冰宮的聖劍」。
薇兒丹蒂（Verthandi，聲：中原麻衣）
在斷鋼神劍篇中登場。北歐神話的人物之一，是守護索列姆海姆之地的諾倫三女神的次女。
詩蔻蒂（Skuld，聲：藤田咲）
在斷鋼神劍篇中登場。北歐神話的人物之一，是守護索列姆海姆之地的諾倫三女神的三女。意外地接受克萊因的心意，給他連絡信息以做回應。
弗蕾亞（Freyja，聲：皆口裕子）
在斷鋼神劍篇中登場。北歐神話的人物之一，索爾曾假扮成其模樣進入索列姆海姆。
索列姆（Thrym，聲：飯塚昭三）
在斷鋼神劍篇登場。北歐神話的人物之一。為了征服索列姆海姆，把聖劍插進世界樹的樹根，間接讓索列姆海姆失去世界樹的保護，進而用寒冰侵略索列姆海姆。
索爾（Thor，聲：玄田哲章）
在斷鋼神劍篇中登場。北歐神話的人物之一，武器是妙爾尼爾，偽裝成弗蕾亞進入索列姆海姆假裝要跟索列姆結婚，實際上是為了要找回族人的寶物。在結婚的前一天，被人發現在索列姆的寶物庫找族人的寶物而被索列姆被關了起來，後來被克萊因救了出來（失敗篇沒被救出來），之後加入了桐人的7人隊伍。在桐人找到妙爾尼爾給弗蕾亞時變回了索爾原貌與桐人等人打敗了巨人之王—索列姆，最後把雷槌妙爾尼爾（小型）贈送給克萊因。
利維坦（Leviathan，聲：阪脩）
在Extra Edition篇中登場。北歐神話的人物之一。
挪威海怪（Kraken，聲：羽佐間道夫）
在Extra Edition篇中登場。北歐神話的人物之一。
瑪琳卡（Marinka）
在斷鋼神劍失敗篇登場。是ALO的遊戲GM，因為不小心啟動了卡迪納爾系統（Cardinal system）的任務生成器而導致此任務的發生。ALO使用的是和SAO相同的完整版卡迪納爾系統（Cardinal system），只不過版本舊一點。

## GGO（Gun Gale Online）

### 死槍（Death gun）
死槍／史提爾芬（Death gun／Sterben），「Sterben」之名出自於德國軍醫間「死亡」（在戰場上受傷後不治）的術語。網路連載時期的名稱是「Mortale fucile」義大利語的「致命之槍」自稱為「死槍」的GGO玩家，誇示著自己擁有槍擊GGO內角色而殺死現實玩家的能力，並相繼殺害了知名的玩家但太過離奇且有關單位刻意封鎖消息而被當成網路謠言。桐人和詩楠曾以爲其名字是「Steven」串錯字而成。事實上是由三名兇手犯下的殺人事件，其中扮演「死槍」的角色分別由昌一和恭二擔任，也另指內部裝有可以讓心臟停止跳動的「琥珀膽鹼」並利用高壓氣體制成的槍型注射器。
史提爾芬／新川昌一（／Shinkawa Shouichi，聲：保志總一朗）
GGO玩家，新川恭二的兄長，SAO生還者，紅色公會「微笑棺木」幹部「『赤眼』沙薩」生日為2006年11月13日。自幼體弱多病，很早就不被經營醫院的父親寄予繼承家業的希望，因而投入網路遊戲尋找精神寄託。每個月的生活費優裕，透過現金購買了不少稀有裝備。
在SAO中使用刺劍；在GGO中的裝備具有「超穎物質光學迷彩」機能的隱身斗篷使用狙擊槍「L115A3 沉默的刺客」與手槍「五四式黑星」以及一把由稀有材質（宇宙戰艦的裝甲板）製成偽裝成通槍條的刺劍。
在微笑棺木討伐戰中敗給桐人被監禁於黑鐵宮過了半年的牢獄生活對桐人深懷恨意，「事件未結束要找那個人」因此在監禁期間臥薪嘗膽苦練劍技。回到現實後對弟弟恭二說出自己在SAO是個被大家懼怕的殺戮者而被經常受高年級恐嚇的恭二崇拜。
在GGO中喜歡在街道處看著其他玩家，以想像如何殺掉他們的方式取樂。以三十多萬日幣購買隱身斗篷後開始喜歡跟蹤起其他玩家之後偶然發現可以藉由偷窺玩家報名BoB的動作得到玩家的真實姓名與現實地址等個人資料。
在幽靈子彈篇中，在弟弟恭二想報復誤導他配點錯誤的XeXeeD後，開始和恭二一起策劃起利用這資料的「死槍」計畫。之後以「死槍」的身分參加了第三屆BoB，最後被桐人與詩乃合力擊敗被警方逮捕後透過警察傳言給桐人「事情還沒有結束」的留言。當他在SAO、GGO中這種病態行為和洗腦他弟弟恭二被經營醫院的父親得知後，使他的父親對他徹底失望並與他斷絕家人關係。
鏡子／新川恭二（Spiegel／Shinkawa Kyouji，聲：花江夏樹）
介紹詩乃進入GGO的玩家，曾是詩乃的同班男同學，因受欺負而休學。家中經營醫院，因為兄長體弱多病的緣故被父親寄予繼承家業的厚望，卻因而背負著過大的壓力。因受不了現實生活的痛苦而醉心GGO的世界，但因配點受XeXeeD誤導偏重AGI而自認戰鬥力遇到瓶頸，據稱是和兄弟兩人開始擊殺玩家的初始動機，但遭到桐人質疑。對詩乃有愛慕之心，曾出言希望詩乃接受他。但詩乃以必須先和過去作出了結為由暫時拖延了回覆被誤會成是喜歡他，死槍事件時親自跑來詩乃家，表面上是祝賀詩乃第三屆BoB決賽獲勝，其實是不想讓詩乃被別人搶走而欲殺害她，但被及時趕來的和人阻止失敗，事後被警方逮捕。於調查期間完全不開口發言，直到半年多後在GGO的角色因為未付費而被刪除後才開始面對現實。當他在GGO中的所作所為被經營醫院的父親得知後使他的父親對他相當失望。
金本敦（Kanamoto Atsushi，聲：逢坂良太）
「死槍」計劃的共犯SAO生還者，紅色公會「微笑棺木」幹部「強尼·布萊克（Johnny Black）」擅用塗有毒的小刀在SAO中與沙薩聯手殺害不少玩家。在SAO時期曾經參與過第一層頭目戰，並和牙王指責桐人是「封弊者」，代表顏色和桐人一樣是黑色，因此討伐戰前夕克萊因曾半開玩笑的要桐人「不要和他交手，不然會不知道該幫誰」。在幽靈子彈篇中以注射藥物殺害了兩名潛行GGO中的玩家（Pale Rider和Gerrett）遭到警方追捕。於死槍事件結束半年後（2026年6月末）出現於和人和明日奈兩人面前以「琥珀膽鹼」攻擊造成和人瀕死，但自己也被和人用雨傘傘尖刺進右大腿而受傷被捕。

### BoB大賽參賽者
XeXeeD／茂村保（XeXeeD／Shigemura Tamotsu，聲：神谷浩史）
GGO中的知名玩家，第2屆BoB大賽冠軍，STR-VIT型玩家，常用武器為「XM29 OICW」（動畫版改為FN F2000突擊步槍），「死槍」計畫最初的犧牲者。在BoB大賽前曾利用自身影響力大肆宣傳AGI型的好處，誘導大部份玩家改用AGI型能力值，並暗地裡鑽研剋制AGI型的STR型能力值，因此在大賽中輕易輾壓其他選手並獲勝。在賽後的網路放映訪問節目中，被在GGO的酒吧內的死槍開槍，之後突然露出痛苦表情後死亡。由於他在BoB大賽中的行為引起了大量AGI型玩家的不滿，導致起初難以追查兇手身份。
闇風（Yamikaze，聲：四宮豪）
GGO中的知名玩家，第2至4屆BoB決賽選手之一，第2屆大賽亞軍，第3屆大賽第4名，第4屆大賽季軍。AGI強化型玩家，人稱「打跑戰術之鬼」，是日本伺服器中最強的玩家之一，常用武器為「卡利科M900A衝鋒槍」。雖於第2屆大賽中只拿到亞軍，但據說其技術實力在XeXeeD之上。在第3屆BoB大賽中因為死槍狙擊桐人的子彈剛好落過他身旁，被詩楠抓住其停頓的瞬間成功一槍斃命，最終獲得第4名。
戴因（Dyne，聲：鶴岡聰）
第2至4屆BoB決賽選手之一，獲得第2屆大賽第18名，第3屆大賽最終排名不詳，第4屆大賽第8名，詩楠所屬的中隊隊長，西部牛仔造型的打扮，詩楠指他有「一個惡劣的性格」。常用武器為「SIG SG 550突擊步槍」。然而作風卻非常保守現實，只攻擊等級有差距的目標，而且遇到危險就會選擇撤退。在第3屆BoB決賽中在被Pale Rider窮追不捨的情況下被擊敗。
薄鹽鳕魚子／鹽田良己（Usujio Tarako／Shiota Rako）
第2屆BoB大賽中的第5或第6名，知名中隊的隊長，常用武器為「李-恩菲爾德步槍」，「死槍」計畫的第二位犧牲者，在中隊集合會議中被亂入的死槍開槍後死亡。
獅子王里奇（Ritchey the Lion King）
GGO中的知名玩家，第2至4屆BoB決賽選手之一，第3屆BoB的第11名、第4屆大賽的第7名。常用武器是「Vickers重機槍」。標準的「站樁型」玩家，每次比賽都只會盤据在一座小山丘上，然後擊退所有想接近他的敵人。
Pale Rider
第3屆BoB決賽選手之一，以全罩式頭盔和藍白迷彩服為特徵，常用武器為「阿瑪萊特AR17散彈槍」。雖是STR強化型玩家，但裝備卻極度輕量化，並利用技能將三次元機動力強化到極限，依此接近玩家進行接近戰。是第一次參加BoB賽事，但表現出的實力連桐人與詩楠也頗為佩服，以壓倒性的優勢無傷擊敗戴因，但被死槍襲擊，最後於現實中死亡。
槍士X（Musketeer X，聲：山村響【刀劍神域 奪命凶彈】）
第3屆BoB的第15名、第4屆大賽的第4名，與詩楠同樣是女性玩家。動畫版雖有出現，但小說中未直接登場，常用武器是「M14 EBR戰鬥步槍」和煙霧手榴彈。在桐人與詩楠猜測誰才是死槍的真面目時，她被詩楠懷疑，桐人趁機接近時發覺不對，因此採取快攻的方式將她砍倒擊敗，並搶走其武器去援救被死槍襲擊的詩楠。
餓丸（Uemaru，聲：山本兼平）
桐人在參加第3屆BoB預賽時遇到的第一個對手。常用武器為「HK G3自動步槍」。於比賽裡對還不熟悉在GGO中如何戰鬥的桐人造成了一定的傷害，但在桐人想出如何運用武器的戰法後敗北。
夏侯惇（Kakouton，聲：荒井聰太）
第2和第3屆BoB決賽選手之一、第4屆大賽的第6名，以中國武將風格打扮和在左眼戴上眼罩為特徵，常用武器為中國製的「CQ突擊步槍」。在死槍「殺害」了Pale Rider後，對正要追擊死槍而聯手的桐人和詩楠進行奇襲，不過攻擊全被桐人擋下，在換彈匣期間被詩楠的黑卡蒂命中而戰敗退場。
Garett
第三屆BoB決賽選手之一，比賽初期被死槍襲擊，最後於現實中死亡。
No-No
第3屆BoB決賽選手之一，比賽期間一直躲在城區裡埋伏，最終獲得第5名。
豬金（Shishigane）
第2和第3屆BoB決賽選手之一，身穿重裝甲但選用輕型裝備，常用武器是「傑迪瑪蒂克衝鋒槍」。第3屆BoB大賽初期被詩楠從遠處引爆腰上的電漿手榴彈擊敗，最終獲得第23名。
Subtilizer
第1、4屆BoB決賽冠軍。參照「加百列·米勒」。

### 其他GGO玩家
銀狼（Ginrou，聲：勝杏里）
詩楠所屬的中隊成員，戴因的手下，AGI型玩家，武器為HK UMP45。未參加BoB。
貝西摩斯（Behemoth，比蒙巨獸，聲：松田健一郎）
被詩楠所屬的中隊狙擊的狩獵中隊所聘請的保鏢，本是活躍在GGO內的北部大陸一帶、裝備重彈藥手持M134迷你砲機槍的高手。有著在集體戰鬥中無敵的實力，然而因為受到武器過重的副作用，所以移動速度緩慢，因此不擅長對人戰。未參加BoB。

## OS（Ordinal Scale）
尤娜（聲：神田沙也加、松田利冴（游戏《异绊集结》））
生日為2006年7月29日。名稱源自序數一拉丁語「unum」的日語諧音。
尤娜（黑）
《序列爭戰》人氣虛擬歌手，只要在戰鬥時有她的存在就會讓玩家獲得一定的「特殊效果」，同時會給予該場次戰鬥中最有價值玩家獎勵。重村教授為勾起SAO生還者的記憶，根据其女兒悠那的外貌和其在SAO的吟唱技能所設計的人工智能，因此他对此工具般的人工智能並沒感情可言。除了日常工作行程之外，大部份時間都待在瑛二身边，與白尤娜一样持有裝着以糖果外型實體化的SAO玩家記憶的玻璃瓶，但並不擁有當中的記憶。身边的寵物也是由SAO艾恩葛朗特100層魔王所化。在事件過後，重村教授將她交给序列爭戰的營運公司使用，有多個複製體和以她為原型的桌面精灵。由於重村教授在演唱會中一度把她的程式關閉，所以在營運公司再度開啓後，出現程序錯誤而被公司廢棄，以同一模板製作的複製體代替。因不明原因而出现在SAO中重村悠那死亡的地方，由白尤娜透过桌面精灵向桐人發出求救訊息，讓桐人和瑛二得而拯救了差点被刪除的她，並透过重村悠那留下的糖果罐繼承她的記憶，成为了她的重生。
在ALO中以導航妖精的身份活動，可隨時轉換成包括SAO和序列爭戰時期的形態，也能以桌面精靈的身份儲存在瑛二的電腦中。
在Alicization Underworld大戰篇中，與瑛二一起潛行進入UW，以「吟唱」技能輔助戰鬥，並喚醒部份外國玩家，卻因瑛二不敵PoH而一起被強制登出。
尤娜（白）
外觀酷似虛擬歌手「YUNA」，並總是以全白的連帽連身裙出現在桐人等序列爭戰玩家面前，且協助桐人發現重要訊息。實際上是集合了SAO生還者與重村悠那的相關記憶及SAO艾恩葛朗特第100層魔王聲音引擎的數據製成的人工智能。在序列爭戰中排名第一（但沒有顯示在排名榜中），擁有「不死」的能力，並能引導桐人等人潛行SAO伺服器中打敗第100層Boss，藉此讓自己的數據刪除和使桐人獲得第100層Boss破關獎勵的大劍用以秒殺在新國立競技場內肆虐的全部SAO中Boss級怪物，以阻止重村教授的計劃造成會場內玩家全數死亡的後果，並把SAO生還者的記憶全數歸還。在OS事件過後，白尤娜透過黑尤娜的桌面精灵向桐人發出求救訊息，並使用自己的數據延遲黑尤娜的崩壞速度。最後在桐人和銳二成功拯救了黑尤娜時，感謝銳二為她保留著繼承重村悠那的記憶的糖果罐，便完全消失。
重村悠那（Shigemura Yuuna）
重村徹大的女兒，曾送他一條手繩作禮物。喜欢唱歌，有犧牲自己成全他人的精神。
重村徹大買了NerveGear給她作爲禮物，殊不知自己捲入了死亡遊戲——SAO。因救助其他玩家（當中包括了2名風林火山公會的成員），在SAO離開安全區而被NPC怪物殺死，因此重村徹大想收集他人的SAO記憶來製造她的人工智慧。最後（其意識或模擬其思考的程式）對其父重村教授說「谢谢你，爸爸。我会一直活在爸爸的记忆中。」而消失。
在OS特典小說中提到，SAO中的尤娜具有獨特技能「吟唱」，是至目前已知在SAO中除「神聖劍」「二刀流」外第三個獨特技能，也是三個中唯一非劍技型技能。聽完整首歌曲的玩家能獲得特殊效果，因此她曾希望藉此加入攻略組幫助前線玩家，但最終未能實現。由於死亡時未處於恐惧狀態，所以她的大腦在被NerveGear燒毀時，無意中透过交给瑛二的遺物——糖果瓶子把記憶儲存下来。在OS事件過後，瑛二、桐人和結衣回到其在SAO死亡的地方，透過黑尤娜才得知此事。
瑛二／後澤銳二（Eiji / Nochizawa Eiji，聲：井上芳雄）
生日為2006年4月8日。出現在桐人面前的神祕年輕劍士，在OS中排名第二（因爲瑛二使用了重村徹大給的特殊服裝，裝有增強人体肌肉的外掛程式，可給予使用者超越一般人類的體能）。
實際上是SAO事件生還者之一，角色名為「鸚鵡螺（Nautilus）」，曾是最強公會「血盟騎士團」的成員，但因恐懼時無法移動的完全潛行不適應症而無法與公會成員進行攻略。是悠那的青梅竹马，也是在SAO中陪伴她最長時間的玩家。在她死後，因自責而將自己關在起始城镇的旅店租住的房間中，直至遊戲通关結束。
父母在他醒來前已離婚一年並各自再婚生活，並得知自己實為母亲與前夫的第二個兒子，有一个親哥哥與生父一起生活，因此被取名為「鋭二」。始後靠父母給予的生活費一直獨居在租住的公寓中，並考入東都工業大学，成为重村教授的學生，隨後參與其計劃。
表面上是對SAO生還者進行報復，與重村徹大聯手奪取SAO生還者於SAO中的記憶，但實際是被重村徹大教授利用（打算連他在SAO的記憶也取去），被桐人擊敗後遭到重村徹大抛棄。
事件過後向警方自首有关袭击風林火山公會成員一事，因受害者一致放弃起訴而獲得保釋。隨後在桐人和結衣的幫助下，在SAO重遇繼承了重村悠那透過糖果瓶子遺留記憶的人工智能——黑尤娜，也突破完全潛行不適應症的障礙，能適應虛擬實境環境下的對戰，和成為導航妖精的黑尤娜把帳號轉移至ALO中。
在Alicization Underworld大戰篇中，為了參與Underworld大戰而以ALO的帳號和尤娜一起潛行UW，並以心念將自身外貌與裝備暫時變成SAO中的「鸚鵡螺」，但仍不敵PoH而與尤娜一起被強制登出。
重村徹大（Shigemura Tetsuhiro，聲：鹿賀丈史）
生日為1977年6月22日，裝置「奧格瑪」的開發者，也是日本研究非侵入式（不對活體造成傷害）腦機介面的權威。
東都工業大學電器電子工學科教授和茅場晶彥的老師。同時提除虛擬實境裝置的危險性並提出反對其裝置存在的理由，但因為研究風格過於激進，而被電生理學界視為異端。
門生眾多，其中更包含茅場晶彥、須鄉伸之、神代凜子和比嘉健等人。但因其學生中曾出現2名世紀重犯（茅場晶彥和須鄉伸之）而成為禁忌。
在序列爭戰事件過後辭去教授一職，菊岡將他帶到UW的營運基地RATH中，見識另一種自律學習型人工智能的發展，其後加入Alicization計劃，直至和人被運到Ocean Turtle前退出計劃。

## PA（Alicization計劃）

### UW（Underworld）

#### 盧利特村
愛麗絲·滋貝魯庫（Alice Zuberg）
盧利特村村長的長女。參照主要角色「愛麗絲」。
尤吉歐（Eugeo）
第七代伐木手。參照主要角色「尤吉歐」。
賽魯卡·滋貝魯庫（Selka Zuberg，聲：前田佳織里）
盧利特村村長的次女，愛麗絲的妹妹，見習修女，四帝國之大亂後成為見習神聖術師，後來成為神聖術師團第二代團長。對尤吉歐抱有好感。雖也擁有學習神聖術的天賦，但其認為自己還是比不上愛麗絲，而感到有些自卑。
為認清與姐姐的差異而前往盡頭山脈「北之洞窟」，但被哥布林部隊所捉住，在衝擊下昏倒。桐人擊退哥布林部隊後，以高等神聖術治癒身受重傷的尤吉歐。事後變得更加自信，神聖術也有所增長。桐人對她下了「劍士的誓約」，承諾總有一天會帶回愛麗絲。
在Alicization Underworld大戰篇中，愛麗絲帶著心神喪失的桐人返回盧利特村時，為她提供不少援助，且還時常去探望兩人。對尤吉歐的去世感到悲傷，並對村民的守舊和腐敗的思想感到不滿。盧利特村遭受暗黑界軍隊襲擊時為傷者療傷，且還嘗試說服作為村長的父親接受愛麗絲的意見，但因會違反禁忌目錄而不果。愛麗絲向村民展示整合騎士的身份後，與村民一起避難，並跟父親一起祝福愛麗絲。愛麗絲帶著桐人前往東之大門前，親自為她送別。桐人在與加百列的交戰中使用「夜空之劍」的記憶解放術時，透過祈禱傳達自己的心念力量給桐人支援他對抗加百列。在四帝國之大亂結束後一年（人界曆382年）以見習神聖術師身分來到中央聖堂。在得知愛麗絲離開Underworld到現實世界去之後，自願進入深度凍結，以石化的狀態在80層「雲上庭園」的大樹下等待愛麗絲的歸來。
在Unital Ring 篇中，被桐人等人解除石化狀態後，與愛麗絲團聚，對耶歐萊茵的外貌跟尤吉歐一樣而感到驚訝。之後，為解除整合騎士的石化狀態而製作解凍藥水，其神聖術的實力已進步到連愛麗絲也自歎不如。
卡斯弗特·茲貝魯庫（Gasupht Zuberg，聲：山本兼平）
盧利特村現任村長，愛麗絲與賽魯卡的父親。為人公私分明，愛麗絲觸犯《禁忌目錄》後接受整合騎士的命令，把愛麗絲交給對方。惡魔之樹「基加斯西達」被砍倒後，讓完成天職的尤吉歐選擇新天職。吉克不滿尤吉歐的選擇時允許兩人比試，尤吉歐取勝後認可其新天職為劍士，並安排相關文件，使桐人與尤吉歐兩人能離開村子和參加薩卡利亞劍術大會。
在Alicization Underworld大戰篇中，愛麗絲帶著桐人返回村子時，因認為作為罪人的女兒不能於村子生活而請她離開，但默許女兒於附近的森林生活。村子遭受暗黑界軍隊襲擊時，因禁忌目錄的限制而把指揮權轉交給侍衛長吉克，並跟其他村民遵從吉克的指示留守於村子裡。愛麗絲到達現場時，因會違反《禁忌目錄》而無法接納女兒們的意見。愛麗絲公佈其整合騎士的身份時，接受她的命令指揮村民逃離村子避難，還跟賽魯卡一起祝福愛麗絲。暗黑界軍隊被擊退後，為了重建村子而允許村民暫時更改天職。愛麗絲帶著桐人前往東之大門前雖然沒有為她送別，但他本人其實是想親自為愛麗絲送別。於人界曆436年，在妻子去世一年後離世，未能與離開UW的愛麗絲再見。
莎蒂娜·茲貝魯庫（Sadina Zuberg）
盧利特村長夫人，愛麗絲與賽魯卡的母親。愛麗絲因觸犯《禁忌目錄》而被整合騎士抓走後大受打擊。於人界曆435年，在丈夫去世前一年離世，未能與離開UW的愛麗絲再見。
吉克（Zink，聲：石谷春貴）
盧利特村現任侍衛長。瞧不起出身於貧窮家庭的尤吉歐，且尤吉歐經常與自己所暗戀的愛麗絲玩耍，而對他不太友好。惡魔之樹「基加斯西達」被砍倒後，因不滿完成天職的尤吉歐，要選擇劍士為新天職，進而跟尤吉歐比試但卻落敗。動畫版中，起初瞧不起作為「貝庫達的肉票」的桐人，但看見桐人所展示的劍技後自信心受到打擊，惡魔之樹「基加斯西達」被砍斷後没有跟尤吉歐決鬥。
在Alicization Underworld大戰篇中，村子受到暗黑界軍隊襲擊時率領其他侍衛出戰，但因經驗不足而處於下風，且還對村長和村民發出錯誤指示要求他們留守村子，導致他們無法逃命，其後被愛麗絲拯救。
卡利塔（Garitta，聲：蓮岳大）
第六代伐木手，懂得很多與森林及木材相關的知識。退休後在村子附近的森林獨自隱居。愛麗絲帶著桐人返回盧利特村後，不但指導她興建木屋的方法，還教授她各種生活知識。
阿薩莉亞（聲：中根久美子）
盧利特村的修女，愛麗絲與賽魯卡的神聖術老師。
歐力庫（Orick）
尤吉歐的父親，農民，有多名子女。不太滿意當初尤吉歐作為伐木手的天職，尤吉歐過去的薪酬都給他作家用。
絲莉涼（Sulinea）
尤吉歐的姐姐。
納伊古魯·巴爾波薩（Nigel Balbossak，聲：佐佐健太）
最大麥田的富農。
利達克
盧利特村的農夫，曾被尤吉歐和桐人問到整合騎士的去向。
伊貝達
盧利特村的草藥師。
傑伊納
孤兒，教會裡的小孩。
阿魯古
孤兒，教會裡的小孩。
朵意克
盧利特村前任侍衛長，吉克的父親。
多涅提
盧利特村村民。

#### 薩卡利亞
巴農·渥魯帝（Banou Wolde）
農場的主人，緹琳與緹露露的父親。
托莉莎·渥魯帝（Toriza Wolde）
緹琳與緹露露的母親。
桐人與尤吉歐參加薩卡利亞劍術大會前收留兩人，並讓他們於農場幫助。比賽當天除了與家人一起觀賽，並於比賽前向桐人與尤吉歐表示如果他們落敗就必須成為女兒們的丈夫。
緹露露·渥魯帝（Telulu Wolde）
9歲，巴農與托莉莎的女兒。
緹琳·渥魯帝（Telin Wolde）
9歲，巴農與托莉莎的女兒。
克魯卡姆·薩卡萊特（Kelgam Zakkalight）
薩卡利亞的領主。
伊格姆·薩卡萊特（Egome Zakkalight）
克魯卡姆的兒子。劍術流派為「薩卡萊特流」。在報名參加薩卡利亞劍術大會時因瞧不起桐人與尤吉歐兩人，而於比賽當天使馬匹失控，打算使桐人與尤吉歐兩人於比賽前死於意外但不果。在比賽時暗中使用優先度較其他參賽者高的劍，但被桐人擊敗。

#### 央都聖托利亞
薩多雷（Sadore，聲：江川央生）
居住在北聖托利亞的工藝匠，和盧利特村的卡利塔老人是舊識，也是替桐人打造出「夜空之劍」的人，但因製作夜空之劍時耗掉了六塊黑煉岩磨刀石而堅持稱其為「桐仔」。四帝國之大亂後在中央聖堂的工廠擔任工廠長，並協助桐人打造「機龍」，且在桐人的委託下嘗試製造能代替「告知時間的鐘樓」的時鐘。
伊哈爾·達利克（Ihar Darlik）、馬西歐姆·托魯賽魯（Massim Tolsel）
北聖托利亞支教會的神父見習生，於人界曆382年2月因通過選拔以見習神聖術師的身分來到中央聖堂。
蕾諾恩·希姆基（Renon Shimki）
北聖托利亞支教會的修女見習生，於人界曆382年2月因通過選拔以見習神聖術師的身分來到中央聖堂。

#### 北聖托利亞修劍學院
羅妮耶·阿拉貝魯·薩提斯里／羅妮耶·阿拉貝魯（Ronie Arabel Thirty-three／Ronie Arabel，聲：近藤玲奈）
生日為人界曆365年9月13日。
「Moon Cradle篇」的女主角。桐人的近侍練士，六等爵士出身，有一名弟弟。對桐人抱有明顯好感。
因替自己被萊歐斯·安提諾斯虐待的好友芙蕾妮卡·歇斯基出頭，向兩人提出抗議時失言而差點被他們以「貴族賞罰權」侵犯，隨後被桐人、尤吉歐所救。
在Alicization Underworld大戰篇中，為了與桐人和尤吉歐再次會面而跟緹潔一起加入人界守備軍。在重遇愛麗絲後，因得知桐人和尤吉歐的狀況而深感自責，其後被愛麗絲安慰。之後被愛麗絲委託於戰爭期間保護心神喪失的桐人，在東之大門的防衛戰後也被安排到誘餌部隊。部隊被瓦沙克偷襲時，雖然成功破解了他的偷襲但不敵，其後被剛潛行UW的亞絲娜救下，在亞絲娜的請求下讓她跟桐人會面。之後，在會議中得知現實世界和「右眼的封印」的存在，還有貝庫達的目的。會議結束後，為了想深入了解桐人，而跟亞絲娜、愛麗絲和索爾緹莉娜一起交換桐人的情報。四帝國之大亂後被任命為「見習整合騎士」，並獲得年幼的飛龍「月驅」。
在Moon Cradle 篇中，由於來自暗黑界的旅客被捲入人界發生的殺人事件，而自薦作為桐人的護衛與桐人一起前往暗黑界處理事件。在前往暗黑界前夕，與亞絲娜一起於中央聖堂的武器保管庫中挑選武器，獲得魔劍級的單手劍，在返回人界期間取名為「月影之劍」。事件解決後，升為正式的整合騎士，且被任命為桐人的近衛騎士，授予編號為「Thirty-three」。之後，成家立室並在孩子出生後凍結天命，使其身體停留在大約二十歲的狀態。在大約80歲時，與緹潔一起選擇封印自身在80層「雲上庭園」的大樹下，以石化的狀態守護賽魯卡，並等待桐人歸來。子孫後代為屢出整合機士的名門家族，擔任整合機士的後代多為女性成員。
在Unital Ring 篇中，被桐人等人解除石化狀態。
月驅
整合騎士羅妮耶的所屬飛龍。有挑食的壞習慣。
緹潔·休特里涅·薩提滋／緹潔·休特里涅（Tiese Schtrinen Thirty-two／Tiese Schtrinen，聲：石原夏織）
生日為人界曆365年7月2日。
尤吉歐的近侍練士，六等爵士出身。對尤吉歐抱有明顯好感。
因替自己被萊歐斯·安提諾斯虐待的好友芙蕾妮卡·歇斯基出頭，向兩人提出抗議時失言而差點被他們以「貴族賞罰權」侵犯，隨後被桐人、尤吉歐所救。
在Alicization Underworld大戰篇中，為了與桐人和尤吉歐再次會面而跟羅妮耶一起加入人界守備軍。在重遇愛麗絲後因得知桐人和尤吉歐的狀況，而對當初自己作出魯莽的行為而深感自責，其後分別被尤吉歐殘留在藍薔薇之劍中的搖光記憶與愛麗絲安慰。之後被愛麗絲委託於戰爭期間保護心神喪失的桐人，在東之大門的防衛戰後也被安排到誘餌部隊。部隊被瓦沙克率領的暗黑騎士偷襲時，被剛潛行UW的亞絲娜救下，在亞絲娜的請求下讓她跟桐人會面。之後，在會議中得知現實世界和「右眼的封印」的存在，還有貝庫達的目的。
在東之大門的防衛戰中認識整合騎士連利且愛上他。在四帝國之大亂結束後一年被連利求婚，但因放不下已逝世的尤吉歐而面臨「要」與「不要」的抉擇關卡，而一度打算拒絕。四帝國之大亂後被任命為「見習整合騎士」，並獲得年幼的飛龍「霜咲」。
在Moon Cradle 篇中，事件解決後升為正式的整合騎士，且被任命為桐人的近衛騎士，授予編號為「Thirty-two」，並獲得「藍薔薇之劍」。
之後，與連利結為連理，成家立室。在孩子出生後凍結天命，使其身體停留在大約二十歲的狀態。在大約80歲時，與羅妮耶一起選擇封印自身在80層「雲上庭園」的大樹下，以石化的狀態守護賽魯卡，並等待桐人歸來。子孫後代為屢出整合機士的名門家族。
在Unital Ring 篇中，被桐人等人解除石化狀態後，對耶歐萊茵的外貌跟尤吉歐一樣而感到驚訝。
霜咲
整合騎士緹潔的所屬飛龍。
索爾緹莉娜·賽魯魯特（Sortiliena Serlut，聲：潘惠美）
比桐人、尤吉歐大一屆的諾蘭卡魯斯北帝國首都北聖托利亞「帝立修劍學院」次席，同時也是桐人的學姊。三等爵士出身。對桐人抱有好感，並要求桐人稱呼自己為「莉娜學姊」。在桐人入學後，因認為其劍術流派與自己的流派相似，而指定他為自己的隨侍練士。
被稱為「活動戰術總覽」。劍術流派為「賽魯魯特流」，由於祖先曾得罪皇帝，所以家族被禁止使用主流劍派「海伊·諾基亞流」，唯有改用鞭子為主武器。身為賽魯魯特流派的繼承者，以鞭子和單手劍作為主要武器，針對對手的弱點，以柔制剛，是少数別樹風格的劍士強者。桐人也在她身上習得賽魯魯特流的鞭法和劍法，在日後的戰鬥大派上場。小時候雖劍術也優於其他同學，但因不適用主流劍術而飽受同學批評，不被別人認同勝利，只能靠著賽菲利雅花來平衡自己心中的無奈。以帝立修劍學院的第一名畢業。畢業時收到來自桐人、也是自己最喜愛的賽菲利雅花，在他面前喜極而泣。
在帝國劍術大會上遇到諾蘭卡魯斯騎士團代表的艾爾多利耶·威魯茲布魯克，交戰後落敗。劍術融合「艾恩葛朗特流」（連續劍技），實力受到艾爾多利耶的認可，認為她是眾對手中最強的一位。她若能更熟練「艾恩葛朗特流」，自己也未必能勝過她。
帝國劍術大會後在諾蘭卡魯斯北帝國騎士團中就職，但在阿滋利卡的聯絡下願意協助整合騎士團組建人界守備軍。
在Alicization Underworld大戰篇中，為了對抗暗黑界的入侵而成為人界守備軍的將領之一。在東之大門的防衛戰後，被安排到誘餌部隊。亞絲娜救下誘餌部隊後，在會議中得知現實世界的存在、「右眼的封印」和貝庫達的目的，且還得知亞絲娜和愛麗絲都認識桐人。於會議結束後，與亞絲娜等人交換與桐人相關的情報。
異界戰爭後成為統領人界守備軍的將軍，所有非整合騎士的士兵皆由她管理，且還協助人界統一會議與北帝國境內的貴族交涉。於四帝國之大亂前夕，因發現四帝國近衛軍的異常狀況而警告桐人等人，其後在人界統一會議的指示下應對內戰。
哥魯哥羅索·巴魯托（Golgorosso Balto，聲：杉崎亮）
平民出身的衛兵，身材十分魁武，北聖托利亞「帝立修劍學院」第3名，尤吉歐是他的隨侍練士。劍術流派為「瓦爾提歐流」，且會進行體能鍛鍊。知道桐人較尤吉歐強，但桐人早已被索爾緹莉娜指定為隨侍練士，且本人認為尤吉歐與自己一樣是會力爭上游的人，而指定其為隨侍練士。曾傳授「瓦爾提歐流」劍技給尤吉歐，也教曉他作為劍士的責任（保護民眾）。
在Alicization Underworld大戰篇中，為了對抗暗黑界的入侵而成為人界守備軍的將領之一。在東之大門的防衛戰中擔任人界守備軍第1部隊右翼位置的將領之一，多次與士兵一起支援騎士迪索爾巴德。之後被安排到誘餌部隊，亞絲娜救下誘餌部隊後，在會議中得知現實世界和「右眼的封印」的存在，還有貝庫達的目的。
渦羅·利邦提（Volo Levantein，聲：村田太志）
比桐人、尤吉歐大一屆的諾蘭卡魯斯北帝國首都北聖托利亞「帝立修劍學院」首席。二等爵士出身，上級貴族中少數的清流，不論自尊心、實力還是上進心都首屈一指的模範生，有著在安息日利用各種理由偷練劍的習慣。基於利邦提家的家訓「以強者之血餵劍」，因此有著多次真劍決鬥的經驗。
曾因桐人的不小心被泥土潑到，而要求與其進行真劍決鬥（實際上是對桐人的連續劍技感興趣），但舍监阿滋利卡擔心桐人解放夜空之劍的記憶傷害渦羅而裁决以平手論。在畢業總決賽時輸給索爾緹莉娜，在帝國劍術大會上則受到艾爾多利耶的重創，因此度過相當一段靜養期。
人界守備軍成立時想加入軍隊而遭家人反對，但因堅持獨自從軍，使其家人只好安排部分劍士加入軍隊。其加入守備軍的消息，使部分貴族也自願從軍。人界誘餌部隊出征後，在法娜提歐的指揮下與剩餘的兵力和騎士一起鎮守東之大門。
異界戰爭後擔任人界守備軍的顧問，且協助人界統一會議與北帝國境內的貴族交涉，並以此為條件要求與桐人比試，但再次落敗。在四帝國之大亂後，其家族因他的功績，令其族長繼續擔任騎士團團長一職。
萊歐斯·安提諾斯（Raios Antinous，聲：岩瀨周平）
與桐人、尤吉歐同屆的「帝立修劍學院」首席。三等爵士出身。生性傲慢，看不起所有平民或下階貴族出身的人。在初等練士時，因不想服侍別人而故意隱藏實力，避免自己成為隨侍練士。在成為上級修劍士後，企圖以「貴族賞罰權」性侵犯不小心對自己說出不敬之語的羅妮耶與緹潔、殺死違反禁忌目錄的尤吉歐，卻被趕來幫忙的桐人砍斷雙手，因絲絹繩子只有一條，便陷入了「拯救自己，拿溫貝爾正在使用的絲絹繩子替自己止血」和「拿走溫貝爾的絲絹繩子造成他天命減少，違反《禁忌目錄》」之間的無限循環，造成靈魂崩壞死亡。在四帝國之大亂後，其家族因他的作為，所拿到貴族的奉祿比其他貴族的奉祿的金額還要少。
溫貝爾·吉傑克（Humbert Zizek，聲：木島隆一）
與桐人、尤吉歐同屆的「帝立修劍學院」次席。四等爵士出身。在初等練士時，因不想服侍別人而故意隱藏實力，避免自己成為隨侍練士。在成為上級修劍士後，因在與尤吉歐的私下比試中平手論，便把怒氣發洩在近侍練士芙蕾妮卡身上，造成芙蕾妮卡無法承受莫大恥辱而找羅妮耶與緹潔求助。企圖以「貴族賞罰權」性侵犯不小心對自己說出不敬之語的羅妮耶與緹潔，卻被趕來救援的尤吉歐砍斷了左臂，以綁住緹潔和羅妮耶雙腳的絲絹繩子止血後天命停止減少。在四帝國之大亂後，其家族因他的作為，所拿到貴族的奉祿比其他貴族的奉祿的金額還要少。
芙蕾妮卡·歇斯基（Frenika Sheski，聲：伊藤美來）
在修劍學院跟羅妮耶和緹潔是同一屆的好友，是溫貝爾·吉傑克的近侍練士。因為被溫貝爾故意羞辱，而向羅妮耶和緹潔求助。之後引發尤吉歐砍傷溫貝爾和桐人斬殺萊歐斯事件，事後為引發此事而感到自責。在Underworld大戰期間，由於劍術不足以加入人界軍，故以自己擅長的神聖術，擔任見習修女，加入掩護愛麗絲的誘餌部隊做後勤工作（治療傷者），希望能幫助曾拯救自己的桐人等人。一位幫助人界軍的日本玩家廣野孝受到芙蕾妮卡的治療，因感動而愛上她，兩人都表示希望戰後能再見面。在四帝國之大亂後成為了上級修劍士，並於第二年（人界曆382年）因通過選拔以見習神聖術師的身分來到中央聖堂。
謬雷
初等練士，負責植物栽培。
阿滋利卡·克因特（Azurika，聲：平松晶子）
北聖托利亞「帝立修劍學院」初等練士宿舍的舍監，曾經是諾蘭卡魯斯北帝國第一代表劍士，四帝國劍術統一大會的亞軍。知道公理教會並非由神明創立的事實和「右眼的封印」的存在。替突破了「右眼的封印」而喪失右眼的尤吉歐治療，讓他不至於以單眼失明的狀態去面對逆境。由於自己未能突破「右眼的封印」，所以對成功突破封印的尤吉歐表示期待，認為他的實力能夠達到自己未能達到的境界。她也察覺到桐人與眾不同的地方，但無法確認其來歷，並認為桐人到達中央聖堂後必定會有事發生。知道亞多米尼史特蕾達不會同意讓大量人民持有高等武器，所以當整合騎士團向四帝國皇帝們招募士兵時，早已推測出亞多米尼史特蕾達已逝世，整合騎士長貝爾庫利已接管公理教會，並建立人界軍。貝爾庫利在學院招募劍士時，她向對方確認最高祭司已逝世的事實，且事前早已為他聯絡實力強大的畢業生，並讓索爾緹莉娜和哥魯哥羅索負責組建人界軍，也推薦讓仍身為初等練士的羅妮耶、緹潔和芙蕾妮卡三人加入。
最後升為北聖托利亞「帝立修劍學院」的學院長，終身培育劍士人才。子孫後代也是婁出軍人的名門望族。

#### 整合騎士
貝爾庫利·辛賽西斯·汪／貝爾庫利·哈連茲（Bercouli Synthesis One，聲：諏訪部順一）
整合騎士團第一代團長，上位整合騎士，編號為「1」。人界守備軍第一代總指揮官。資歷最久的騎士，至少活了三百年。法娜提歐與愛麗絲的師傅，法娜提歐的丈夫，貝爾切的父親。愛麗絲稱他為「叔叔」，並被她視為父親般仰慕，而本人也視愛麗絲為女兒般疼愛。擁有良好的洞察力，曾經以尤吉歐的劍技準備姿勢（架式）推測他懂得使用連續劍技，及「艾恩葛朗特流」不是UW中的劍術。
持有神器「時穿劍」，戰鬥風格主要以單發劍技為主，懂得使用神聖術和心念。以整合騎士身份初出茅廬時，曾被當時的暗黑將軍以連續劍技所擊敗甚至逃回人界裡，所以本人表示自己對連續劍技抱有負面的回憶。在思考應對連續劍技的對策時，自知自己沒有學習連續劍技的能力，而以「時穿劍」的武裝完全支配術「空斬」補足單發劍技的缺點，使其劍技具備單發技的威力和連續技的命中力，可謂無敵的劍技。在數百年間不但磨練出能破解連續劍技的劍術，且能削減使出劍技後的硬直時間，還領悟出心念之臂、心念太刀等心念技。
雖對元老院心存疑慮，但認為公理教會的統治能維持人界的和平而持續在戰鬥著。因為知道暗黑界軍隊規模正日益壯大及人界缺乏足夠的戰力，而與其他騎士們一起向最高祭司請求組織人界軍或重新訓練四帝國近衛軍，但全都無功而回。是少數知道「右眼的封印」存在的騎士，但數百年來卻無法突破該封印。所以愛麗絲成功突破「右眼的封印」後，表示她已經滿師了。
出身於哈連茲家，但因不滿公理教會的支配體制，而離開家族並成為冒險者，與夥伴一起開拓北方邊境和建立盧利特村，還擔任村子的初代侍衛長。後來因打算越過盡頭山脈而被公理教會抓走，並成為亞多米尼史特蕾達的實驗品之一，記憶和感情都被嚴重破壞，其後更被凍結。之後亞多米尼史特蕾達需要絕對忠誠的護衛，以避免卡迪娜爾的偷襲而被改造成最初的整合騎士。
雖然是盧利特村童話故事「貝爾庫利與北方白龍」中的主角，但成為整合騎士後因喪失記憶，在最高司祭的命令下親自把北方白龍殺死。
桐人和尤吉歐對抗公理教會時，於90層「大浴場」和與桐人分開的尤吉歐對峙，並一度將其壓制，但在對方的捨身戰術下敗北。雖被尤吉歐告知自己的過去與整合騎士的真相，但被趕來的元老長裘迪魯金以權限石化。桐人與愛麗絲趕到後，因愛麗絲的聲音而暫時恢復意識，將導正公理教會帶來的扭曲的責任託付給愛麗絲，和告知兩人關於尤吉歐被抓的情報後再度石化。
在Alicization Underworld大戰篇中，石化解除後被愛麗絲告知亞多米尼史特蕾達與裘迪魯金兩人的死訊、亞多米尼史特蕾達生前企圖犧牲大量人民來量產巨劍魔像的計劃和元老院的真相。在告知其他整合騎士關於最高祭司的罪行和目前的情況後，接管公理教會並開始著手整頓人界防衛事宜，應對暗黑界軍隊的侵略。人界守備軍組成後，擔任人界軍的總指揮官。
雖然是少數知道「合成祕儀」存在的騎士，但為了應對戰爭而暫時隱瞞關於整合騎士出身的真相。儘管知道自己的記憶和命運都被亞多米尼史特蕾達所操控，但本人卻無法怨恨亞多米尼史特蕾達，並表示自己反而能有機會去體會有趣的人生。
過去因不希望看到自己子孫比自己早死而一直拒絕法娜提歐的心意，在最高祭司殞命後因預見自己的死亡，才接受法娜提歐的告白，兩人更育有一子（貝爾切）。
愛麗絲與人界軍會合時，以不完整的心念太刀與桐人進行心念互擊，藉此了解桐人的狀態，但同時感覺到對方的實戰經驗可能在自己之上。
在東之大門的防衛戰中，擔任人界守備軍第二部隊中央位置的指揮官，期間以武裝完全支配術「空斬」把暗黑術師所派出的米尼翁全數擊落。愛麗絲自薦成為引開敵軍的誘餌時，親自率領部分騎士和兵力組成以愛麗絲為首的誘餌部隊。部隊出發前向法娜提歐道別，並表示如果自己戰死沙場，孩子（貝爾切）就託付給法娜提歐。部隊被包圍時打算犧牲自己阻止拳鬥士們前進，但被剛潛行Underworld的亞絲娜救下。亞絲娜與愛麗絲交戰時勸阻兩人，其後在會議中得知現實世界的存在和貝庫達的目的，並向部隊的騎士和將領們解釋「右眼的封印」的存在。愛麗絲被貝庫達抓走後親自去解救她但不敵，最後在臨死前以心念發動記憶解放術「裏斬」擊敗貝庫達，讓愛麗絲有更多時間前往世界盡頭的祭壇，為第三位於戰爭中陣亡的整合騎士。
桐人對加百列使出二刀流技能「星爆氣流斬」時，以記憶影像的狀態鼓勵桐人。遺體被愛麗絲帶到世界盡頭的祭壇，再由桐人帶回人界並安葬在中央聖堂的花園中（動畫版為愛麗絲前往世界盡頭的祭壇時，遺體在詩乃面前消逝）。
直至星界曆時代，聖托利亞的書店仍有出版關於貝爾庫利的童話故事書，但耶歐萊茵曾表示大部分都是後世所編寫的。哈連茲家族由其妻兒重新復興，因此他被算為復興後哈連茲家族的第一代當家。
星咬（Hoshigami）
整合騎士長貝爾庫利的所屬飛龍，與主人一起在戰鬥中陣亡。
法娜提歐·辛賽西斯·滋（Fanatio Synthesis Two，聲：生天目仁美）
整合騎士團副團長，上位整合騎士，編號為「2」，異界戰爭後成為第二代團長。資歷僅次於貝爾庫利，至少活了二百年。貝爾庫利的徒弟兼妻子，貝爾切的母親。
持有神器「天穿劍」，戰鬥風格主要以劍技和神聖術為主。對自己是女性而常遭到對手不以為然的目光這點非常在意，因此將容貌身形隱匿在甲冑之中，並壓低聲音說話，使別人認為自己是男性，且還自學連續劍技並採取使用武裝完全支配術而不打接近戰，同時對同樣身為女性且實力超過自己的愛麗絲抱著嫉妒的感情。被桐人擊敗後，她不再隱藏女性的身份。
因為知道暗黑界軍隊規模正日益壯大及人界缺乏足夠的戰力，而與其他騎士們一起向最高祭司請求組織人界軍或重新訓練四帝國近衛軍，但全都無功而回。
桐人和尤吉歐對抗公理教會時，率領部下「四旋劍」在50層「靈光大迴廊」等候兩人。桐人擊敗四旋劍後與他對決，但同樣戰敗。戰後因身受重傷而流血不止，使桐人迫不得已使用卡迪娜爾交付的短劍刺向法娜提歐的左手，使其沉睡並召喚出卡迪娜爾將法那提歐救走治療，完成治療後被放置在玫瑰園中。
在Alicization Underworld大戰篇中，醒來後被貝爾庫利告知最高祭司和元老長的死訊、元老院的真相、最高祭司企圖犧牲約一半人界的人民來量產巨劍魔像的計劃後大受打擊，但為了應對暗黑界軍隊的侵略而與其他整合騎士一起著手整頓人界防衛事宜。人界守備軍組成後，擔任人界軍的副指揮官，還無私地教授連續劍技給非整合騎士的人員。在東之大門的防衛戰中，與「四旋劍」一起擔任人界守備軍第一部隊中央位置的指揮官。人界誘餌部隊出征後，指揮剩餘的兵力和騎士一起鎮守東之大門。桐人在與加百列的交戰中使用「夜空之劍」的記憶解放術時，透過祈禱傳達自己的心念力量給桐人支援他對抗加百列。
異界戰爭後成為第二代騎士長，並與桐人等人及人界軍一起成立人界統一會議取代公理教會。在四帝國之大亂中攻入及燒毀西帝國皇宮取得勝利。
數百年來一直對騎士長貝爾庫利抱有好感，最高祭司殞命後向貝爾庫利告白，其後懷有她和貝爾庫利的孩子，並在懷孕的狀態下先後參與異界戰爭和四帝國之大亂，其後誕下兒子貝爾切。除了處理人界的事務外，還養育兒子貝爾切。
在Moon Cradle 篇中，在機龍試作品飛行實驗失敗後，勸阻正責罵桐人的迪索爾巴德，還經常調戲桐人。之後，因人界發生了殺人事件而與人界統一會議一起處理相關事務。
在得知「合成祕儀」的真相和貝爾庫利的過去後，親自復興早已斷絕後裔的哈連茲家族，並讓兒子繼承貝爾庫利昔日的姓氏。後來也把團長之位傳給貝爾切。
受惠於星王開發的記憶壓縮術，是陪伴星王和星后最久的整合騎士，於人界曆475年結束黑皇戰爭後自願接受深度凍結。
在Unital Ring 篇中，透過賽魯卡所製作的解凍藥水解除石化蘇醒，與歸來的愛麗絲一起對付進攻星界統一議會的黑皇帝勢力（人界舊皇族後人及黨餘）。
迪索爾巴德·辛賽西斯·賽門（Deusolbert Synthesis Seven，聲：花田光）
上位整合騎士，編號為「7」。擁有百年的資歷，至少活了107年。本身為整合騎士團中指導下位騎士的師父，四帝國之大亂後羅妮耶和緹潔也成為他的學生。持有整合騎士團的制式劍和神器「熾焰弓」，戰鬥風格主要以單發劍技和箭術為主，可一秒鐘射出三十枝箭，且懂得使用神聖術和心念。在百年間其劍術已磨練至巔峰的境界，能削減使出劍技後的硬直時間，且動作較接近連續劍技。
在桐人與尤吉歐越獄後支援艾爾多利耶，並以超強的遠距離攻擊把兩人逼入絕境。之後在第3層「武器保管庫」與兩人交手，戰敗後請求兩人結束其天命但遭拒絕，同時被尤吉歐認出是當年帶走愛麗絲的整合騎士，但因「合成祕儀」的影響，本人表示無此段記憶。其後被元老長深度凍結石化。
在Alicization Underworld大戰篇中，石化解除後被貝爾庫利告知最高祭司和元老長的死訊、元老院的真相、最高祭司企圖犧牲約一半人界的人民來量產巨劍魔像的計劃後大受打擊，但為了應對暗黑界軍隊的侵略而與其他整合騎士一起著手整頓人界防衛事宜。
由於從桐人口中得知「合成祕儀」的真相，所以是少數知道「合成祕儀」存在的騎士，自身保留少許對妻子的印象和記憶，但之後為了應對戰爭和人界的事務而暫時隱瞞該真相。
在東之大門的防衛戰中，擔任人界守備軍第一部隊右翼位置的指揮官。人界誘餌部隊出征後，在法娜提歐的指揮下與剩餘的兵力和騎士一起鎮守東之大門。桐人在與加百列的交戰中使用「夜空之劍」的記憶解放術時，透過祈禱傳達自己的心念力量給桐人支援他對抗加百列。在四帝國之大亂中，與羅妮耶和緹潔攻入北帝國皇宮並取得勝利。時常責罵經常闖禍的桐人。
在Moon Cradle 篇中，因為桐人在機龍試作品的飛行實驗中闖禍，而責罵他但被法娜提歐所勸阻。之後，因人界發生了殺人事件而與人界統一會議一起處理相關事務。
在人界曆時代末期，自願接受深度凍結。
伊迪絲·辛賽西斯·潭（Eydis Synthesis Ten）
上位整合騎士，編號為「10」，遊戲《刀劍神域 Alicization Rising Steel》原創角色。小說文庫版為「遠古七騎士」之一，在甦醒前沒有和愛麗絲相處過的經歷，但兩人有一見如故的感覺，也坦言接受了最高祭司和整合騎士的真相，並願意繼續守護變化了許多的世界。詳細資訊請參照「伊迪絲・辛賽西斯・潭」。
謝達·辛賽西斯·推魯弗（Sheyta Synthesis Twelve，聲：Lynn）
上位整合騎士，編號為「12」，「四帝國統一大會」冠軍。擁有百年的資歷，四帝國之大亂後在暗黑界擔任人界全權大使和暗黑騎士團的客席師傅。由於經常沉默寡言，所以她的外號為「無聲」，異界戰爭後因決定不再持有任何武器而被人們稱為。
持有神器「黑百合之劍」，黑百合之劍毀損後她不再佩戴任何武器，認為黑百合之劍是她唯一、不可取替的搭檔，偶然會借用暗黑騎士團的制式劍。戰鬥風格主要以劍技或手刀的技術為主，懂得使用單發技、連續技和神聖術，但本人自稱不太擅長使用神聖術。
所有與她對峙過的對手無一例外的全命喪其劍下，即使是騎士長貝爾庫利也對她的實力畏懼三分，在整合騎士團中為不祥的存在，甚至連里涅爾和費賽爾都感到害怕。過去在「四帝國統一大會」上不小心地把所有參賽者全都砍死，導致該年的記錄被大會消除。但對其而言斬殺對手並非有意為之，而是「一不小心就斬掉了」；在出劍前就能看見斷面的紋理，而她本人更將其化作確信甚至是衝動，其心念還能對抗拳鬥士「拒絕」劍傷的心念。因此，她擔心自己會誤殺其他騎士，而不與其他騎士行動，並經常沉默寡言不引起別人的注意。
由於她曾想嘗試斬斷擁有「不可破壞屬性」的中央聖堂而觸發了封印，所以是少數知道「右眼的封印」存在的騎士。
在闇之國的鐵血時代，被最高祭司命令到暗黑界中尋找可以製造出神器的素材，最後找到一朵在戰場上吸盡戰死者鮮血而盛開的黑百合。獲得黑百合之劍後，在某次決鬥中不小心殺死一名整合騎士後自願進入深度睡眠。
被貝爾庫利喚醒後，得知最高祭司和元老長的死訊、元老院的真相、最高祭司企圖犧牲約一半人界的人民來量產巨劍魔像的計劃，還有闇之國即將入侵的情況後與其他整合騎士一起著手整頓人界防衛事宜。
在東之大門的防衛戰中，跟里涅爾和費賽爾一起擔任人界守備軍第二部隊右翼位置的指揮官。之後被安排到遊擊部隊，為部隊爭取埋伏的準備時間而獨自一人對抗拳鬥士部隊，期間斬傷多名拳鬥士。與拳鬥士冠軍伊斯卡恩交戰時，跟對方戰過平分秋色，但被達巴以時間限制為由打斷而不分勝負。隨後，在會議中得知現實世界的存在和貝庫達的目的，並向部隊的騎士和將領們解釋「右眼的封印」的存在。
在伊斯卡恩提出合作對付美國玩家後，自願留下為人界軍殿後和與拳鬥士們並肩作戰，期間黑百合之劍受損而消失，同時還發現自己戀上了伊斯卡恩。桐人在與加百列的交戰中使用「夜空之劍」的記憶解放術時，透過祈禱傳達自己的心念力量給桐人支援他對抗加百列。
在四帝國之大亂時，親自討伐前來攻打中央聖堂的南帝國皇帝所率領的部分近衛兵。
戰後，與伊斯卡恩結婚留在暗黑界生活，育有一女莉潔妲。
在Moon Cradle 篇中，因被桐人告知暗黑界居民在人界旅遊時被捲入殺人事件一事，而與伊斯卡恩一起處理相關事務，並指使作為徒弟的暗黑騎士們進行相關調查。
在人界曆時代末期，自願接受深度凍結，但不同於其他整合騎士，她長眠在和家人一起生活過暗黑界城堡。
宵呼（Yoiyobi）
整合騎士謝達的所屬飛龍。
涅魯基烏斯·辛賽西斯·席克斯提恩／涅魯基烏斯·奧利姆斯（Nergius Synthesis Sixteen，聲：立花慎之介）
上位整合騎士，編號為「16」，「四帝國統一大會」冠軍。擁有百年的資歷。有著罕見的綠色長髮，一根腸子通到底的個性。
持有整合騎士團的制式劍和神器「萌嵐槍」，戰鬥風格主要以單發劍技和術為主，懂得使用神聖術。
原本是西聖托利亞修劍學院首席畢業生，貴族出身，十分敬愛姊姊珀莉·奧利姆斯。在「四帝國統一大會」上奪冠而成為整合騎士。
桐人和尤吉歐對抗公理教會時，正看守盡頭山脈，所以沒有與兩人交戰。得知最高祭司和元老長的死訊、元老院的真相、最高祭司企圖犧牲約一半人界的人民來量產巨劍魔像的計劃，但為了應對暗黑界軍隊的侵略而與其他整合騎士一起著手整頓人界防衛事宜。在最高祭司亞多米尼史特蕾達被打倒後，強烈支持將桐人處刑，但被貝爾庫利說服，且還發現因再調整而沉睡的騎士才作罷。
大戰期間因跟部分整合騎士分別看守中央聖堂和盡頭山脈而沒有參與大戰，所以是少數沒有參與異界戰爭的騎士之一。在四帝國之大亂中與恩特基爾攻入東帝國皇宮並殺死皇帝而取得勝利。與桐人相處的日子久了，改變最初視他為罪人的想法，也贊同他提出的改革方案。

在人界曆時代末期，自願接受深度凍結。
汐撫
整合騎士涅魯基烏斯的所屬飛龍。年幼時有挑食的壞習慣。
恩特基爾·辛賽西斯·艾提恩（Entokia Synthesis Eighteen，聲：寺島拓篤）
上位整合騎士，編號為「18」。擁有百年的資歷，經常和涅魯基烏斯鬥嘴，總是尊稱桐人為「老師」。
原本是薩查庫羅伊斯南帝國的礦工，在開採礦石時誤觸禁忌目錄（觸碰盡頭山脈的界線）而被整合騎士涅魯基烏斯押往中央聖堂，被改造成整合騎士。
桐人和尤吉歐對抗公理教會時，正看守盡頭山脈，所以沒有與兩人交戰。得知最高祭司和元老長的死訊、元老院的真相、最高祭司企圖犧牲約一半人界的人民來量產巨劍魔像的計劃，但為了應對暗黑界軍隊的侵略而與其他整合騎士一起著手整頓人界防衛事宜。
大戰期間因跟部分整合騎士分別看守中央聖堂和盡頭山脈而沒有參與大戰，所以是少數沒有參與異界戰爭的騎士之一。在四帝國之大亂中，與涅魯基烏斯攻入東帝國皇宮並殺死皇帝而取得勝利。沒有視桐人為罪人的想法，贊同他提出的改革方案。本人曾經表明自己查閱過禁忌目錄卻沒有找到「與最高祭司決鬥」的禁忌，使其他騎士及人界統一會議成員感到啞口無言。
由於擁有豐富的礦物知識，所以也有幫助桐人開發機龍的事務。
在人界曆時代末期，自願接受深度凍結。
達基拉·辛賽西斯·推尼滋（Dakira Synthesis Twenty-two，聲：櫻木可奈子）
下位整合騎士，編號為「22」，與傑斯、基羅、何布雷合稱為「四旋劍」。由於武器裝備權限未能達到神器優先度的最低標準（40級），所以仍使用整合騎士團的制式劍。戰鬥風格主要以劍技為主，懂得使用單發劍技、連續劍技和神聖術，擅長使用戰術「環刃旋舞」。
出生於薩查庫羅伊斯南帝國的漁村，在16歲時因喜歡上比自己大一歲的同性好友而觸犯禁忌目錄。由於法娜提歐與其初戀有相似的容貌，所以也喜歡上對方。
桐人和尤吉歐對抗公理教會時，與法娜提歐在50層「靈光大迴廊」等候桐人與尤吉歐，但被尤吉歐的武器強化術所擊敗。在Alicization Underworld大戰篇中，被騎士長貝爾庫利告知最高祭司和元老長的死訊、元老院的真相、最高祭司企圖犧牲約一半人界的人民來量產巨劍魔像的計劃後大受打擊，但為了應對暗黑界軍隊的侵略而與其他整合騎士一起著手整頓人界防衛事宜。在東之大門的防衛戰中，跟法娜提歐和其他「四旋劍」一起擔任人界守備軍第一部隊中央位置的指揮官。為拯救無法活動的法娜提歐，而去迎擊西古羅西古，在劍斷掉後用空手抵擋西古羅西古的鐵鎚而四肢碎裂並發動心念擊退後死亡，為首位於戰爭中陣亡的整合騎士。
傑斯·辛賽西斯·推尼斯里（Jayce Synthesis Twenty-three，聲：柚木尚子）
下位整合騎士，編號為「23」，與達基拉、基羅、何布雷合稱為「四旋劍」。由於武器裝備權限未能達到神器優先度的最低標準（40級），所以仍使用整合騎士團的制式劍。戰鬥風格主要以劍技為主，懂得使用單發劍技、連續劍技和神聖術，擅長使用戰術「環刃旋舞」。
桐人和尤吉歐對抗公理教會時，與法娜提歐在50層「靈光大迴廊」等候桐人與尤吉歐，但被尤吉歐的武器強化術所擊敗。在Alicization Underworld大戰篇中，被騎士長貝爾庫利告知最高祭司和元老長的死訊、元老院的真相、最高祭司企圖犧牲約一半人界的人民來量產巨劍魔像的計劃後大受打擊，但為了應對暗黑界軍隊的侵略而與其他整合騎士一起著手整頓人界防衛事宜。在東之大門的防衛戰中，跟法娜提歐和其他「四旋劍」一起擔任人界守備軍第一部隊中央位置的指揮官。人界誘餌部隊出征後，在法娜提歐的指揮下與剩餘的兵力和騎士一起鎮守東之大門。
基羅·辛賽西斯·推尼弗（Geero Synthesis Twenty-four，聲：上田瞳）
下位整合騎士，編號為「24」，與達基拉、傑斯、何布雷合稱為「四旋劍」。由於武器裝備權限未能達到神器優先度的最低標準（40級），所以仍使用整合騎士團的制式劍。戰鬥風格主要以劍技為主，懂得使用單發劍技、連續劍技和神聖術，擅長使用戰術「環刃旋舞」。
桐人和尤吉歐對抗公理教會時，與法娜提歐在50層「靈光大迴廊」等候桐人與尤吉歐，但被尤吉歐的武器強化術所擊敗。在Alicization Underworld大戰篇中，被騎士長貝爾庫利告知最高祭司和元老長的死訊、元老院的真相、最高祭司企圖犧牲約一半人界的人民來量產巨劍魔像的計劃後大受打擊，但為了應對暗黑界軍隊的侵略而與其他整合騎士一起著手整頓人界防衛事宜。在東之大門的防衛戰中，跟法娜提歐和其他「四旋劍」一起擔任人界守備軍第一部隊中央位置的指揮官。人界誘餌部隊出征後，在法娜提歐的指揮下與剩餘的兵力和騎士一起鎮守東之大門。
何布雷·辛賽西斯·推尼席克斯（Hoveren Synthesis Twenty-six，聲：大町知廣）
下位整合騎士，編號為「26」，與達基拉、傑斯、基羅合稱為「四旋劍」，為四旋劍中唯一的男性。由於武器裝備權限未能達到神器優先度的最低標準（40級），所以仍使用整合騎士團的制式劍。戰鬥風格主要以劍技為主，懂得使用單發劍技、連續劍技和神聖術，擅長使用戰術「環刃旋舞」。
桐人和尤吉歐對抗公理教會時，與法娜提歐在50層「靈光大迴廊」等候桐人與尤吉歐，但被尤吉歐的武器強化術所擊敗。在Alicization Underworld大戰篇中，被騎士長貝爾庫利告知最高祭司和元老長的死訊、元老院的真相、最高祭司企圖犧牲約一半人界的人民來量產巨劍魔像的計劃後大受打擊，但為了應對暗黑界軍隊的侵略而與其他整合騎士一起著手整頓人界防衛事宜。在東之大門的防衛戰中，跟法娜提歐和其他「四旋劍」一起擔任人界守備軍第一部隊中央位置的指揮官。人界誘餌部隊出征後，在法娜提歐的指揮下與剩餘的兵力和騎士一起鎮守東之大門。
連利·辛賽西斯·推尼賽門（Renly Synthesis Twenty-seven，聲：田村睦心）
上位整合騎士，編號為「27」，「四帝國統一大會」冠軍。雖然為綠髮，但神態讓緹潔和桐人想起逝去的尤吉歐。
持有整合騎士團的制式劍和神器「雙翼刃」，戰鬥風格主要以單發劍技和迴力鏢的技術為主，懂得使用神聖術。本身擁有高超的實力，但因無法發動武裝完全支配術而被最高祭司視為失敗品，再加上擁有壓倒性才能的愛麗絲的出現，而在最高祭司的命令下被元老長深度凍結石化。
出身於薩哲克洛伊斯南帝國的劍術天才，13歲便來到央都聖托利亞，並在第二年於「四帝國統一大會」上奪冠而成為整合騎士。然而，於「四帝國統一大會」的決賽中意外殺死自己的摯友而導致心理創傷，其後因「合成祕儀」的影響而忘記該創傷的記憶。儘管本人認為自己的記憶沒有被修改，但覺得自己欠缺某種重要的事物。
由於桐人與愛麗絲雙雙掉落塔外，且尤吉歐擊敗了貝爾庫利而被元老長從長達五年的石化狀態中喚醒，但在完全甦醒前最高祭司和元老長早已死去。醒後得知最高祭司和元老長的死訊、元老院的真相、最高祭司企圖犧牲約一半人界的人民來量產巨劍魔像的計劃，還有闇之國即將入侵的情況後與其他整合騎士一起著手整頓人界防衛事宜，期間發現被桐人與尤吉歐所擊敗的騎士雖然戰敗，但卻充滿堅定的信念，認為在戰場中可能會找到自己所缺乏的事物而自廌上前線。
在東之大門的防衛戰中，擔任人界守備軍第二部隊左翼位置的指揮官，但因缺乏自信而擅離職守躲在後方補給部隊的帳篷之中，卻偶遇負責保護桐人的羅妮耶和緹潔。補給部隊遭受襲擊時，看到桐人雖然處於心神喪失的狀態但仍渴望保護羅妮耶和緹潔，且被尤吉歐殘留在藍薔薇之劍中的搖光記憶鼓勵（動畫版為想起摯友逝世時的記憶和遺言），理解到「即使生命逝去，回憶依然存在」後，挺身對抗入侵的山地哥布林部隊，甚至成功發動武裝完全支配術。擊敗哥布林部隊後，跟里涅爾和費賽爾一起返回崗位，其後為保護桐人、羅妮耶和緹潔三人而自願加入遊擊部隊。在應對拳鬥士部隊時，遵循貝爾庫利的指示率領部隊進行埋伏的準備，但因瓦沙克率領暗黑騎士部隊偷襲部隊後方而中止作戰。部隊被亞絲娜救下後，在會議中得知現實世界和「右眼的封印」的存在，還有貝庫達的目的。桐人在與加百列的交戰中使用「夜空之劍」的記憶解放術時，透過祈禱傳達自己的心念力量給桐人支援他對抗加百列。
在四帝國之大亂時，和謝達、桐人、亞絲娜一起討伐前來攻打中央聖堂的南帝國皇帝，並以記憶解放術殺死皇帝。
在Moon Cradle 篇中，向緹潔求婚。雖然一度被拒絕，但兩人最終仍是結為連理。
在人界曆時代末期，自願接受深度凍結。

風縫（Kazenui）
整合騎士連利的所屬飛龍。
里涅爾·辛賽西斯·推尼耶特（Linel Synthesis Twenty-eight，聲：木野日菜）
下位整合騎士，雙人組整合騎士「恐怖雙胞胎」之一，編號為「28」。
持有由魯貝利爾毒鋼製成的毒短劍，以紅木栗為劍鞘。戰鬥風格主要以單發劍技和極高的殺人技巧為主，懂得使用神聖術。
本身由中央聖堂的神父和修女在最高祭司的命令下所生的孩子之一，是在最高祭司亞多米尼史特蕾達的復活神聖術實驗中存活下來的兩人之一。在殺死前任整合騎士28號後，強迫元老長任命其為「見習整合騎士」。由於出生於中央聖堂而無需接受「合成祕儀」修改記憶，但天命仍遭到凍結而停留在小女孩的狀態。
為了獲得神器和飛龍而在50層埋伏桐人與尤吉歐兩人，對尤吉歐下毒並打算在法那提歐及四旋劍面前殺死兩人。然而，在下手前早已被桐人警覺識破，桐人假裝中毒後，待雙人組拖著桐人與尤吉歐抵達50層後趁機取走毒劍，劃傷雙人組手臂使她們中毒倒地。在桐人與法那提歐對決結束後，尤吉歐以桐人取自雙人組的解毒劑為其解毒。
由於曾輕易刺殺整合騎士，所以缺乏對整合騎士團的敬重。在觀看桐人、尤吉歐和整合騎士的戰鬥中，見識到真正的強大。
在Alicization Underworld大戰篇中，被騎士長貝爾庫利告知最高祭司和元老長的死訊、元老院的真相、最高祭司企圖犧牲約一半人界的人民來量產巨劍魔像的計劃後大受打擊，但為了應對暗黑界軍隊的侵略而與其他整合騎士一起著手整頓人界防衛事宜。在東之大門的防衛戰中，跟謝達和費賽爾一起擔任人界守備軍第二部隊右翼位置的指揮官。人界誘餌部隊出征後，在法娜提歐的指揮下與剩餘的兵力和騎士一起鎮守東之大門。桐人在與加百列的交戰中使用「夜空之劍」的記憶解放術時，透過祈禱傳達自己的心念力量給桐人支援他對抗加百列。大戰後成為正式的整合騎士，並得到飛龍「鄙消」和符合其身材的盔甲，經常在人界統一會議情報局長夏歐的指示下到處收集情報。
在人界曆時代末期，自願接受深度凍結。

網路版為小男生，文庫版為小女生。
鄙消（Hinageshi）
整合騎士里涅爾的所屬飛龍。
費賽爾·辛賽西斯·推尼奈（Fizel Synthesis Twenty-nine，聲：小原好美）
下位整合騎士，雙人組整合騎士「恐怖雙胞胎」之一，編號為「29」。
持有由魯貝利爾毒鋼製成的毒短劍，以紅木栗為劍鞘。戰鬥風格主要以單發劍技和極高的殺人技巧為主，懂得使用神聖術。
本身由中央聖堂的神父和修女在最高祭司的命令下所生的孩子之一，是在最高祭司亞多米尼史特蕾達的復活神聖術實驗中存活下來的兩人之一。在殺死前任整合騎士29號後，強迫元老長任命其為「見習整合騎士」。由於出生於中央聖堂而無需接受「合成祕儀」修改記憶，但天命仍遭到凍結而停留在小女孩的狀態。
為了獲得神器和飛龍而在50層埋伏桐人與尤吉歐兩人，對桐人下毒並打算在法那提歐及四旋劍面前殺死兩人。然而，在下手前早已被桐人警覺識破，桐人假裝中毒後，待雙人組拖著桐人與尤吉歐抵達50層後趁機取走毒劍，劃傷雙人組手臂使她們中毒倒地。在桐人與法那提歐對決結束後，尤吉歐以桐人取自雙人組的解毒劑為其解毒。
由於曾輕易刺殺整合騎士，所以缺乏對整合騎士團的敬重。在觀看桐人、尤吉歐和整合騎士的戰鬥中，才見識到真正的強大。
在Alicization Underworld大戰篇中，被騎士長貝爾庫利告知最高祭司和元老長的死訊、元老院的真相、最高祭司企圖犧牲約一半人界的人民來量產巨劍魔像的計劃後大受打擊，但為了應對暗黑界軍隊的侵略而與其他整合騎士一起著手整頓人界防衛事宜。在東之大門的防衛戰中，跟謝達和里涅爾一起擔任人界守備軍第二部隊右翼位置的指揮官。人界誘餌部隊出征後，在法娜提歐的指揮下與剩餘的兵力和騎士一起鎮守東之大門。桐人在與加百列的交戰中使用「夜空之劍」的記憶解放術時，透過祈禱傳達自己的心念力量給桐人支援他對抗加百列。
大戰後成為正式的整合騎士，並得到飛龍「閒割」和符合其身材的盔甲，經常在人界統一會議情報局長夏歐的指示下到處收集情報。
在人界曆時代末期，自願接受深度凍結。

網路版為小男生，文庫版為小女生。
閒割（Himawari）
整合騎士費賽爾的所屬飛龍。
愛麗絲·辛賽西斯·薩提／愛麗絲·滋貝魯庫
上位整合騎士，編號為「30」，詳細資訊請參照「愛麗絲·辛賽西斯·薩提／愛麗絲·滋貝魯庫」。
艾爾多利耶·辛賽西斯·薩提汪／艾爾多利耶·威魯茲布魯克（Eldrie Synthesis Thirty-one／Eldrie Woolsburg，聲：益山武明）
上位整合騎士，編號為「31」，是人界曆380年的「四帝國統一大會」冠軍。愛麗絲與迪索爾巴德的徒弟。持有整合騎士團的制式劍和神器「霜鱗鞭」，戰鬥風格主要以單發劍技和鞭法為主，懂得使用神聖術。原本是北帝國諾蘭卡魯斯騎士團代表，一等爵士家出身的貴族。父親是帝國騎士團的將軍艾修特魯·威魯茲布魯克，母親是亞魯梅拉·威魯茲布魯克。在公理教會的「教育」下，認為是暗黑界的存在導致母親長期患病，故而想成為整合騎士。其父本身更希望他繼承將軍之位。
剛成為整合騎士時，曾經一度不甘心敗給比自己更年輕的愛麗絲，但在看到愛麗絲為雪狩（雌性飛龍，滝刳和雨緣的母親）下葬時悼念的情況，憶起自己對母親的思念。因此，他對師傅愛麗絲的獨占欲，是源自自身對「母愛」的渴求。桐人打開了愛麗絲的心扉後，更因此感到懊悔，甚至妒忌被愛麗絲照顧心神喪失的桐人。
受愛麗絲之託，在中央聖堂的1層玫瑰園埋伏越獄的桐人與尤吉歐，並與兩人交手。兩人曾試圖觸發其在「合成祕儀」的影響下被消除的重要記憶（對母親的記憶），但被迪索爾巴德阻撓，其後被元老長深度凍結石化。
在Alicization Underworld大戰篇中，石化解除後被騎士長貝爾庫利告知最高祭司和元老長的死訊、元老院的真相、最高祭司企圖犧牲約一半人界的人民來量產巨劍魔像的計劃後大受打擊，但為了應對暗黑界軍隊的侵略而與其他整合騎士一起著手整頓人界防衛事宜。儘管是少數知道「合成祕儀」存在的騎士，但後來為了應對戰爭和人界的事務而暫時隱瞞關於整合騎士出身的真相。
在視察北之洞窟時偶然發現在附近隱居的愛麗絲，嘗試說服愛麗絲重返整合騎士團但失敗，且不願看見擊敗最高祭司的叛逆者桐人變成愛麗絲的累贅。愛麗絲帶著桐人與人界軍會合時，更因此與她發生了爭論，但在貝爾庫利的調停下才得以平息。
在東之大門的防衛戰中擔任人界守備軍第一部隊左翼位置的指揮官，但因敵軍成功通過自己所率領的部隊而大受打擊。人界誘餌部隊出征後，原本在法娜提歐的指揮下與剩餘的兵力和騎士一起鎮守東之大門。但為了掩護誘餌部隊而擅離職守，期間曾因之前的失誤而自暴自棄，甚至抱有與愛麗絲一起葬身於戰埸的想法，但被尤吉歐殘留在藍薔薇之劍中的搖光記憶所提點後意識到自己心胸狹窄。之後以「霜鱗鞭」的記憶解放術將暗黑術師們針對部隊整體所召喚的攻擊術式——死詛蟲強制移轉到自身而受到致命性的重創（天命削減至負50萬）（動畫版為天命歸零時被被尤吉歐殘留的搖光記憶從背後推了一把），死前對愛麗絲抱有佔有欲一事向她道歉，最後安詳地在愛麗絲的懷裏消逝，為第二位於戰爭中陣亡的整合騎士。
滝刳（Takiguri）
整合騎士艾爾多利耶的所屬飛龍，雄性，愛麗絲的飛龍「雨緣」是雙胞胎妹妹，已故的母親名為「雪狩」。艾爾多利耶去世後追隨愛麗絲。在天命耗盡前，與雨緣一起被桐人變回龍蛋。
尤吉歐·辛賽西斯·薩提滋／尤吉歐（Eugeo Synthesis Thirty-two／Eugeo）
上位整合騎士，編號為「32」，詳細資訊請參照「尤吉歐」。
緹潔·休特里涅·薩提滋／緹潔·休特里涅（Tiese Schtrinen Thirty-two／Tiese Schtrinen）
下位整合騎士，編號為「32」，詳細資訊請參照「緹潔·休特里涅」。
羅妮耶·阿拉貝魯·薩提斯里／羅妮耶·阿拉貝魯（Ronie Arabel Thirty-three／Ronie Arabel）
下位整合騎士，編號為「33」，詳細資訊請參照「羅妮耶·阿拉貝魯」。
貝爾切·哈連茲·弗提／貝爾切·哈連茲（Belche）
整合騎士團第三代團長，編號為「40」。貝爾庫利與法娜提歐的兒子，由於貝爾庫利出身的哈連茲家族已經斷絕後裔，所以繼承父親昔日的姓氏，為復興後的哈連茲家族第二代當家。小時候在法娜提歐忙碌時，由羅妮耶和緹潔負責照顧他。喜歡身處於高處，每次哭鬧時都要被法娜提歐拋高來逗他笑。

#### 中央聖堂
亞多米尼史特蕾達（Administrator，聲：坂本真綾（日本）；傅其慧（台灣））
公理教會最高祭司猊下，原名為「桂妮拉」，兩個領主家庭政治聯姻後生出的女子。性格貪婪且支配慾強，其觀察力極為敏銳，擅長看穿別人的弱點。
在幼時被擔任領主的父親賦予神聖術師的天職，在不斷的探索後發現神聖語為系統指令的秘密，並通過不斷殺死自然生物獲得能操縱高系統指令操縱權限的經驗值，最終建立公理教會，並擔任最高女祭司，而且為免人們發現神聖語的秘密，以及防止人民透過殺傷生物獲得提高系統權限所需的經驗值，而制定了《禁忌目錄》。之後她除了處理公理教會的事務外，她還消耗其近乎一生的時間不斷鑽研神聖術。
在約80歲時，因自身設定壽命將至時而臥病在床上，但仍不斷嘗試各種術式，最終成功調出所有系統指令的清單。之後不但把自己的身體返老還童和變成不老不死的狀態，並將自身各權限都設定為最高數值。將Cardinal系統整合到自己的搖光上後，把自己的姓名改為「亞多米尼史特蕾達」，意為Underworld的管理員，並以神明般的姿態君臨人界，導致人界的社會陷入近乎停滯的狀態。由於Cardinal系統的檢錯核心經常在她情緒動搖時控制她身體「自殺」，雖然每次失敗但為壓制檢錯核心而研究能操縱搖光的技術，因而將違反指數高或觸犯禁忌目錄的人們作為實驗品進行實驗，最終在約100歲時開發出「合成祕儀」並封鎖自身部分情緒，藉此封鎖Cardinal系統的檢錯核心。在約150歲時因自身搖光的記憶容量將達到上限，而將一名擁有較高神聖術操縱權限的普通少女莉賽莉絲招攬並試圖將其改造成其自身，但因改造期間的時差導致被整合到自身的Cardinal系統的檢錯核心在改造體成功獲得操縱時機。改造體（卡迪娜爾）與亞多米尼史特蕾達激戰後，逃入亞多米尼史特蕾達原來用於保存自身多餘記憶的隱藏圖書館中。
為了提防卡迪娜爾的偷襲、鎮壓可能突破禁忌目錄的人和為以後最終負荷實驗的考慮，而研發出敬神模組，並將過去的實驗品改造成絕對忠誠的護衛——整合騎士。之後更不斷將違反違反《禁忌目錄》或於四帝國統一大會中奪冠的人也改造成整合騎士，為己所用；還設定了自己的身體，使自己的皮膚不會被任何金屬物品傷害。後來為了抵抗最終負荷實驗的闇之國軍隊入侵而開發出巨劍魔像，並企圖犧牲約一半人界的人民來進行量產。
此外，為了解決記憶容量的問題，必須長期處於睡眠的狀態，然後再刪除自身多餘的記憶，以避免重蹈覆轍而造就出另一個卡迪娜爾。
最終被桐人和尤吉歐在卡迪娜爾的協助下，以卡迪娜爾、尤吉歐和愛麗絲記憶碎片等人犧牲的情況下被重創，在欲逃離Underworld時被垂死的裘迪魯金抓住而同歸於盡。
之後為了應對戰爭，她與裘迪魯金的死亡事實和所作所為都被整合騎士團所暫時隱瞞，但中央聖堂的部分修道士已發現該事實。異界戰爭和四帝國之大亂後，她的死亡事實被人界統一會議所隱瞞。人界的皇帝、貴族和民眾都認為亞多米尼史特蕾達仍然處於休眠期，卻不知她已經去世的事實。
據貝爾庫利所推測，其生前一直都在主動追求適合自己身份的死法——不論如何掙扎都無法擊敗的敵人，才會預見到自己的死亡。
後來被桐人稱為Underworld中最任性的人。
卡迪娜爾（Cardinal，聲：丹下櫻）
中央聖堂大圖書館第一代司書，原名為「莉賽莉絲（Lyceris）」，聖托利亞城中一名家具製造師的女兒。
被亞多米尼史特蕾達召見並清除了原有搖光以植入亞多米尼史特蕾達的複製搖光，在改造途中因為時差使Cardinal系統的檢錯核心及時獲得莉賽莉絲軀體的控制，並與亞多米尼史特蕾達激戰，但因身高體形的差距而不敵，其後逃至原亞多米尼史特蕾達所創造的隱藏圖書館，並將圖書館的門上鎖和消除，而被逼關在圖書館裡，以逃避亞多米尼史特蕾達的追殺。之後在數百年的時間裡等待能幫助其打敗亞多米尼史特蕾達的人出現，期間為免搖光的記憶容量達至上限，而將自身百分之九十七的記憶全部刪除。此外，還將自己的使魔分散到人界各地收集情報，但一直都無功而返。
直到得知基加斯西達被砍掉的傳聞後，命令使魔夏洛特調查。之後找到桐人與尤吉歐，在兩人前往央都聖托利亞期間得知他們打算成為整合騎士，並發現桐人為不受《禁忌目錄》束縛的外來者，而暗中給予他們很多支援，並預料桐人可能會因違反《禁忌目錄》或於四帝國統一大會中奪冠等理由而來到中央聖堂，準備了各種安排以避免亞多米尼史特蕾達捷足先登。桐人與尤吉歐被整合騎士迪索爾巴德追擊時把兩人帶到自己身處的圖書館中。其後與桐人交流情報和達成協議後，為他們提供各種支援如教導兩人武裝完全支配術和給予他們兩把以自身頭髮作為素材所製成的短劍。
對於最終負荷應付辦法是搶下亞多米尼史特蕾達的實權後將整個Underworld直接刪除，桐人把這意旨像安樂死。
得知巨劍魔像是由人界居民變換而成的真相後，知道自己會因「Code 871」的限制而無法傷害變成巨劍魔像的人民。面對戰力上的差距且為了保護桐人與大家，而決定以自願被亞多米尼史特蕾達殺死作為條件，要求她不要傷害桐人等人並放過他們。在死前幫助尤吉歐將他和藍薔薇之劍合成白色大劍，並將愛麗絲原有記憶的碎片整合到劍上後，在桐人懷裡消逝。
儘管整合騎士中只有愛麗絲見過她，但整合騎士團已視她為另一位最高祭司兼大圖書館司書，同時也被愛麗絲視為賢者般重視。由於桐人和尤吉歐是在她的命令下與犯下重罪的亞多米尼史特蕾達為敵，加上兩人初次違反《禁忌目錄》是以救人為目的，所以無法對他們定罪。
夏洛特（Charlotte，聲：本名陽子）
卡迪娜爾的蜘蛛使魔，至少生存了200年。在監察任務中，幫助了桐人和尤吉歐不少。過去亞多米尼史特蕾達為獨掌人界的戰力，而命令整合騎士殺死大部分神獸、魔獸和巨獸等不願服從公理教會的生物。當時夏洛特也是目標之一，但被卡迪娜爾救下而逃過一劫，其後被凍結天命，成為她的使魔之一。桐人在修劍學院所栽種的賽菲莉雅花被破壞時，不但安慰桐人並教授他心念的訣竅，使他能讓瀕死的賽菲莉雅花延命開花，甚至在與最高祭司對決時大派上場。最後為了拖延足夠時間讓尤吉歐召喚出卡迪娜爾，而與巨劍魔像戰鬥及被其所殺。
裘迪魯金（Chudelkin，聲：高木渉）
亞多米尼史特蕾達的心腹、公理教會元老長。矮胖滑稽的男子，知道公理教會的真相。人格卑劣且醜惡，把屬下的整合騎士都只當成道具並用數字編號稱呼。
桐人與尤吉歐對抗公理教會時，以深度凍結把部分戰敗的整合騎士石化。桐人與愛麗絲雙雙掉落塔外，且尤吉歐擊敗了貝爾庫利而把連利從石化狀態中喚醒。之後，出現在尤吉歐和貝爾庫利面前，表示戰敗的貝爾庫利已沒有利用價值而將其石化，並將暫時失去意識的尤吉歐帶到亞多米尼史特蕾達的臥室中。尤吉歐冰封了桐人與愛麗絲後親自處理兩人，但兩人自行解除冰封並把裘迪魯金逼入絕境，而逃回上層。與桐人等人交戰時以術式壓制愛麗絲，但被尤吉歐利用他對亞多米尼史特蕾達的執著心轉移注意力，再被桐人以心念強化的劍技所擊殺。在亞多米尼史特蕾達欲逃離Underworld時，以火炎纏身的垂死狀態抓住她而同歸於盡。之後為了應對戰爭，他與亞多米尼史特蕾達的死亡事實和所作所為都被整合騎士團所暫時隱瞞。
艾莉·托魯姆（Airy，聲：M・A・O）
操控升降盤的升降員，人界統一會議成立後於工廠工作，後來成為整合機士團第一機龍工廠第一代廠長。負責將人從中央聖堂51層送到80層的少女，擅長使用風素。初遇桐人與尤吉歐時（人界曆380年5月），向兩人表示自己已經從事該天職107年。由於「合成祕儀」删除她大部份記憶，所以連自己的名字也忘記，後來桐人為她起名為「艾莉」，並利用心意幫她完成用升降盤在空中自由飛翔的夢想。傳聞她的年齡跟整合騎士迪索爾巴德差不多。異界戰爭後，因協助升降盤自動化的改良工程，所以決定在中央聖堂的工廠工作。
在Unital Ring 篇中，招待進入中央聖堂最上層的桐人等人。除了告知桐人等人UW的部分歷史和解除石化的方法，還讓桐人和耶歐萊茵使用機龍前往行星亞多米娜。受惠於星王開發的記憶壓縮術，使她不需要沉睡來避免記憶超出負荷的情況。
阿優哈·芙莉亞（Ayuha Julia）
神聖術師團第一代團長，茶色頭髮，五等爵士出身。在Underworld大戰中，曾經被安排到人界誘餌部隊裡，負責治療傷者。與賽魯卡、索妮斯共同研究出深度凍結術。
曾接受愛麗絲有關神聖術術式的教導，視對方為自己的神聖術導師，因此也十分用心傳授畢生所學給愛麗絲的妹妹賽魯卡。
索妮斯·芙莉亞（Sones Julia）
中央聖堂大圖書館第二代司書，阿優哈的妹妹，也是亞絲娜、羅妮耶、緹潔等人在中央聖堂的神聖術教師。負責解讀卡迪娜爾留下在圖書館中記載的術式。
夏歐·修卡斯（Shao Shukas）
人界統一會議情報局局長，有著剪短到女性極限的深茶色頭髮。
哈娜（Hana）
前最高祭司亞多米尼史特蕾達的專屬廚師，現在替中央聖堂提供料理。
有時會與亞絲娜交換料理心得。
海伊那古（Hynag）
中央聖堂飛龍廄舍長。

#### 四帝國
庫魯加·諾蘭卡魯斯六世
諾蘭卡魯斯北帝國皇帝。四帝國之大亂時，被緹潔與羅妮耶殺死。因謎樣原因而以米尼翁的姿態復活。在第二年為了讓人界與暗黑界再次爆發戰爭而綁架歐羅伊的三名哥布林同伴，並於皇帝直轄領地的宅邸裡將之合成為融合型米尼翁。被桐人打敗後自盡，作為身體其中一個核心的紅寶石也不知去向，而作為另一個核心的戒指則被中央聖堂的神術師團保管和研究。
傑普斯
諾蘭卡魯斯北帝國皇帝侍從長。四帝國之大亂時被人界軍討伐，後來卻原因不明地以米尼翁的姿態復活。在第二年聽命於庫魯加皇帝殺了前私有領地農民椏贊，在皇帝直轄領地的宅邸裡與羅妮耶和緹潔戰鬥後，落敗而亡。
何薩伊卡·伊斯塔巴利耶斯
伊斯塔巴利耶斯東帝國皇帝。四帝國之大亂時，被涅魯基烏斯與恩特基爾殺死。因謎樣原因而以米尼翁的姿態復活。在第二年於黑曜岩宮擄走莉潔妲，提出若不將桐人處刑就撕票的威脅，並以未知方式進入第50層的皇帝寶座。被謝達及羅妮耶砍斷雙手後墜樓而消亡。
阿魯達列斯·維斯達拉斯五世
維斯達拉斯西帝國皇帝。四帝國之大亂時，皇宮被法娜提歐的記憶解放術給燒毀，因此是四位皇帝中唯一沒有找到屍首的人。
實際上也並未在四帝國之大亂身亡，後來也透過傀儡師製造米尼翁「復活死者」（把不完整的死者搖光放入以米尼翁方式製造和生前外表一樣的「身體」），在暗黑界發動叛亂，開啟「黑皇戰爭」。雖然叛亂在人界曆475年被平息，但其後代子孫仍在阿德米娜建造叛軍基地，企圖復辟。

#### 暗黑界／闇之國
皇帝貝庫達／加百列·米勒（Vector／Gabriel Miller）
闇之國皇帝。參照私人軍事服務公司「GlowgenDS」「加百列·米勒」。
暗黑騎士瓦沙克／瓦沙克·卡薩魯斯（Vassago Casals）
暗黑騎士，貝庫達（加百列）的副官，參照「瓦沙克·卡薩魯斯」。
畢庫斯魯·烏魯·夏斯達（Viksul Ur Shasta，聲：東地宏樹）
暗黑騎士團現任暗黑將軍，十侯之一。持有歷代暗黑將軍所傳承的神器級佩刀「朧霞」，為Underworld裡自初期便存在的武器，屬性為「水」。
其師傅（前任暗黑將軍）為首個與整合騎士長貝爾庫利對決後，仍然能夠存活的人。當時前任暗黑將軍雖然手臂被砍掉，但同時從貝爾庫利身上領悟到能夠超越「無想太刀」的「心念太刀」。為了讓作為徒弟的夏斯達能夠習得心念太刀，而命令夏斯達把自己砍死，使後來夏斯達為免讓別人背負殺死師傅的罪惡感而拒絕收徒弟。
之後與貝爾庫利對決時，實力得到對方的賞識和認同，並從對方的說話中領悟到「殺意的心念」是遜色於其他正面的心念。其後成為闇之國少有的理性派，試圖尋找與人界和平共處的方法。在得知人界最高祭司的死訊後一度試圖策畫政變殺掉主戰派的四位諸侯，並打算與人界整合騎士團議和，但多年未曾現身的皇帝貝庫達（加百列）旋即出現在皇座並宣布對人界發動全面戰爭。
得知戀人莉琵雅為了協助自己的理念而貿然進行暗殺皇帝的行為失敗而被殺後，本欲在大殿上發難欲除掉貝庫達，卻遭到暗殺公會頭領暗算，臨死前以心念發動了記憶解放術，但面對貝庫達只有渴求靈魂快感的內心下而毫無作用，最後反被其吞噬。
在桐人對加百列使出二刀流技能「星爆氣流斬」時，與莉琵雅以記憶影像的狀態現身，並要桐人捨棄「殺意的心念」。
蒂伊·艾·耶爾（D.I.L，聲：甲斐田裕子）
暗黑術師公會總長，十侯之一。企圖取得人界最高祭司「不老不死」的秘技，並且打算成為世界之王。然而，因暗黑界皇帝貝庫達的降臨而暫時作罷，且打算以「光之巫女」向皇帝換取帝位。相當鄙視半獸人族，稱他們為「豬玀」。大戰時被愛麗絲重創，後來因侮辱利魯匹林等半獸人而被莉法砍死。
伊斯卡恩（Iskahn，聲：八代拓）
拳鬥士公會第10代冠軍，十侯之一，異界戰爭後成為暗黑界的司令官。在戰爭期間因發現貝庫達將整支暗黑界軍隊的性命視如廢紙，而對他的命令和行動感到無法接受。之後為免「右眼的封印」的影響而自毀右眼。大戰過後擔任暗黑界的司令官，但同時也是暗黑界實際上的領導者，與人界簽訂和約。與謝達結婚，兩人育有一女莉潔妲。
在Moon Cradle 篇中，因被桐人告知暗黑界居民在人界旅遊時被捲入殺人事件一事，而與謝達一起處理相關事務。
利魯匹林（Rirupirin，聲：榎木淳彌）
半獸人族族長，十侯之一。對作為半獸人的自己較人族醜一事而感到自卑。為了拯救「有史以來第一個對其釋出友誼之手的人族人」莉琺而成功突破「右眼的封印」（據菊岡所言，利魯匹林以情緒迴路突破限制，其性能仍遜色於以理論迴路突破限制的「A.L.I.C.E.」。）。之後率領半獸人族與莉琺共同奮戰，並救下被美國玩家們所圍攻的拳鬥士部隊與整合騎士謝達等人。
連基爾·奇拉·司科波（Lengil Gira Scobo，聲：水內清光）
商工公會頭領，十侯之一，戰力最低的一位。認為沒有金錢解決不到的事，但面前其他十候和不受金錢、利益誘惑的人顯得十分弱小。
酷畢力（Kubiri，聲：後藤弘樹）
平地哥布林族族長，十侯之一。因被哈卡西抓住而被捲入暗黑將軍夏斯達靠心念發動的記憶解放術而死。
哈卡西（Hagashi，聲：鹿糠光明）
山地哥布林族族長，十侯之一。有17個兒子。被捲入暗黑將軍夏斯達靠心念發動的記憶解放術而死。
夫薩（Fusa，聲：原澤晃綺）
本名「費留斯·薩爾加迪斯（Ferius Sargatis）」，暗殺者公會頭領，十侯之一，性格膽小。小時候跟暗黑將軍夏斯達為同一所學校的同學，被當時的夏斯達擊敗後因無法接受屈辱而投河自盡，後被暗殺者救起並成為奴隸，其後學習各種暗殺和毒藥的知識並成為暗殺者公會的頭領。長年以來，對夏斯達心存怨恨，在其對貝庫達發難時予以暗算，卻遭捲入夏斯達靠心念發動的記憶解放術而死。
西古羅西古（Sigrosig，聲：星野貴紀）
巨人族首領，十侯之一。在東之大門的戰役中，因險些被法娜提歐的武器強化術殺死而對她心生畏懼，但同時卻無法接受作為巨人族的自己害怕作為人族的法娜提歐的事實，而半陷入靈魂崩壞的狀態。不但敵我不分地進行攻擊，還無意中發動了心念，使法娜提歐暫時失去活動能力。後來因殺害了「四旋劍」之一的達基拉，而被盛怒的法娜提歐以武裝完全支配術斬殺。
弗魯咕魯（Furgr，聲：遠藤大智）
食人鬼族族長，十侯之一，性格負責任感。因愛麗絲使出的術式而重傷，在她面前提到貝庫達說的「光之巫女」。本人表示不怨恨愛麗絲，並對她表示雙方都有各自要承擔的責任。為了自己的種族而要抓住愛麗絲時，被對方一擊砍死。
西勃利（Shibori，聲：山根雅史）
平地哥布林族新族長，新任十侯之一。在東之大門的戰役中，與部下一起利用屍體欺騙迪索爾巴德，使失去冷靜的迪索爾巴德把箭矢耗盡，但被迪索爾巴德以自身佩劍作為箭矢發動的武裝完全支配術燒死。
柯索吉（Kosogi，聲：真木駿一）
20歲，山地哥布林族新族長，新任十侯之一，哈卡西的兒子。擁有良好的觀察力，且頭腦聰明。愛麗絲擊退入侵盧利特村的部隊後，被部隊成員告知人界整合騎士的實力，而決定不會正面迎戰整合騎士。在東之大門的戰役中，利用「打火蟲」製成的球體捏碎後製造出煙霧率領山地哥布林衝進了人界。在補給部隊中與連利對決時，因看穿神器「雙翼刃」的缺點而多次破解連利的攻擊，但最後被連利使出的記憶解放術殺死。
莉琵雅·扎恩克爾（Lipia Zankale，聲：千本木彩花）
暗黑騎士，地位為騎士團的第11位。夏斯達的副官，同時也是未婚妻。孤兒出身，把自己大部份的薪酬都捐助孤兒院。夏斯達向她求婚後，因皇帝貝庫達（加百列）的現身並宣布對人界發動全面戰爭，而於當晚前往其寢居企圖暗殺，失敗後被掐碎頸骨而死，其搖光記憶被貝庫達以心念吞噬，其後更被斬首示眾。在桐人對加百列使出二刀流技能「星爆氣流斬」時，顯示出自己與夏斯達的心念的記憶影像。
優特（Yotte，聲：大内茜）
嬌小的女拳鬥士，被整合騎士謝達擊敗。
達巴（Danpa，聲：宮園拓夢）
拳鬥士，伊斯卡恩的助手。為了幫助伊斯卡恩越過懸崖而犧牲一條手臂。
連茱（Renju，聲：大西沙織）
女性半獸人族，利魯匹林的遠親，豪族家的公主騎士。在貝庫達的命令下，自願犧牲自己與屬下三千名半獸人的生命，為暗黑術師公會提供黑暗力，最後死於暗黑術師所使用的「死詛蟲」術式。
屋卡奇（Ugachi，聲：高口公介）
平地哥布林族，試圖入侵人界的平地哥布林族隊長，被桐人以劍技「音速衝擊」殺死。
阿布利（Aburi）
平地哥布林族，屋卡奇的部下。在屋卡奇被斬殺後，報上姓名並表示要殺死桐人和尤吉歐，但被桐人以同一招劍技殺死。
魔利卡（Morica，聲：最上嗣生）
半獸人族大將。襲擊盧利特村時，被愛麗絲以武裝完全支配術殺死。
凱伊·由·維伊
暗黑術師公會新總長，女性術師，實力完全比不上前總長蒂伊，戰前在公會僅排名第十位。
歐羅伊（Oroi）
山地哥布林族的男性，鋸齒丘的烏波利一族出生。與朋友來到了人界觀光，但在其旅館房門前發現了一把刀，而被誤會為殺人兇手。之後在人界統一會議調查下還其清白，得以安然回到故鄉。
莉潔妲（Liezetta）
伊斯卡恩與謝達的女兒，為首名人界人與暗黑界人的混血兒。其名字裡的「莉」是取自於被半獸人和拳鬥士們視為神明般崇敬的「綠之劍士」莉法。

#### 200年後的Underworld
羅蘭涅·阿拉貝魯（Rolanne Arabel，聲：近藤玲奈）
整合機士，整合機士團藍玫瑰中隊的隊員，行動代號為「藍玫瑰74」，為絲緹卡·休特里涅的搭檔，初登場時（星界曆582年10月）為15歲。暱稱「羅蘭」，羅妮耶·阿拉貝魯的第七代子孫，長相與羅妮耶相似。
平常是一個經常沉默寡言的女孩子，在操作機龍時則更加冷漠，但其喜歡飆速的個性比絲緹卡更加嚴重。
與絲緹卡自11歲起共同擔任機士，在宇宙軍基地工作；12歲時與絲緹卡在星界統一武術大會決賽中平手論而奪得雙冠軍；雖然15歲時曾於比試中以二對一方式與絲緹卡一起被耶歐萊茵擊敗，但她與絲緹卡的潛在資質被耶歐萊茵認為遠在自己之上，甚至被桐人認為遠超二百年前四帝國統一大會中的天才。
在星界曆582年10月時，和絲緹卡前往亞多米娜時遭遇神話級宇宙獸深淵之恐懼襲擊，卻被再次潛行Underworld的桐人及愛麗絲與亞絲娜三人所得救。之後招待他們到其家中做客，直至3人離開（登出）。
在Unital Ring 篇中，於星界曆582年12月時桐人因其心意引起風波而被拘留後，收到弟弟費魯西的聯絡，而和絲緹卡、耶歐萊茵團長一起救出被拘留的桐人。移送途中，目睹桐人突然之間消失（被神代凜子強制登出）。在桐人等人再度潛行後，眾人登上中央聖堂80層，以解除賽魯卡和祖先的封印和取回星王專屬機龍。
絲緹卡·休特里涅（Stica Schtrinen，聲：石原夏織）
整合機士，整合機士團藍玫瑰中隊的隊員，行動代號為「藍玫瑰73」，為羅蘭涅·阿拉貝魯的搭檔，初登場時（星界曆582年10月）為15歲。暱稱「絲緹」，緹潔·休特里涅和連利的子孫，長相與緹潔相似。
與羅蘭涅自11歲起共同擔任機士，在宇宙軍基地工作；12歲時與羅蘭涅在星界統一武術大會決賽中平手論而奪得雙冠軍；雖然15歲時曾於比試中以二對一方式與絲緹卡一起被耶歐萊茵擊敗，但她與羅蘭涅的潛在資質被耶歐萊茵認為遠在自己之上，甚至被桐人認為遠超二百年前四帝國統一大會中的天才。
在星界曆582年10月時，和羅蘭涅前往亞多米娜時遭遇神話級宇宙獸深淵之恐懼襲擊，卻被再次潛行Underworld的桐人及愛麗絲與亞絲娜三人所得救，同時還看到了尤吉歐的記憶影像出現在桐人身後。之後招待他們到其家中做客，直至3人離開（登出）。
在Unital Ring 篇中，於星界曆582年12月時桐人因其心意引起風波而被拘留後，收到弟弟費魯西的聯絡，而和絲緹卡、耶歐萊茵團長一起救出被拘留的桐人。移送途中，目睹桐人突然之間消失（被神代凜子強制登出）。在桐人等人再度潛行後，眾人登上中央聖堂80層，以解除賽魯卡和祖先的封印和取回星王專屬機龍。
耶歐萊茵·哈連茲
整合機士團現任團長兼Underworld全軍現任總司令官（星界曆582年），羅蘭涅和絲緹卡的上司，初登場時（星界曆582年12月）為20歲，被桐人暱稱。其長相、喜好都與尤吉歐十分的相似。姓氏來自養父歐巴斯的家族，但和貝爾切的子孫沒有血緣關係。自幼便體弱多病，據說為保護皮膚不受陽光直接照射而戴上面具。
小時便於下課後自己練習劍術，升上幼年學校四年級後其義姊有時會指導他劍術，後來更教授他神聖術和心念。
被桐人視為星界曆時代的強者之一，16歲時為「帝立修劍學院」首席，同年於星界統一武術大會中奪冠而特例畢業、進入宇宙軍；20歲時曾於比試中以一對二方式擊敗羅蘭涅與絲緹卡兩人。在星界曆582年4月時，被前任團長指定繼任團長的職位。
在12月時，桐人因其心意引起風波而被拘留後，和羅蘭涅、絲緹卡一起救出被拘留的桐人。移送途中，目睹桐人突然消失（被神代凜子強制登出）。在桐人再度潛行後，在茶會上互相了解對方的情況和兩個世界的情報，答應會提供協助。眾人登上中央聖堂80層，以解除賽魯卡的封印和取回星王夫婦的專屬機龍。隨後和桐人一起前往阿多米尼星，調查當地政府，發現托科卡與神秘部隊在亞多米娜中非法囚禁神獸並進行兵器開發的實驗研究。
目前和黑皇帝黨派交戰中被抓走。
費魯西·阿拉貝魯
羅妮耶·阿拉貝魯的第七代子孫，羅蘭涅的弟弟，初登場時（星界曆582年12月）為9歲。
自三年前開始學習劍術時便因不明原因一直無法使出劍技效果，使其缺乏自信而於最近三個月都沒有上學。
在家中遇到剛潛行Underworld的桐人等人後，告知他們UW在200年間的部分歷史。之後獲得桐人贈送以心念將家中燭台改變而成的小型單手長劍作鼓勵。但桐人的心念引起了風波，而不得不聯絡姊姊羅蘭涅，拜託她救出被拘留的桐人。
諾古蘭·阿拉貝魯
羅蘭涅和費魯西的父親，爵士，在北聖托利亞行政府就職。
羅謝琳·阿拉貝魯
羅蘭涅和費魯西的母親，前整合機士，現在於宇宙軍基地就職。
拉吉·克因特
Underworld 宇宙軍洋蘭中隊二級操士，同時也是整合機士團候補生。阿滋利卡的子孫，父親與祖父都是宇宙軍的軍人。
按照耶歐萊茵的命令，親自護送再次潛行UW的桐人到宇宙軍聖托利亞基地。本人並不知道桐人的身份，認為桐人是從其他國家暗訪人界的特使。
在上完整合機士團當天的術式課後偶遇耶歐萊茵，並協助他查閱資料。後來黑皇帝勢力進攻宇宙軍聖托利亞基地時與三式米尼翁交戰，但因傷口沾染米尼翁的血液而中毒，無法活動。
歐巴斯·哈連茲
星界統一會議現任議長（星界曆582年），Underworld地面軍前任司令官，耶歐萊茵的養父，貝爾切的子孫，貝爾庫利與法娜提歐的第七代子孫，哈連茲家族現任當家。除了養子耶歐萊茵外，還育有2個親生兒子和1個女兒，其中長女21歲就成為黑耀軍副司令，是親生子女中最具天賦成為下任當家的人選。和妻子一起將耶歐萊茵視如己出，作為習武之人及執政者都深得耶歐萊茵的尊敬。對耶歐萊茵以20歲之齡成為整合機士長一事感到高興，但此事也導致和在地面軍任職的長子關係緊張。
托科卡·伊斯達爾
隸屬黑皇帝勢力的人物，容貌秀麗的中性打份而性別不詳，與耶歐萊茵是舊識，被他暱稱「科卡」。
被桐人視為星界曆時代的強者之一，雖然曾於人界統一武術大會決勝賽中被耶歐萊茵擊敗但其實力可匹敵耶歐萊茵。戰鬥風格不擇手段，主要以劍技為主，且其射擊技巧高超（曾以手槍試作品於百米之外的距離射中桐人），且懂得使用神聖術和心念，能使用心念無效化空間的武裝完全支配術。
桐人與耶歐萊茵在行星亞多米娜中，發現他與神秘部隊在亞多米娜中非法囚禁神獸並進行兵器開發的實驗研究。

### 「RATH」職員
菊岡誠二郎
RATH和Alicization計劃的負責人。參照「菊岡誠二郎」。
神代凛子（Koujiro Rinko，聲：小林沙苗）
東都工業大學重村研究室出身，茅場晶彥大學時期的後輩，亦是其戀人，2026年7月時為28歲。自身也是個優秀的研究者，以茅場留下的資料開發了醫療用完全潛行設備Medicuboid。SAO事件發生後，從和茅場交往的過程中推斷出其下落，打算找出對方並將其殺死，但最後卻無法下手，並照顧他直到SAO被破關為止。
於ALO事件後與和人會面，在聽到程式「The Seed」的存在與茅場的遺言後，向他表示「若心中還有憎恨以外的心情的話」就任憑其處置。本來是要被當成茅場的共犯一同問罪，但因為茅場生前在她體內裝入炸彈（神代凛子知道炸彈不會爆炸）而被無罪釋放。
在Alicization篇中，正於美國加州理工學院埋頭進行研究，過著不問世事的生活。在收到明日奈要求幫忙的訊息後毅然回國，並利用身分將明日奈一同帶入Ocean Turtle。之後從菊岡與比嘉兩人口中得知Alicization計劃的真相。
在Alicization Underworld 大戰篇中，由於美國傭兵部隊襲擊Ocean Turtle而與明日奈跟菊岡等人一起在副控制室中避難。在菊岡「假死」後接替菊岡成為Alicization計劃的目前檯面上負責人，居住在六本木分部的員工宿舍，並照顧愛麗絲現實世界的起居。和人與愛麗絲得到能再次連結到Underworld世界的線路（IPv4網絡位址）後，主動協助桐人、明日奈與愛麗絲三人再次在Underworld世界中潛行。
比嘉健（Higa Takeru，聲：野島健兒）
菊岡誠二郎的助手，Alicization計劃的開發主任，STL的開發者。東都工業大學重村研究室出身，是茅場、凛子與須鄉在大學時的學弟，愛慕神代凛子。身材瘦小，戴著無框眼鏡，穿著動漫人物的T恤，怎麼看都不像是個科學家，但實際上是個智商高達140的天才。其出身於韓國的友人在服兵役時因在伊拉克的炸彈恐怖襲擊而陣亡的緣故，所以加入了Alicization計劃，打算使戰爭無人化。
由於美國傭兵部隊襲擊Ocean Turtle，與菊岡一起封鎖主控制室控制台的控制權限，但期間偶然發現桐人使用Underworld的「第一（內部）系統控制台」跟現實世界取得聯絡並告知菊岡。
在Alicization Underworld 大戰篇中，在與菊岡等人一起避難到副控制室並確認狀況與桐人的狀態後，讓亞絲娜以超級帳號潛行UW。從六本木分部的聯絡中得知美國傭兵的計劃後，讓莉法與詩乃以超級帳號潛行UW，並與神代凛子一起轉移日本玩家的帳號，使他們能潛行UW並支援人界軍。襲擊事件結束後，起初對Underworld產生出意料之外的人事物（亞多米尼史特蕾達、武裝完全支配術、心念系統及心靈年齡近二百歲的桐人與亞絲娜）感到畏懼，但在刪除桐人和亞絲娜於UW裡近二百年的記憶前，偷偷複製桐人的搖光（在菊岡與凛子兩人的監督下，只能暗中複製一個人的搖光）。後來，偷偷在家中與桐人的人工搖光——星王桐人討論UW要面對的問題與對策。由於想知道桐谷和人與茅場晶彥兩人的複製品相遇後的發展，所以願意替他聯絡於網路世界中下落不明的模擬茅場晶彥思考的程式。
安岐夏樹（Aki Natsuki，聲：川澄綾子）
護士。SAO攻略完成後，和人在復健期間認識的美人護士，實際上是日本自衛隊的一員，並有「二等陸曹」（相當於「陸軍中士」）的階級。在幽靈子彈篇中，受菊岡的委託負責於醫院監察和人潛行GGO時的生理狀況。
在Alicization篇中，於Ocean Turtle上繼續看護使用STL治療中的和人，並向來探望和人的明日奈表明自己自衛隊的身份。在Alicization Underworld 大戰篇中，由於美國傭兵部隊襲擊Ocean Turtle而與菊岡等人一起在副控制室中避難，並繼續看護和人與明日奈兩人的身體。
柳井（Yanai，聲：沼田祐介）
Alicization計劃的一員，原須鄉伸之部下，是ALO中化身蛞蝓進行人體試驗的兩名科學家之一，同時是美國國家安全局的內應，代號為「Rabbit」。
在妖精之舞篇中，與同事一起在ALO中以蛞蝓的虛擬體對約300名SAO生還者（除了被軟禁的亞絲娜外）進行大腦控制的人體試驗。在觀察實驗品的狀態時，偶然抓到剛逃脱籠子的亞絲娜，在須鄉的命令下把她關回籠子並更改密碼，然後返回崗位。須鄉的人體試驗曝光後，把一切的罪責都推卸給同事，藉此逃過警方的調查。
之後，與部分RECT的職員一起被RATH所招募，但同時卻利用須鄉的人脈關係與美國國家安全局達成協議，在RATH中當內應以賺取大量金錢和於美國的理想職位。期間為拖延Alicization計劃的進度，而對人工搖光設下程式「Code 871」（與自己的姓氏“柳井”諧音），導致計劃最後偏離了原本預定的結果。在某次獨自值班時，偶然發現亞多米尼史特蕾達與現實世界的聯絡，而偷偷以STL潛行Underworld中與其會面，卻被對方誘惑洗腦而對她產生愛慕之情並成為她的後盾。
美國傭兵部隊襲擊Ocean Turtle時，與其他職員一起到副控制室中避難。由於知道亞多米尼史特蕾達已去世，而與比嘉健一起行動，打算阻止比嘉恢復桐人的搖光。在槍擊比嘉後，被凜子丟下的東西擊中腦門並從維修梯上摔落而死。（動畫則改為凛子丟下一個扳手，造成柳井失足摔落而死。）
平木（Hiraki，聲：高橋伸也）
RATH六本木分部職員，但本人不知道Alicization計劃等機密。在直葉與詩乃到訪六本木分部後，以電話聯絡菊岡。
中西（Nakanishi，聲：鷲見昂大）
RATH工作人員，一等海尉（相當於海軍上尉）。

### 「Glowgen DS」突擊隊
加百列·米勒（Gabriel Miller，聲：石田彰、釘宮理惠〈幼少期〉）
美國私人軍事服務公司的技術長（網路版為美國陸軍的中尉）。從小受到父母影響而熱愛研究昆蟲，但其實是喜愛研究靈魂。
小學時曾因青梅竹馬、同時也是女朋友的愛麗西亞·克林格曼（Alicia Klingerman，聲：茅野愛衣）要搬家，便以針刺入其腦幹內導致死亡。但在愛麗西亞死亡那一瞬間，感覺到對方的靈魂飄入自己體內而得到巨大的快感，從此變得更愛研究靈魂。
網路版中，高中時在父母親所住的別墅縱火並導致雙親死亡，因而繼承父母從事研究且獲得的大筆遺產，之後便放棄研究生物、加入軍隊。從軍的目的是為了能夠合法殺人，還曾在美伊戰爭中大開殺戒（此段從軍為網路版劇情，於文庫版刪除）。為了研究無痛楚死亡使靈魂不會消失並脫離肉體，在SAO事件發生後曾花了大筆金錢透過黑市購買SAO犧牲者的NerveGear，請工程師改造內部構造後，綁架無辜平民並強迫其戴上，使其因NerveGear發出的超強力電磁波而死亡。但這方法因為受綁架者內心的恐懼，導致靈魂在脫離後無法滯留在人間而失敗。SAO事件發生後，想要綁架攻略組的成員進行靈魂脫離的實驗。
事實上是詩楠提到的第1屆和第4屆BoB大賽冠軍「Satorizer（Subtilizer）」。因詩楠抵死不從的態度而對其產生強烈興趣，甚至花了許多心力調查詩楠的真實身分。
接到NSA的委託，得知日本自衛隊在海上的研究設施Ocean Turtle和Soul Translator的相關情報。因之前研究靈魂接連失敗，而對STL和人工搖光產生極大的興趣，表面上同意並加入Ocean Turtle襲擊行動，私下策劃行動結束後將其餘人員滅口並帶著Light Cube藏身於第三世界國家。
親自帶領11名突襲隊員佔領Ocean Turtle與設施中的主控制室與第一STL室。為捕獲愛麗絲以超級帳號04「闇神貝庫達」潛行Underworld，身兼闇之國皇帝。與突襲隊員於UW集結闇之國五萬兵力，於現實世界集結五萬名VRMMO美國玩家、四萬名VRMMO中國及韓國玩家以「暗黑騎士」帳號潛行UW，發動對人界的全面戰爭。
由於原本的超級帳號被騎士長貝爾庫利捨身一擊打倒而無法使用，隨後將其在GGO的帳號轉移後重新潛行UW。在與桐人交戰時，被桐人的二刀流劍技「星爆氣流斬」及尤吉歐殘餘搖光記憶追加藍薔薇之劍一擊，並加上UW世界十幾萬人的心念被強行灌輸身體造成分裂而沖天爆體擊倒（被強制登出），在現實世界中因其搖光受到大量資訊衝擊而精神受損，於精神彌留之際見到親手殺死過的無數生命變化為包括愛麗西亞在內的怨靈前來索命，心生強烈恐懼隨即靈魂崩壞而死。
瓦沙克·卡薩魯斯（Vassago Casals，聲：小山剛志〈動畫版〉／岡本信彥〈動畫版·15歲時期〉／藤原啟治〈遊戲版〉）
SAO紅色公會「微笑棺木」的發起人。生父為日本人（網路版為韓國人），生母為拉丁美洲人。取名為「瓦沙克」（為所羅門七十二柱魔神的第三位魔神），因瓦沙克被稱為「地獄王子」，譯成英文為，便以其縮寫「PoH」為SAO中的角色名稱。
口才伶俐，能流利使用至少三種語言。宣揚着「既然是死亡遊戲，那麼殺人便是理所當然」的激烈思想，讓不少原本只搶奪金錢或道具的犯罪玩家走上瘋狂殺人的歧途，可讓紅色玩家誕生的罪魁禍首。最喜歡看著同胞之間互相殘殺是他創立「微笑棺木」僅有的一個理由。使用短劍的技術可謂天才級，愛用的武器名為「殺友菜刀」，是能輕易貫穿重裝甲的魔劍。當每次決勝時，都會說口頭禪，而赤眼的沙薩等幹部都愛模仿他這句話。在微笑棺木討伐戰後便下落不明，但事實上就是故意洩漏微笑棺木本部所在地給攻略組而導致討伐戰發生的幕後黑手。
文庫版中，父親有一個先天腎功能不全的孩子，他用左腎換來去日本的護照和機票，但因年齡限制，日本沒有孤兒院可收留他，只能被隸屬極道的韓裔犯罪組織收留，在完成九次暗殺工作後接到第十個任務——潛行進入SAO中殺死現實世界無法接近的暗殺對象。在進入SAO後發現SAO玩家都是自己所憎恨的亞洲人而覺得自己「得到了解放」。登出SAO後因組織不願支付報酬而把組織的頭領殺死並奪走金錢，回到美國後以獲得新身分為條件被格羅金電子公司雇用而成為其專屬的戰鬥人員，因其擁有對於完全潛行環境的絕佳適應力，而升格為該項目的教官。視桐人與亞絲娜等攻略組玩家為最理想的獵物，但打算殺死他們前因SAO已被攻略而喪失機會，使其於登出SAO後感到空虛。
網路版中，出生後即被生父拋棄、母親因為嫁給一個日本貿易公司社長而把他帶去日本同住，雖然家境優渥但卻是內心貧乏，在得到NerveGear和SAO時覺得自己「得到了救贖」。在進入SAO前因染上嚴重的大麻毒癮而逃至美國，以獲得新身分為條件被格羅金電子公司雇用而成為其專屬的戰鬥人員。
在Alicization篇中，因其擁有對於完全潛行環境的絕佳適應力而跟隨加百列·米勒攻佔日本自衛隊的Ocean Turtle，並在加百列指示下切斷了設施的主電源，導致桐人的搖光被電流通過。在Alicization Underworld大戰篇中，使用STL以暗黑界皇帝副官「暗黑騎士」的帳號潛行Underworld，與加百列一起下令暗黑界軍隊進攻人界。在東之大門的戰役後，親自率領部分暗黑騎士偷襲人界誘餌部隊並佔上風，但被剛潛行UW的亞絲娜所消滅。得知亞絲娜出現在UW後，推測桐人可能也在UW中而將SAO的帳號轉移後重新潛行UW並以抹黑日本人的手段鼓吹受民族情緒影響的大量中韓玩家潛行UW，使支援人界軍的日本玩家全軍覆沒，並於亞絲娜等人面前表明當時泄露「微笑棺木」本部位置的人正是自己本人，目的是為了讓桐人等攻略組玩家背負PK殺人的罪惡感。之後以殺友菜刀吸收「遺體」（源自於已被強制登出的玩家和Underworld人）所釋放的大量神聖力（空間資源）轉為自己的力量，雖被亞絲娜以聖母聖詠11連擊挖了一個大洞但仍不死（因殺友菜刀不斷供應神聖力給PoH），繼續煽動中韓玩家互相殘殺並威脅亞絲娜等人。被甦醒的桐人擊敗後，表明要在現實世界中對他和亞絲娜不利，而被桐人以「夜空之劍」的記憶解放術變成了一棵大樹，期間被困在極限加速狀態的UW中約四十年的時間，因忍受不了長期無法活動的狀態而靈魂崩壞，現實世界中的肉身嚴重衰老，美國傭兵部隊撤退時發現其「遺體」下落不明。
PS Vita《虛空斷章》中出現的PoH為「虛空資料」，以「高階測試玩家」的身分再度襲擊桐人和菲莉亞，最後被桐人所打敗。
克里達（Critter，聲：千葉一伸）
特攻隊成員，Glowgen DS裡Cyber Operation部門的駭客。與瓦沙克的關係惡劣。在加百列與瓦沙克潛行Underworld後跟兩人取得聯絡，中斷聯絡後按照計劃把FLA倍率逐步降低（動畫版為於指定時段把FLA倍率立即降低到1倍）。當FLA倍率降低到1倍時，偽造假的遊戲封測網站招募（誘騙）約5萬名美國玩家以「暗黑騎士」的帳號潛行UW。
作戰失敗後，為免被滅口而於撤退前偷偷從Ocean Turtle中帶走一枚記憶卡作為與NSA交涉的談判籌碼，其後因發現瓦沙克的「遺體」失蹤而感到不安。
布里克（Brigg，聲：上田燿司）
特攻隊成員，中東戰場回來的傭兵，與漢斯在被Glowgen僱用之前長年組成的搭檔。個性好戰。與克里達在光纖導管那裡檢查時，拿著突擊步槍朝上面開了三槍，被菊岡誠二郎從上面朝下開的兩槍擊中而死亡。
漢斯（Hans，聲：松本保典）
特攻隊成員，中東戰場回來的傭兵，與布里克在被Glowgen僱用之前長年組成的搭檔。說話口氣帶有女性氣息。在潛入小隊撤退時留了下來，於茅場晶彥去拆除炸彈時朝二衛門開槍，被趕到的菊岡開槍擊中而死亡。
夏克（Shack，聲：林大地）
特攻隊成員。
弗格森（Ferguson）
美國私人軍事服務公司的營運長。
達利歐·吉利亞尼（Dario Giliani）
美國海軍上校，海狼級核動力攻擊潛艦「吉米·卡特」號的艦長。載運加百列等人登上Ocean Turtle。
格思里
海狼級核動力攻擊潛艦「吉米·卡特」號的副艦長。

### 其他國家玩家
Moon Phase／趙月生（聲：SOUNGDOK）
20歲，大學二年級，新羅帝國的玩家。在推特看到訊息後，在遊戲裡被公會成員桓雄要求下載用戶端程式並潛行Underworld，在大戰中是少數有注意到事情不對勁的韓國玩家。動畫版中是莓莓香／王麗要求下載用戶端。
桓雄、明完、Helix
新羅帝國的玩家們，和趙月生是公會成員，要求趙月生下載用戶端程式並潛行Underworld。
莓莓香／王麗（聲：岩井映美里）
動畫原創配角。住在中國上海市的女性玩家，趙月生的網友。在大戰中是少數有注意到事情不對勁的中國玩家。

## UR（Unital Ring）
波藍（Boran）、摩庫立（Mocri）、鐵力
ALO玩家。因等級低的關係而能在UR繼續使用原來的裝備。原本為了交換情報、食物和住宿而與桐人的團隊交涉。後因摩庫立的臨時提議而偷襲對方的團隊，遭到反擊而滅團。角色被刪除，無法再次登入UR。
卓普（Chap）、多安（Doan）、天恩、嘎斯（Garth）、梅鐸（Mayto）
因等級低的關係而能在UR繼續使用原來的裝備。原本為了交換情報、食物和住宿而與桐人的團隊交涉。後因摩庫立的臨時提議而偷襲對方的團隊，遭到反擊而滅團。角色被刪除，無法再次登入UR。
姆塔席娜·姆伊姬莉（Muta Sina）
《虛擬研究會》的領導者，以攻略UR為目標。對聯誼會的參加者施加暗屬性魔法《不詳者的絞輪》，強迫眾人攻擊桐人鎮。在兩軍交戰時，桐人破壞其法杖後，魔法自動解除。
以不明方式登入Underworld，自稱是舊四帝國皇帝的後人，在幕後指點黑皇勢力，挑起對星界議會的戰爭。
現實世界的身份疑為神邑橣（在《加速世界》中，其長女White Comose是《加速研究社》的領導者，兩者似乎存在關聯。網名的英文倒轉排列後，即為「橣」的植物名稱）。
伊斯達爾（Istal）
《虛擬研究會》的成員兼軍師，以攻略UR為目標。
疑似是微笑棺木的軍師，在SAO時期一直在幕後指導公會成員用各種方式殺人，卻從不出面親自下手的綠色記號玩家，於公會被滅時下落不明。
以不明方式登入Underworld，自稱是舊四帝國皇帝的後人，挑起對星界議會的戰爭。

### NPC
伊賽魯瑪（Iserma）
巴辛族的女戰士，現遷居至桐人鎮。使用厚實彎刀。
塔吉爾（Tajir）

## 現實世界的人物

### 桐人的家族
桐谷翠（Kirigaya Midori，聲：遠藤綾）
直葉的母親，和人的養母兼阿姨，電腦雜誌編輯。和人會迷戀電腦和網路遊戲，有很大部分是受她影響。和人的親生母親鳴坂葵的妹妹。姊姊和姊夫車禍死後，收養了外甥和人當養子。和人因於10歲時發現自己的電子戶口被修改過並發覺自己的身世，而使她與丈夫十分驚訝。
在Alicization Underworld大戰篇中，美國傭兵襲擊Ocean Turtle事件結束後，與家人一起在RATH六本木分部了解和人的狀況。在8月1日，與家人一起觀看愛麗絲的媒體直播專訪。愛麗絲在桐谷家借宿一宵時招待愛麗絲，期間與家人討論著和人的將來，和人不但放棄之前入讀美國大學的打算，還決定高中畢業後就讀茅場晶彥曾經就讀的東都工業大學。與丈夫表示尊重和人的決定。
桐谷峰嵩（Kirigaya Minetaka，聲：咲野俊介）
直葉的父親，和人的養父兼姨丈，長期在國外出差。不是和人的親生父親，妻子的姊姊和姊夫車禍死後，收養了姨甥和人當養子。和人因於10歲時發現自己的電子戶口被修改過並發覺自己的身世，而使他與妻子十分驚訝。
在Alicization Underworld大戰篇中，美國傭兵襲擊Ocean Turtle事件結束後，與家人一起在RATH六本木分部了解和人的狀況。在8月1日，與家人一起觀看愛麗絲的媒體直播專訪。愛麗絲在桐谷家借宿一宵時招待愛麗絲，期間與家人討論著和人的將來，和人不但放棄之前入讀美國大學的打算，還決定高中畢業後就讀茅場晶彥曾經就讀的東都工業大學。與妻子表示尊重和人的決定，並告知愛麗絲和人也是這世界的英雄（解放SAO的「黑色劍士」）。其後被和人建議最好趕快出售所有與「GlowgenDS」相關的股票。
鳴坂行人（Narusaka Yukito）
和人的親生父親，桐谷翠的姊夫，直葉的姨丈。
鳴坂葵（Narusaka Aoi）
和人的親生母親，桐谷翠的姊姊，直葉的姨媽。

### 亞絲娜的家族
結城彰三（Yuuki Shouzou，聲：山路和弘）
和浩一郎的父親，大型電子用品製造商「RECT」的前CEO。是個因為忙於工作而疏於照顧家庭的人，結果導致結城家的親戚彼此之間只用功利看待關係，也未能看清須鄉的本性。打算讓須鄉與仍處在昏迷中的明日奈結婚(戶籍上收為養子)，理由是看中他在開發與經營方面有著不錯的能力而想把女兒託付給他。但其妻京子對此安排實為不滿。
在須鄉引發ALO事件后引咎退休，把公司交給長子浩一郎打理。辭職後對自己未能看清須鄉的本性而有些後悔。與和人在明日奈還在ALO中被囚禁時就已在病房見面而認識，之後常與他交換電子信件討論事情，並認可了兩人交往的事情。
在Alicization Underworld大戰篇中，美國傭兵襲擊Ocean Turtle事件結束後，與家人一起在RATH六本木分部了解明日奈的狀況。得知女兒的狀態後十分憤怒，並表示要對RATH提出起訴，但在妻子的說服下才打消念頭。在8月1日，與家人一起觀看愛麗絲的媒體直播專訪。
結城京子（Yuuki Kyouko，聲：林原惠）
和浩一郎的母親，以49歲之齡取得教授地位的人物。個性嚴格，對因為SAO事件而導致女兒不得不脫離精英階層轉到現在的SAO生還者專門學校這點感到不滿。
在聖母聖詠篇中，因為自己出身貧窮，所以討厭出身一般的和人与明日奈交往，並要求女兒按照規劃的路線追求豪門，但明日奈利用其對過去的思念，在新生ALO中和母親故鄉相似的22層樹屋，表明自己對和人的追求与堅持自己的意願，最终放棄對女兒的要求。在劇場版《序列爭戰》結尾，與送明日奈回家的和人見面。
在Alicization篇中，明日奈跟神代凜子一起前往RATH前，早已察覺到女兒不尋常的舉動，但仍親自為她送別。在Alicization Underworld大戰篇中，美國傭兵襲擊Ocean Turtle事件結束後，與家人一起在RATH六本木分部了解明日奈的狀況。丈夫表示要起訴RATH時，說服他使其打消念頭，並相信女兒一定會蘇醒。在8月1日，與家人一起觀看愛麗絲的媒體直播專訪。
結城浩一郎（Yuuki Kouichirou，聲：間島淳司）
的兄長，在父親引咎辭職後擔任「RECT」的CEO，本作中只有名字登場，後在劇場版《無星夜的詠嘆調》中正式登場。因為在SAO事件發生前買了NerveGear與SAO的遊戲軟體，後被明日奈借去玩而造成她被困在SAO之中的始作俑者。本人則是才剛買到沒多久就因公長期出差，所以連遊戲都未接觸過。認可和人與妹妹交往，還允許和人直呼他的名字，但作為妹妹的明日奈不太適應此舉動。
在Unital Ring篇中，由於收到和人的電郵而允許妹妹使用自己的網路線路，使妹妹能隱瞞母親於深夜潛行UR。

### 西莉卡的家族
綾野鐵彥（Ayano Tetsuhiko）
西莉卡的父親。似乎是電腦工程師，生日為2月6日。按照西莉卡的祖父以元素周期表起名的方式，因為鐵元素的元素序數為26，而其生日為2月6日所以名字中帶有鐵字，并由於同樣的原因替女兒起名為珪子。

### 其他相關人物
遠藤（Endou，聲：日笠陽子）
詩乃的同學、不良少女。因得知詩乃是單獨一個人住而接近她，以朋友之名加以利用。後來被詩乃發現本意而絕交，遠藤卻因不甘心而探查出詩乃過去的心靈創傷，常常以此要脅詩乃。
大澤祥惠（Osawa Sachie，聲：白川万紗子）
大澤瑞惠的母親。詩乃所經歷的強盜事件中被強盜用槍指著的郵局職員，是被和人聽說了詩乃的過去後找來，並在艾基爾所開設的咖啡廳裡與女兒一起和詩乃見面並向其道謝。
大澤瑞惠（Osawa Mizue，聲：長谷川雅）
大澤祥惠的女兒，今年（2025年）4歲。
佐田明代（Sada Akiyo，聲：小林沙耶香）
結城家的女管家，雖然明日奈從很久以前就告訴佐田直接叫她的名字就好了，但是佐田一直沒有改口。佐田還有兩個孩子，分別上小學和中學，但她要在結城家一直工作到結城家開始吃晚餐才能回家，所以沒辦法好好的照護孩子。明日奈對此也向結城京子提出過建議，讓她做好晚飯放在那裡就好，但京子並沒有允許。
倉橋（Kurahashi，聲：木內秀信）
有紀（紺野木綿季）的主治醫師，對Medicuboid抱持深厚期望。在聖母聖詠篇中，為了讓木綿季可以使用通訊設備體驗上課環境而與和人有所交流。為了與木綿季交談，會使用醫院中的AmuSphere登入ALO。在劇場版《序列爭戰》中，明日奈失憶後為她進行檢查，並向和人和明日奈提供意見。
神邑橣
神邑（Kamura）企業創辦人的女兒。原本就讀明日奈初中時就讀的私立永恆女子學院高中部（初中時不是就讀永恆女子學院，而是在高中時轉學升讀的），後為了體驗生活，在高中畢業前，作為交流生，轉學至SAO歸還者學校。雖然和明日奈同級，但兩人基於不同班別而缺乏交情，轉學前僅在電子業界團體聚會上見過面。
在《加速世界》中，是黑雪公主(黑羽早雪)和White Cosmos(黑羽苑珠)的生母，丈夫是神邑企業的研究員。

## 遊戲原創角色
斯朵蕾雅（Strea，聲：三澤紗千香）
初登場於《無限瞬間》的女角色，身高169cm，体重不明，三围B96／W60／H89，生日为11月6日。真身是與結衣相同的MHCP程式，代號為MHCP2號STREA，是結衣的妹妹（但就身高的形象而言，兩姊妹是完全相反的）。在《虛空斷章》登場時為「艾恩葛朗特」第100層的BOSS之一。在後續遊戲中皆有登場，ALO中種族設定為大地精靈。在千年後的世界中，與梅丹佐、結衣一起建構桐人理想中的虛擬世界。
艾貝利希／須鄉伸之（Alberich／Sugou Nobuyuki，聲：子安武人）
初登場於《無限瞬間》的男角色。真實身分為ALO腦部實驗的始作俑者「須鄉伸之」，擁有名為「超級帳號」的GM系統權限。在《虛空斷章》中亦有登場。
參看奧伯龍。
菲莉亞／竹宮琴音（Philia／Takemiya Kotone，聲：石川依）
初登場於《虛空斷章》的女角色，身高154cm，体重不明，三围B82／W57／H83，生日为2008年3月31日。PSVita「虛空區」原創劇情裡的角色，因75層桐人和希茲克利夫戰鬥時發生的系統障礙而被傳送至虛空區時被桐人意外所救的女玩家。在後續遊戲中皆有登場，ALO中種族設定為影精靈。
於《刀劍神域劇場版 -Progressive- 陰沉薄暮的詼諧曲》客串，第五層舉辦跨年晚會，於人群一旁。
賽玟／七色·阿爾沙文（Seven／Nanairo Alsharvin，聲：金元壽子）
初登場於《失落之歌》的女角色，身高135cm，体重30kg，三围B63／W50／H66，生日为11月18日，初登场时12岁，種族設定為音樂精靈。公會「三葉草」的領導人之一。現實世界中是虹架失散已久的12歲妹妹，姐妹倆的名字「虹架」與「七色」相互呼應，俄羅斯籍的父親與日本籍的母親離異後跟隨父親移居美國。知名天才科學家，以跳級美國麻省理工學院第一名之姿畢業，被喻為若茅場晶彥代表「黑暗」，其則代表「光明」。在後續遊戲中皆有登場。
伶茵／枳殻虹架（Rain／Karatachi Nijika，聲：高木美佑）
初登場於《失落之歌》的女角色，身高158cm，体重44kg，三围B80／W58／H84，生日为6月21日，初登场时17岁，種族設定為小矮妖。使用兩把單手劍的玩家，拥有OSS“千刃剑雨”，被稱為「騙子」。現實世界中是七色失散已久的姊姊，姐妹倆的名字「虹架」與「七色」相互呼應，俄羅斯籍的父親與日本籍的母親離異後跟隨母親回到日本。SAO的生還者之一。在後續遊戲中皆有登場。
皇／住良木陽太（Sumeragi／Sumeragi Ryouta，聲：竹内良太）
初登場於《失落之歌》的男角色，身高176cm，体重62kg，三圍B83／W69／H88，初登场时18岁，種族設定為水精靈，拥有OSS“提爾的独臂”，公會「三葉草」的領導人之一，少數使用現實世界本名當做角色名的玩家。作為守護賽玟的劍士，現實世界亦為七色博士的助手。在《加速世界VS刀劍神域 千年的黃昏》中亦有登场。
Black Lotus／黑雪公主（Black Lotus／Kuroyukihime，聲：三澤紗千香）
小說《加速世界》的女主角，初登場於《失落之歌》的女角色。因為錯誤的量子糾纏而進入了本作中，並以Accel Assault 2038的對戰虛擬體「黑雪Lotus」與桐人短暫交手。其後於《加速世界VS刀劍神域 千年的黃昏》正式登場並與桐人交手，似乎沒有曾經與桐人交戰的記憶。
普蕾蜜亞（Premiere，聲：巽悠衣子）
初登場於《虚空幻界》的女角色，生日為12月5日。一位黑色短髮的神祕少女，右眼下有一顆痣。是完全潛行VRMMORPG遊戲《Sword Art Origin》中的NPC。原本是沒有名字的，被亞絲娜取名為Premiere（普蕾蜜亞）。真實身分是SAO背景故事中，行使「大地切斷」的兩位女神之一。在正常情況下，應該要與緹兒一起行使「大地切斷」，創造艾恩葛朗特。但他違抗了系統，使緹兒一人只能強制行使，造成地面支離破碎，也有許多NPC死亡。在與桐人等人相處的期間，逐漸擁有了近似於人類的感情，也在最後表達對桐人的感情。DLC中，與桐人等人一起協助緹兒前往特異點斬斷了緹兒孤獨的未来。在《奪命凶彈》中亦有登场。
傑涅西斯／大槻久弥（Genesis／Ootsuki Hisaya，聲：興津和幸）
初登場於《虛空幻界》的男角色，身高178cm，體重69kg，三圍B92／W75／H90，初登場时19歲。
緹兒（Tia，聲：巽悠衣子）
初登場於《虚空幻界》的女角色，未来的样子身高161cm，体重50kg，B86／W61／H88，生日为12月5日，外貌20岁。與普蕾蜜亞長得很像，判別方法是看右眼下是否有痣，有痣的是普蕾蜜亞，沒有的則是緹兒。真實身分是SAO背景故事中，行使「大地切斷」的另一位女神。原本是沒有名字的，被傑涅西斯命名為緹兒。在傑涅西斯的影響下，與普蕾蜜亞意見發生分歧，獨自一人行使「大地切斷」，創造艾恩葛朗特。在最終戰之後，消失在桐人一行人面前。DLC中，受到特异点影响外形变成了未来的样子，在桐人等人的协助下前往特异点斩断了自己孤独的未来。
零（Zero，聲：巽悠衣子）
初登场于《虚空幻界》的女角色，和普蕾米亚长相、服裝相同的NPC少女。貌似什么都不知道，总是在学习新的词汇，因为对词汇的意思了解不是很透彻，因此在运用词汇的时候总是会闹一些笑话和误会。名字來自官方人工智能少女育成計劃「CODE ZERO：PREMIERE」。
里希特／新川恭二（Richter／Shinkawa Kyouji，聲：花江夏樹）
初登場於《虚空幻界》的男角色。
參看新川恭二。
佩索娜·梵貝爾（Persona Vabel，聲：伊藤加奈惠）
初登場於《加速世界VS刀劍神域 千年的黃昏》的女角色。是這故事中的幕後黑手，其真實身份是千年後的結衣。她為了解脫失去桐人和亞絲娜的痛苦（身為人類的兩人無法存活的像結衣那麼久），所以戴上面具，以黄昏魔女的身份回到過去企圖抺殺過去的自己。
當桐人一行人抵達千年後的世界時，為阻止桐人妨礙「結衣已死」的事實覆蓋到自己身上而裝備「災禍之鎧」，成為第七代Chrome Disaster，名為「Calamity Vabel」。後来桐人在斯朵蕾雅和梅丹佐幫助下，把她和過去的結衣融合在一起，帶回新生ALO的世界中。
另請參看結衣。
愛梅莉亞（Amelia）
初登場於《加速世界VS刀劍神域 千年的黃昏》的女角色，種族設定為貓妖。
阿爾法系統（ArFA-sys，聲：山本和臣、峰田大夢、雨澤祐貴（男）／高森奈津美、古川由利奈、三宅麻理惠（女））
初登場於《奪命凶彈》的角色。全名為「ArFA-System Type-X A290-00」，主角的支援AI機器人。
紅葉／高峰红叶（Kureha／Takamine Momiji，聲：佐倉綾音）
初登場於《奪命凶彈》的女角色，身高161cm，体重52kg，三围B80／W59／H85，生日为11月10日，初登场时19岁。主角的青梅竹馬。第四屆BoB的第十名。
潔莉絲卡／星山翠子（Zeliska／Hoshiyama Midoriko，聲：能登麻美子）
初登場於《奪命凶彈》的女角色，身高172cm，体重60kg，三围B95／W60／H88，生日为5月6日，初登场时25岁。
黛西（Daisy，聲：三上枝織）
初登場於《奪命凶彈》的女角色。潔莉絲卡所持有的阿爾法系統Type-X。
伊茲奇／狭井雪嗣（Itsuki／Sai Yukitsugu，聲：鈴木達央）
初登場於《奪命凶彈》的男角色，身高181cm，体重75kg，生日为4月1日，初登场时24歲。第四屆BoB的第五名。
巴薩特·喬（Bazalt Joe，聲：小山力也）
初登場於《奪命凶彈》的男角色。
沛東（Python，聲：桐井大介）
初登場於《奪命凶彈》的男角色。
利耶布爾（Lievre，聲：鬼頭明里）
初登場於《奪命凶彈》的女角色，エネミーアファシス事件的黑幕。
梅蒂娜·奧爾堤那諾斯（Medina Orthinanos，聲：岡咲美保）
初登場於《彼岸遊境》的女角色，身高160cm，体重51kg，三围B88／W62／H88，生日为10月8日。二等爵家「奧爾堤那諾斯家」第九代當家的少女。基本上個性沉穩，但一進入戰鬥便會判若兩人變得十分好戰。為了洗刷「奧爾堤那諾斯家」的汙名，將鍛鍊自我立下戰功視為自己的使命。
赫西利安（聲：福山潤）
初登場於《彼岸遊境》的男角色，亞多米尼史特蕾達的狂熱信徒，企圖煽動並利用梅蒂娜來讓亞多米尼史特蕾達再次復活。
洛葛（聲：天崎滉平）
初登場於《彼岸遊境》的男角色，作為DLC「Matricaria」追加的原創角色。
小春／本多小春（Koharu／Honda Koharu，聲：小澤亜李）
初登埸於《關鍵鬥士》中的女主角，三圍B80/W58/H80，體重「秘密！」，身高160cm，生日是2008年2月23日
雖為前SAO封閉測試玩家，但SAO是她第一個遊玩的完全潛行VR遊戲並於封測時與主人公相遇，以接受戰鬥指導為契機，和主人公成為朋友並約定要於遊戲正式服務時再會。
遊戲正式營運再度與主人公相遇但因自己已經忘記戰鬥技巧而再次向主人公請教，在第1層「原始草原」與主人公練習戰鬥技巧時與桐人、克萊因相識，隨後桐人幫忙開導小春更加細膩的戰鬥技巧。到了傍晚當克萊因打算結束遊戲去享受披薩的時候發現遊戲退出鍵消失，隨後大家一同被強制傳送至第1層「起始的城鎮轉移門廣場」，茅場晶彥宣布遊戲正式為死亡遊戲時，小春心理崩潰。
主人公在一片慌亂之中帶著小春來到靜謐的地方打算讓她冷靜下來。主人公安慰小春時與亞魯戈相識並從她那裡得到情報得以快速發展。主人公與小春共同經歷一系列的困難，並在以幫助幸為契機，與迪亞貝爾相識後，接受迪亞貝爾的邀請參與第1層頭目攻略戰，主人公從此便與小春共同踏上了攻略艾恩格朗特的征程。
在第61層攻略，微笑棺木成員趁主人公與小春沒有防備時對小春附上該樓層詛咒，其詛咒有「兩段式系統執行」，執行附身至玩家後10秒進行下個系統執行正式被詛咒，其效能在解決該樓層頭目後使附身玩家轉化為下一個頭目，就此影響了整體攻略組攻略以及主人公的不接受，為此在眾人找尋解救方法時希望主人公多陪陪小春，主人公與小春在這休閒時期進入教堂「體驗結婚」並雙方互說彼此情感，後續當此詛咒為無解之局時小春企圖想自殺了結讓攻略組得以繼續攻略，結果被趕來的主人公給阻止，主人公逼不得已發動轉移術語讓詛咒從小春身上轉附身至自己身上，後續主人公發覺該詛咒屬於「兩段式系統執行」，只要在發動術語轉移詛咒至別人的10秒內打敗樓層頭目，就會觸發bug不會有玩家被詛咒附身，最後也如願成功。
在第75層時由於樓層頭目「收割者」過於強大，造成眾多攻略組玩家半路放棄，然而攻略組核心、桐人與亞絲娜、主人公與小春不願就此結束並試著繼續帶著大家攻略，期間小春與亞絲娜談論情感問題，亞絲娜說明要小春不要放棄這個情感緣分並繼續前進，以致小春決定與主人公共同約定打敗收割者後兩人「正式結婚」，最終如願成功擊敗頭目，兩人在此戰役結束後正式登記結婚，但由於遊戲核心系統「卡迪納爾系統」突破希茲克利夫 (茅場晶彥) 的控制並自我衍伸出獨立越權之能力，最終把希茲克利夫打入第1層「黑鐵宮」大牢並在他手上附上系統鎖銬，使得任何人包括希茲克利夫自己都無法解除該系統鎖銬，後續系統聲明為技術問題並解除遊戲結束執行模式，主人公與小春得以繼續邁向第100層攻略。
在遊戲劇情中小春使用的武器是短劍（亦稱作匕首），而遊戲初始時小春的武器為細劍。
於《刀劍神域劇場版 -Progressive- 陰沉薄暮的詼諧曲》與主人公一同客串，第五層餐廳桐人、亞絲娜、亞魯戈三人聚餐，主人公與小春於三人右前方餐桌用餐與談話。
桑妮雅／亞歷山德拉·尤利耶夫娜·克尼亞澤娃（Sanya／Alexandra•Yurievna•Knyazeva，聲：古賀葵）
初登埸於《關鍵鬥士》中的女性角色，三圍B89/W58/H83，體重43kg，身高156cm，生日是2007年10月29日
一位俄羅斯女孩，也是伶茵同齡的老朋友。在俄羅斯度過的童年時期，伶茵與賽玟住在他們的社區，但當他們搬走時，他們變得疏遠了。目前桑妮雅居住在日本。
無意中聽到伶茵唱過的歌曲後，並得知伶茵在SAO，一邊獨自一人一邊尋找伶茵。但她並不知道伶茵在SAO的玩家名，於是在主人公面前稱呼自己友人伶茵的真名「虹架」。
平常表現得很酷，但實際上個性很善良，對朋友也很關心。由於努力學習日語，她已經能說一口流利的日語了，但因為教材片面，她現在說話的語調是一種不尋常的少女語調。他認為自己已經把「禮婦語」背熟了 ，所以信心十足。
她並不隱瞞自己是俄羅斯人的事實，因為他有時會在話語末尾加上「Spasiva」(謝謝) 」等俄語單字。
在遊戲劇情中桑妮雅使用的武器是名為「芬斯坦尼斯」，是一把帶有劍尖的深紅色單手直劍。當受到攻擊時，它會吸收HP並被紅色光環包圍。每次擊中敵人時，自身氣場都會變大並具有增益效果增加自身的攻擊力。當生命吸收停止時，增益效果消失，攻擊力重設為基礎值。為此有很多玩家希望桑妮雅把芬斯坦尼斯繳交給大型公會並讓該劍性能多加運用但都被桑妮雅拒絕，以致在玩家們流傳一個名稱「紅色魔劍與銀色魔女」，紅色魔劍指的是芬斯坦尼斯，銀色魔女意指於桑妮雅的白髮為此稱呼，但該名稱對於玩家們來說如同「封閉者」一樣是個邪惡之名，在後續主人公與小春等人的互動下，才逐漸被大眾玩家認同。
雖然是單人玩家，但技術高超，足以參與討伐樓層頭目的活動。
為了發揮劍的特性，她一直保持著作為攻擊者積極向前推進的戰鬥風格，但只要能吸收HP，攻擊力就會增加，所以忽略了攻擊的準確性和移動性。在後續劇情中，她了解到運用純粹的技術戰鬥的重要性，而不是依賴劍的性能，並決定像芬斯坦尼斯一樣停止戰鬥。
於《刀劍神域劇場版 -Progressive- 陰沉薄暮的詼諧曲》客串，第五層舉辦跨年晚會，桑妮雅於人群中一共慶祝。
伊迪絲·辛賽西斯·潭（Eydis Synthesis Ten，聲：花澤香菜）
初登場於《Alicization Rising Steel (前期遊戲名) / Unleash Blading (後期遊戲名)》的女角色。上位整合騎士，編號為「10」。生日為9月4日。目前將東側境界附近的土地作為統領地。個性大而化之，長相與亞絲娜相似，與貝爾庫利意氣相投。反之和法那提歐處得不是很融洽。
持有神器「闇斬劍」，戰鬥風格主要以劍技為主，懂得使用神聖術，實力在整合騎士團內名列前茅。武裝完全支配術能使闇斬劍無視任何武器與堅固的鎧甲皆能將其刺穿，實力多高超的劍豪也無法與之抗衡。但由於完全支配術本身的性質，不擅長一對多的戰鬥。
原本是伊斯塔巴利耶斯東帝國出身的女劍士，和妹妹梅雅麗十分要好。曾為了治好妺妹的雙腿而前往盡頭山脈，向守護龍求取治療方法，但守護龍早已被整合騎士殺死而尋找其他方法，期間因觸犯了禁忌目錄，而被整合騎士長貝爾庫利所逮捕，之後被亞多米尼史特蕾達改造成整合騎士。
對任何女孩、少女（尤其是愛麗絲）都疼愛有加，站在愛麗絲的角度，雖然相處友好，但有時也會為對方的距離感無所適從。愛麗絲突破「右眼的封印」而失去右眼時，曾誤會是桐人弄傷愛麗絲而與他交戰，但被對方以犧牲手臂的方式破解自己的武裝完全支配術而感到驚訝。雙方停戰後，從桐人口中得知整合騎士的真相和愛麗絲的過去，其後表示對愛麗絲的支持而沒有阻止兩人反抗公理教會的決定並獨自前往盡頭山脈進行看守的工作。
由於從桐人口中得知「合成祕儀」的真相，所以是少數知道「合成祕儀」存在的騎士，但之後為了應對戰爭和人界的事務而暫時隱瞞該真相。此外，本人對自身原本的記憶不感興趣。
愛麗絲帶著心神喪失的桐人返回盧利特村休養時，曾經私下探望他們，並願意保密他們的藏身之處。
在Underworld大戰中獨自迎擊出現在南之迴廊的暗黑騎士，因部分女性暗黑騎士侮辱已去世的夏斯達和莉琵雅兩人而斬殺她們。其後對突然出現在暗黑界的巨大狹縫而感到驚訝，並與人界遊擊部隊會合。從貝爾庫利口中得知亞絲娜前來支援的消息，以及兩位同僚（達基拉和艾爾多利耶）的死訊後，決定返回東大門。期間到艾爾多利耶戰死之處弔唁，並在傳遞前線消息給東大門駐軍時，協助斬殺暗黑界的暗殺者們。
戰爭結束後，被桐人告知愛麗絲已前往現實世界，和桐人與亞絲娜被困在UW等狀況。得知愛麗絲總有一天會返回UW後，決定繼續努力活下去，且還質問桐人他與其他女性的關係，並對桐人沒有發現愛麗絲的愛慕之心而感到失望和生氣。在人界與暗黑界首次正式談判結束後，因桐人的委託而與伊斯卡恩等人前往暗黑界，藉此收集情報和嘗試建立友好關係。在暗黑界為夏斯達和莉琵雅兩人弔唁時，發現莉琵雅生前所捐助的孤兒院，並和孤兒院的孩子成為朋友，也主動教授劍術和神聖術，和莉琵雅的徒弟夏莉關係最為要好。
之後為了協助兩界交換生計劃而往返兩地。後來為了從舊皇帝勢力手中拯救夏莉，違反最高祭司「禁止有同伴在場時，使用記憶解放術」的命令（因為她會在黑暗中想起遺忘的妹妹，繼而失控），突破「右眼封印」（Code 871），也徹底掌握記憶解放術，能在黑暗中視物。
霧舞（Kirimai）
整合騎士伊迪絲的所屬飛龍。
萊拉（聲：上坂堇）
初登場於《火線爭戰》的原創女角色。
桃樂絲·以賽亞·厄禮攝巴（Dorothy，聲：佐藤利奈）
初登場於《異絆集結》的女角色。
背負著從「暗黑界」調停使者的使命來到「人界」的黑暗騎士的少女。使用與身長差不多的新武器·大鐮刀戰鬥。有著和通常的黑暗界人不一樣的外貌、
克南恩（Kainan，聲：利根健太朗）
初登場於《異絆集結》的男角色。
屬於「暗黑界」的工商公會的商人。負責支援作為和平使者來到「暗黑界」的桐人們。他的性格是賣東西的欲望很強，有一種壞習慣，只要是能給自己帶來利益的東西，就會不管誰都要跟他談。
紗蕊（Sarai，聲：桑原由氣）
初登場於《異絆集結》的女角色。
和桃樂絲一起來到「人界」的年幼少女。